# النرويج
النرويج أو النِّرْوِج (بالبوكمولية: Norge ؛ وبالنيونشكية: Noreg ) والمعروفة رسمياً باسم مملكة النرويج (بالبوكمولية: Kongeriket Norge؛ وبالنيونشكية: Kongeriket Noreg) هي دولة تقع في شمالي أوروبا وتحتل الجزء الغربي من شبه الجزيرة الإسكندنافية بالإضافة إلى يان ماين وأرخبيل سفالبارد في المنطقة القطبية الشمالية.
تصل مساحة النرويج الكلية إلى 385,207 كيلومتر مربع (148,747 ميل مربع) ويبلغ عدد سكانها حوالي 5 ملايين نسمة. تعد البلاد إحدى أقل الدول الأوروبية كثافة سكانية. تمتلك النرويج حدوداً طويلة مع السويد في الشرق، وتحد أقصى حدودها الشمالية فنلندا من الجنوب وروسيا إلى الشرق، بينما تقع الدنمارك إلى الجنوب عند طرف البلاد الجنوبي عبر مضيق سكاجيراك. عاصمة النرويج هي أوسلو. تمتلك النرويج سواحل عريضة تواجه المحيط الأطلسي وبحر بارنتس، وهذه السواحل هي موطن الفيورد الشهيرة.
بعد الحرب العالمية الثانية، شهدت النرويج نمواً اقتصادياً سريعاً بالأخص في العقدين الأولين بسبب الشحن النرويجي والتجارة البحرية والتصنيع المحلي. أما ازدهارها في أوائل عقد السبعينيات من القرن العشرين فيعود لاستثمار كميات الكبيرة من النفط والغاز الطبيعي التي اُكْتُشِفَت في بحر الشمال وبحر النرويج. تعد النرويج حالياً ثالث أغنى بلد في العالم من حيث القيمة النقدية،  مع ثاني أكبر احتياطي للفرد الواحد من أي دولة أخرى. النرويج هي الدولة الثاني عشر تصديراً للنفط، والسادسة عشر إنتاجاً له، والدولة الثامنة عالمياً إنتاجاً للغاز الطبيعي، وتساهم الصناعات البترولية بحوالي ربع الناتج المحلي الإجمالي. في أعقاب الأزمة المالية العالمية للفترة الممتدة بين سنوات 2007 و 2010، اعتبر المصرفيون الكرونة النرويجية إحدى أكثر العملات ثباتاً في العالم.
تمتلك النرويج موارد طبيعية غنية من النفط والغاز الطبيعي والطاقة الكهرمائية والغابات والمعادن. كما كانت ثاني أكبر مصدر للمأكولات البحرية (من حيث القيمة، بعد جمهورية الصين الشعبية) في عام 2006. تشمل الصناعات الرئيسية الأخرى الشحن البحري والمعالجة الغذائية وبناء السفن وصناعة المعادن والكيماويات والتعدين والصيد والمنتجات الورقية من الغابات.
تحتفظ النرويج بنموذج الرعاية الإسكندنافية بوجود نظام رعاية صحية عالمي ودعم نظام التعليم العالي ونظام شامل للضمان الاجتماعي. صنفت النرويج في المرتبة الأعلى بين جميع البلدان في مجال التنمية البشرية للفترة الممتدة بين سنتيّ 2001 و 2007، ومرة أخرى في عام 2009. كما صنفت أيضاً أكثر البلدان سلمية في العالم في استطلاع لسنة 2007 من قبل مؤشر السلام العالمي.
تتبع النرويج نظامًا ملكيًا دستوريًا ديمقراطيًا برلمانيًا، يمثل الملك هارالد الخامس قمة هرم الدولة بينما رئيس الوزراء هو رئيس الحكومة. والنرويج دولة وحدوية ذات تقسيمات إدارية على مستويين: المحافظات (بالنرويجية: fylke) والبلديات (بالنرويجية: kommuner). يمتلك أفراد قومية "سامي" درجة معينة من الإدارة الذاتية في الأراضي التي سكنوها منذ قديم الزمان، وذلك من خلال ما يُعرف «ببرلمان قومية سامي» وقانون فينمارك. وعلى الرغم من رفض النرويج لعضوية الاتحاد الأوروبي في استفتاءين، إلا أنها تحتفظ بعلاقات وثيقة مع الاتحاد والدول الأعضاء فيه وكذلك مع الولايات المتحدة.
لا تزال النرويج إحدى أكبر المساهمين مالياً في الأمم المتحدة، وتساهم في البعثات الدولية لقوات الأمم المتحدة، ولا سيما في أفغانستان وكوسوفو والسودان. النرويج هي أحد الأعضاء المؤسسين للأمم المتحدة وحلف شمال الأطلسي ومجلس أوروبا ومجلس الشمال الأوروبي وهي عضو في المنطقة الاقتصادية الأوروبية ومنظمة التجارة العالمية ومنظمة التعاون والتنمية.

## أصل التسمية
يُطلق على النرويج رسمياً تسمية «مملكة النرويج» (بالبوكمولية: Kongeriket Norge؛ نقحرة: كونجيريكيت نورج، وبالنيونشكية: Kongeriket Noreg؛ نقحرة: كونجيريكيت نوريج). الاسم التقليدي للنرويج في اللغة النوردية القديمة هو نوريجر، أما الاسم اللاتيني في القرون الوسطى فكان نورثفيجيا، بينما وردت أقدم صيغة مكتوبة للاسم في الإنكليزية (في أواخر القرن التاسع من رحلات «أوتير الهالوغالاندي») باسم نوردويغ. كما تزعم بعض نصوص القرون الوسطى أن أصل التسمية يعود إلى الملك «نور» الأسطوري. يسود الاعتقاد حالياً أن الاسم يعود إلى التسمية النوردية القديمة نوردفيغر، والتي تعني «طريق الشمال». يوجد في اللغة النرويجية أيضاً تسميات أخرى مثل أوسترفيغر بمعنى «الأراضي الشرقية» (روسيا وآسيا) وفيسترفيغر بمعنى «الأراضي الغربية» (الجزر البريطانية) وسودرفيغر بمعنى «الأراضي الجنوبية» (البحر المتوسط). ويقول الخبراء أنه لا يزال هناك إمكانية كون الأشكال من العصور الوسطى لكلمة «نورد» هي مصطلحات شعبية وأن للتسمية أصل آخر.

## التاريخ

### ما قبل التاريخ

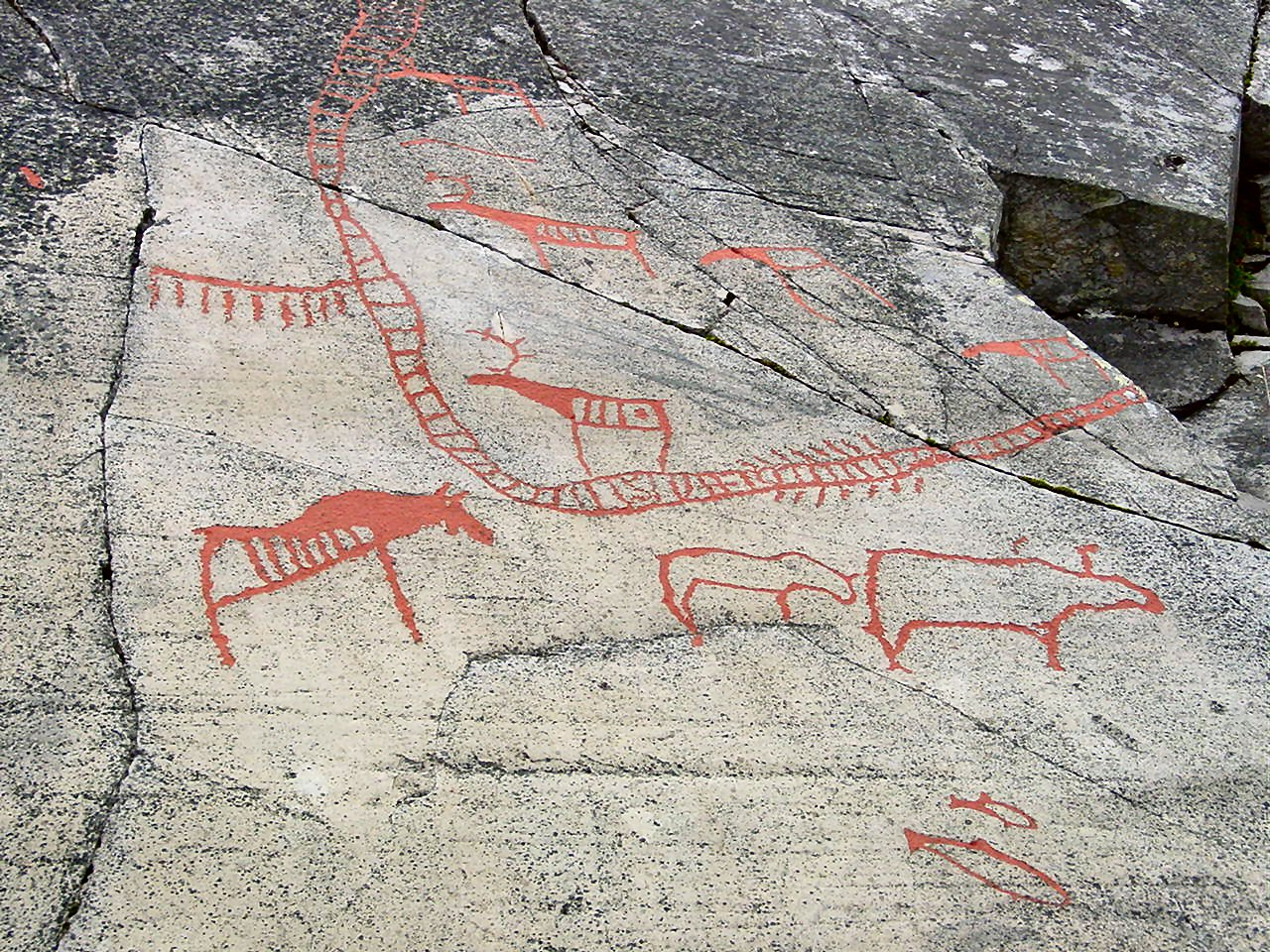
نقوشات صخرية في ألتا.

تشير الاكتشافات الأثرية أن منطقة النرويج الحالية كانت مأهولة بالسكان منذ ما لا يقل عن الألف العاشرة قبل الميلاد. يُطلق على السكان الأصليين في شمال النرويج ووسطها اسم «شعب سامي»، رغم أن الثقافة النوردية وصلت في وقت مبكر جداً أيضاً. ذكر الملك الحالي للنرويج أن المملكة تأسست على أراضي الشعبين النرويجي وسامي. وفي القرون الأولى للميلاد، تألفت النرويج من عدد من الممالك الصغيرة، ووفقاً لجاريد دياموند، تعلم الشعب النوردي ركوب البحر حوالي سنة 600م.

### عصر الفايكنغ

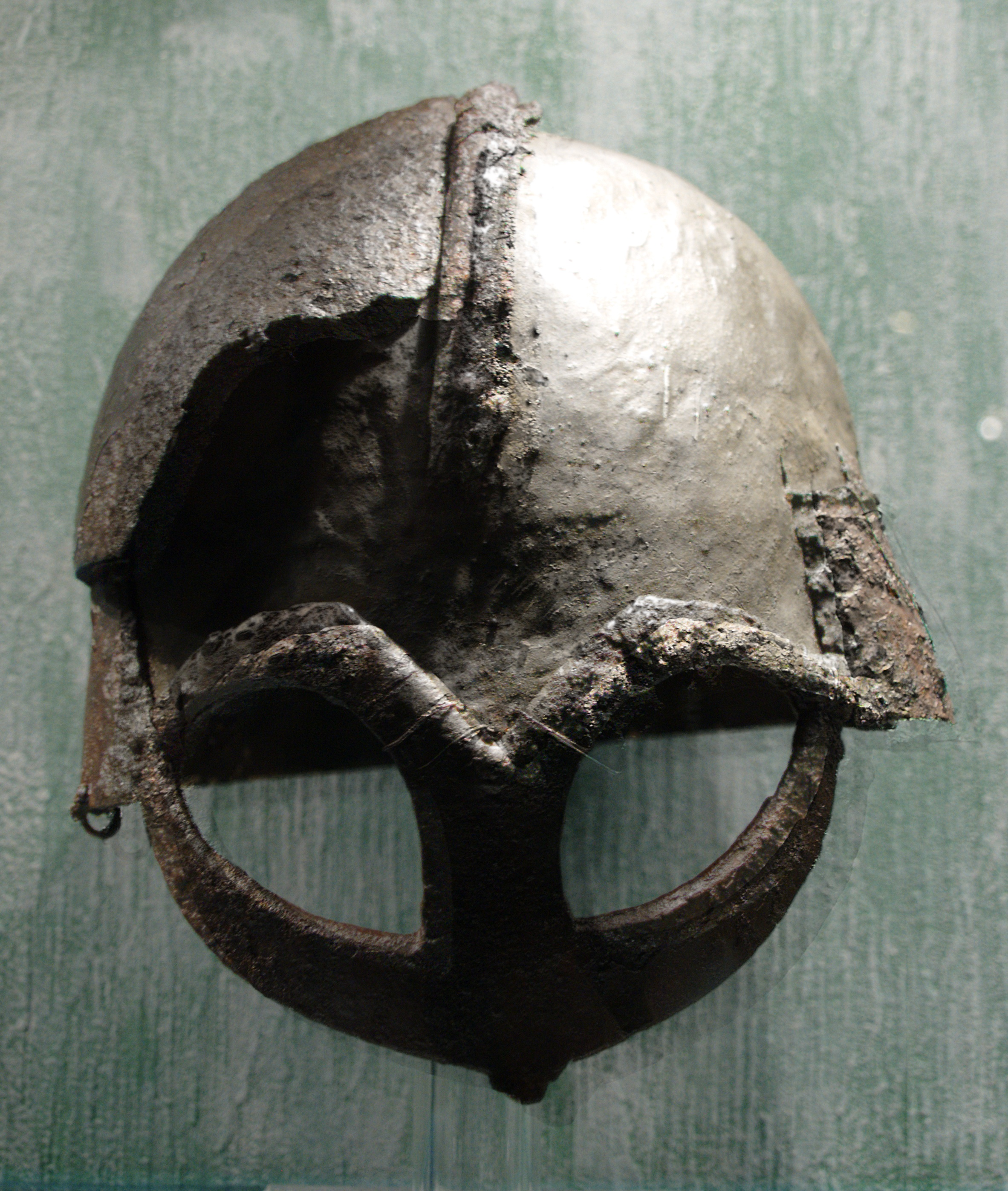
خوذة نرويجية تعود لعصر الفايكنغ.

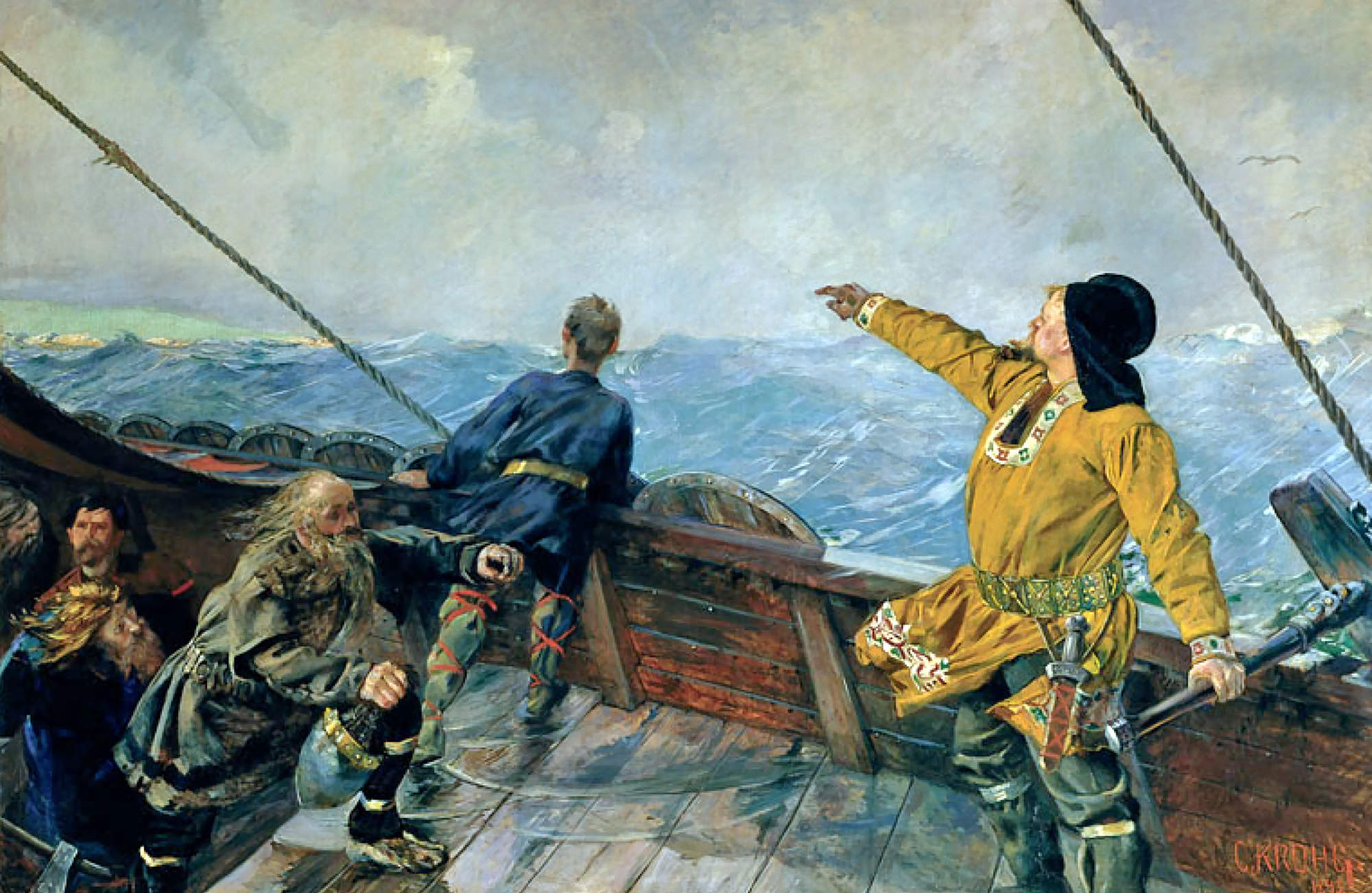
ليف إريكسون مكتشفاً أمريكا.

اتسم عهد الفايكنغ بالتوسع والهجرة من قبل الفايكنغ البحارة، وفقاً للتقاليد فإن هارالد هارفاغر (هارالد ذو الشعر الفاتح) وحّدهم في دولة واحدة في عام 872م بعد معركة هافرسفيورد في ستافانغر وبذلك أصبح أول ملك للنرويج الموحدة. ويقول المؤرخون أن اعتبار توحيد الفايكنغ قد تم في سنة 872م قد يكون مبالغاً فيه إلى حد ما. حيث قد يكون تاريخ توحيدهم الفعلي سابق ببضعة سنوات قليلة على عام 900م. وقعت كانت مملكة هارالد على سواحل النرويج الجنوبية، وقد حكمها الأخير بقبضة حديدية مما دفع الكثير من النرويجيين (وفقاً للملاحم الشعبية) إلى مغادرة البلاد للعيش في آيسلندا وجزر فارو وجرينلاند وأجزاء من بريطانيا وأيرلندا. تأسست المدن الأيرلندية الحالية: ليمريك ودبلن ووترفورد؛ على يد المستوطنين النرويج.
استُبدلت التقاليد المسيحية بتلك النوردية بشكل تدريجي في القرنين العاشر والحادي عشر. ويعزى ذلك إلى حد كبير للملوك المبشرين «أولاف تريغفاسون» والقديس «أولاف». كان الملك «هاكون الخيّر» ملك النرويج المسيحي الأول في منتصف القرن العاشر، على الرغم من رفض محاولته لإدخال الدين للبلاد. أطلق أولاف تريغفاسون المولود في وقت ما بين سنتي 963 و 969 م حملات بحرية على انكلترا بأسطول مكوّن من 390 سفينة، وهاجم لندن خلال هذه الإغارة. عندما عاد أولاف إلى النرويج في عام 995، نزل في موستر وبنى هناك كنيسة أصبحت أول كنيسة مسيحية في النرويج. أبحر أولاف من موستر شمالاً إلى تروندهايم حيث نصب ملكاً للنرويج من قبل أيراثينغ في سنة 995م.
ومما يميّز النرويج والسويد عن باقي أنحاء أوروبا في تلك الفترة، أن الإقطاعية لم تتطور فعلاً في تلك البلاد كما كانت فعلت في بقية أوروبا، حيث حافظت على طابع محافظ جداً منها. أجبرت الرابطة الهانزية الطبقة الملكية على التنازل لها عن ممتلكات كبيرة وأكثريّة مقابل التجارة الخارجية والاقتصاد. وكان للرابطة الهانزية هذا التأثير على الملوك بسبب القروض التي منحتها الهانزيون لهم والدين الكبير الذي حمله أولئك الملوك. أدى هذا التلاعب من قبل الرابطة بالاقتصاد النرويجي إلى الضغط على جميع الفئات ولا سيما الفلاحين إلى درجة أنه لم توجد طبقة مواطنين أحرار حقيقية في النرويج.

### اتحاد كالمار

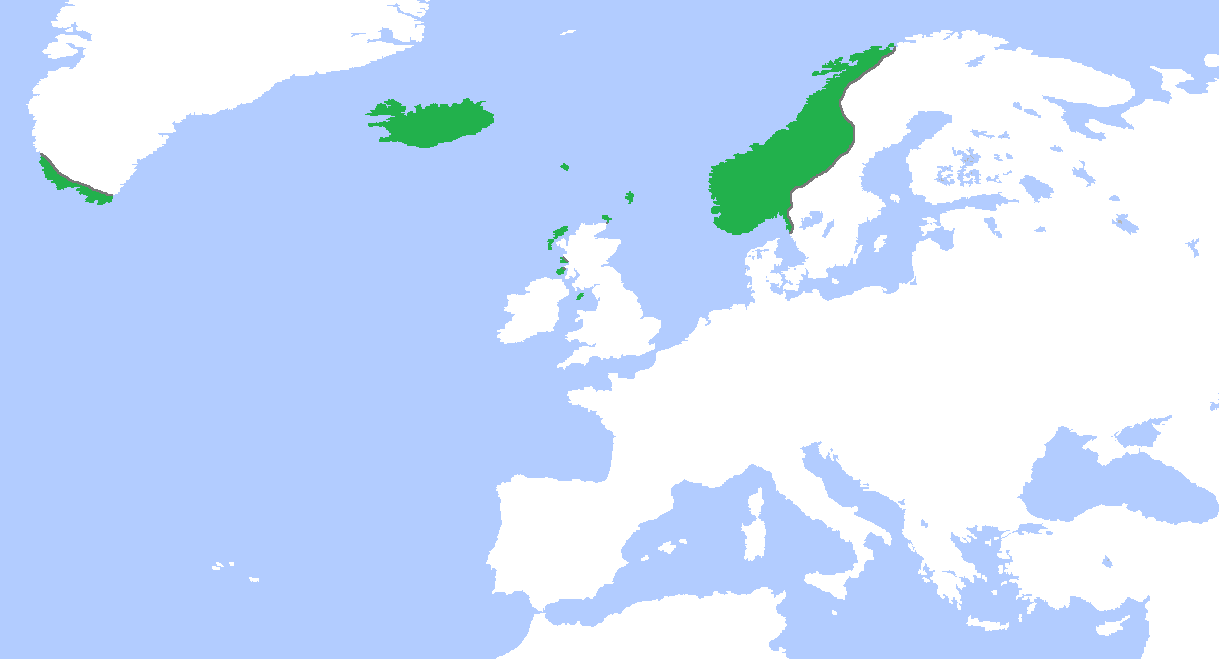
المملكة النرويجية في أقصى اتساعها عام 1265.

مع وفاة هوكون الخامس ملك النرويج عام 1319 ورث حفيده ماغنوس إريكسون ذو الثلاث سنوات عرش النرويج، فعُرف باسم ماغنوس السابع. كما بدا في الوقت نفسه أن التحرك لجعل ماغنوس ملكاً للسويد قد نجح، ذلك أنه حينها كان ملوك السويد والدانمرك يُنتخبون من قبل طبقة النبلاء. وهكذا مع انتخابه لعرش السويد توحدت السويد والنرويج تحت حكم الملك ماغنوس السابع. وفي عام 1349 غير الموت الأسود ملامح النرويج تغييراً جذرياً، حيث أسفر عن وفاة ما تراوحت نسبته بين 50 و 60% من سكانها وتركها متدهورة اجتماعيًا واقتصاديًا. وبعد أن انقشعت غيمة وباء الطاعون، ظهرت النرويج في حالة سيئة للغاية، حيث ازدادت نسبة الفقر وارتفع عدد الفقراء والبؤساء، وعلى الرغم من أن معدل الوفيات كان شبيهاً بذاك في أوروبا فإن التعافي الاقتصادي استغرق وقتاً أطول بكثير بسبب عدد السكان القليل والمتناثر. قبل الطاعون، كان عدد النرويجيين يصل إلى حوالي 500,000 شخص فقط، وبعد ذلك هجرت العديد من المزارع وتعافت الجمهرة البشرية ببطء شديد. وقد استفاد من هذه المسألة من تبقى من مستأجري المزارع، إذ أصبح موقفهم التفاوضي مع ملاك الأرض معززاً جداً، لحاجة هؤلاء إلى اليد العاملة المتناقصة في ذلك الوقت. حكم ماغنوس السابع النرويج حتى عام 1350 عندما استُبدل بابنه هوكون، فعُرف باسم هوكون السادس. تزوج هوكون السادس في عام 1363 من مارغريت ابنة الملك فالديمار الدنماركي. بعد وفاة هوكون السادس في سنة 1379، تولى ابنه أولاف الخامس ذو العشر سنوات الحكم. سبق لأولاف أن انتخب لعرش الدنمارك يوم 3 مايو/أيار سنة 1376. وهكذا ومع توليه عرش النرويج وحد أولاف الدنمارك والنرويج في عرش واحد. أدارت والدته وأرملة هوكون، الملكة مارغريت، الشؤون الخارجية للدنمارك والنرويج خلال طفولة أولاف الخامس. عملت مارغريت على ضم عرش السويد إلى الدنمارك والنرويج عن طريق انتخاب أولاف لعرش السويد، وكانت على وشك تحقيق مرادها عندما توفي ولدها فجأة، فانتخبت الدنمارك مارغريت كحاكمة مؤقتة بعد وفاة الملك. وفي 2 فبراير/شباط سنة 1388 حذت النرويج حذو الدنمارك وتوجت مارغريت ملكة عليها. أدركت الملكة مارغريت منذ البداية أن سلطتها ستكون أكثر أمناً لو عثرت على ملك يحكم مكانها، فاستقر رأيها على «إريك البوميراني»، حفيد أختها، وفي اجتماع لكل الدول الإسكندنافية عقد في كالمار، توج إريك البوميراني ملكاً على جميع البلدان الإسكندنافية الثلاث (كانت عملياً أربعة لأن فنلندا كانت حينها جزءاً من السويد). بناء على ذلك أدت السياسة الحاكمة إلى وحدة شخصية بين بلدان الشمال الأوروبي ليتحد في النهاية عرش النرويج والدنمارك والسويد تحت سيطرة الملكة مارغريت الأولى الدنماركية، عندما انضمت البلاد إلى اتحاد كالمار.

### الاتحاد مع الدنمارك
غادرت السويد اتحاد كالمار في عام 1521 بينما بقيت النرويج مع الدنمارك حتى عام 1814 في ما مجموعه 436 عاماً. خلال الرومانسية الوطنية من القرن التاسع عشر سميت هذه الفترة من قبل البعض باسم «ليلة 400 سنة» حيث كانت كل السلطات الملكية الفكرية والإدارية متمركزة في كوبنهاغن في الدنمارك.
مع التحول للبروتستانتية في سنة 1536، تم حل مطرانية تروندهايم وأصبحت النرويج بالفعل أحد روافد الدانمارك، كما حُول دخل الكنيسة للبلاط الملكي في كوبنهاغن. فقدت النرويج تدفق الحجاج المستمر إلى القطع الأثرية للقديس أولاف في مزار نيداروس وبالتالي فقدت الكثير من التواصل مع الحياة الثقافية والاقتصادية في بقية أنحاء أوروبا. بالإضافة إلى ذلك خسرت النرويج بعضاً من مساحتها في القرن السابع عشر بعد أن فقدت مقاطعات بوهوسلن وجيمتلاند وهيريدالن لصالح السويد نتيجة لحروب عديدة بين الدنمارك والنرويج والسويد. رغم ذلك كسبت النرويج بعض الأراضي إلى الشمال بضم المقاطعات الشمالية: ترومس وفنمارك، على حساب السويد وروسيا، قضت المجاعة التي انتشرت في البلاد بين عاميّ 1695 و 1696 على حوالي 10% من سكان النرويج. كما سُجل ضياع ما لا يقل عن تسعة محاصيل في الدول الإسكندنافية بين عامي 1740 و 1800 مما أدى إلى ارتفاع كبير في معدل الوفيات.

### الاتحاد مع السويد

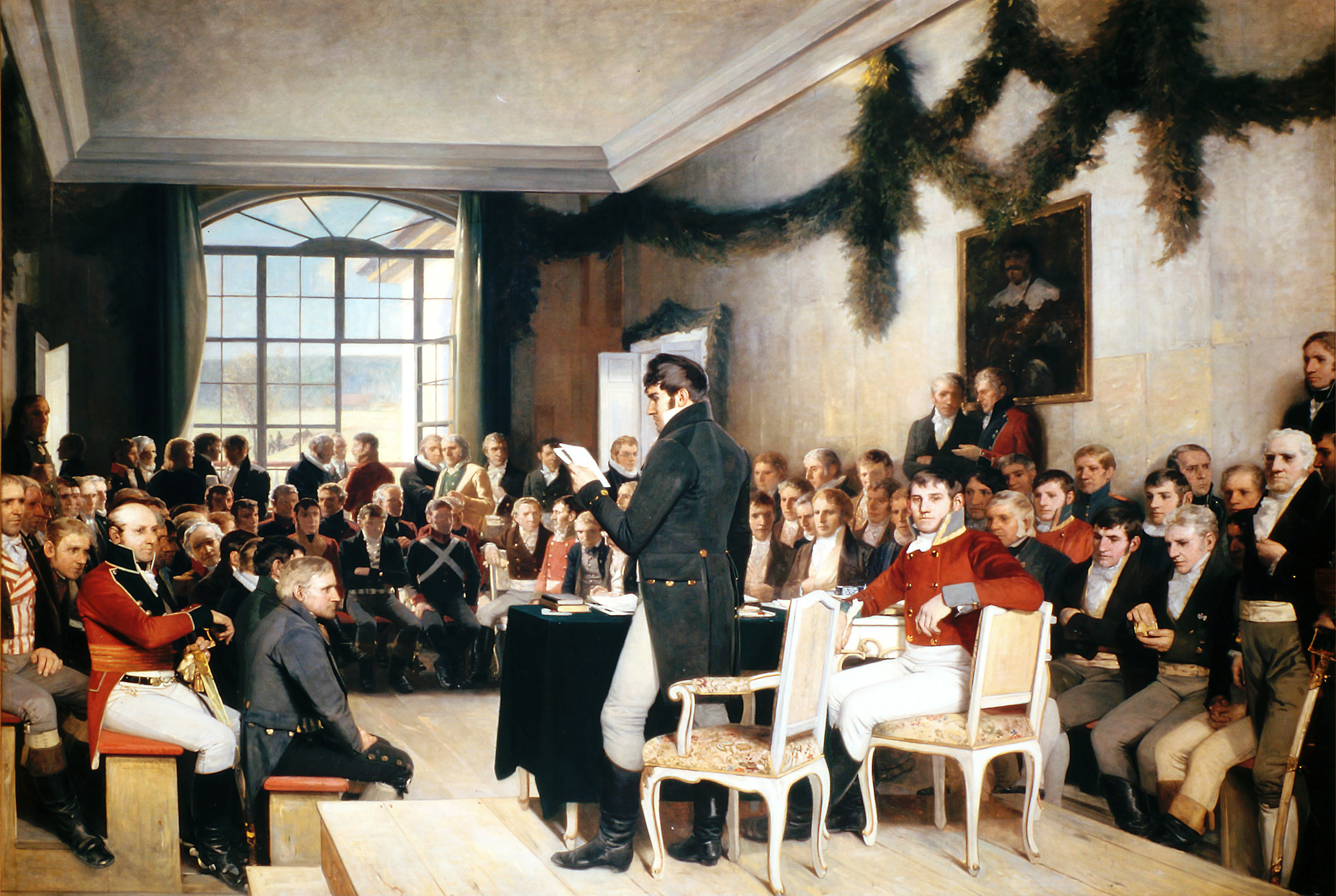
الجمعية الوطنية سنة 1814، بريشة أوسكار فيرجيلاند.

بعد أن هوجمت الدنمارك والنرويج من طرف المملكة المتحدة، دخلت النرويج في تحالف مع الإمبراطور الفرنسي نابليون الأول في معركة كوبنهاغن. أدت الحرب إلى مجاعة عام 1812، كما وجدت المملكة الدنماركية نفسها في الجانب الخاسر في عام 1814 واضطرت تحت شروط معاهدة كييل للتنازل عن النرويج لملك السويد في حين بقيت المقاطعات الدنماركية النرويجية الأخرى مثل أيسلندا وغرينلاند وجزر فارو ضمن التاج الدانماركي.
استغلت النرويج هذه الفرصة لإعلان الاستقلال واعتمد دستور استناداً إلى النموذجين الأمريكي والفرنسي. كما انتخب ولي عهد الدنمارك والنرويج كريستيان فريدريك ملكاً في 17 مايو/أيار سنة 1814. يُحتفل بذكرى هذا اليوم في السابع عشر من أيار/مايو من قبل النرويجيين والأميركيين من أصل نرويجي على حد سواء. يُسمى هذا اليوم أيضاً باسم يوم الدستور النرويجي، تسبب قرار ربط النرويج بالسويد بنشوب الحرب النرويجية السويدية، ولكن بما أن جيش السويد لم يكن قادرًا على هزيمة القوات النرويجية هزيمة صريحة، كما أن الخزانة النرويجية لم تكن كبيرة بما يكفي لدعم الحرب التي طال أمدها، بالإضافة إلى حصار القوات البحرية البريطانية والروسية للساحل النرويجي، اضطرت كل من النرويج والسويد للتفاوض على تسوية. بناء على ذلك، دخل البلدان في اتحاد بتاريخ 4 نوفمبر/تشرين الثاني سنة 1814. حافظت النرويج بموجب هذا الترتيب على دستورها الليبرالي وعلى مؤسساتها المستقلة باستثناء العلاقات الخارجية. بعد الاتحاد مع السويد كانت التنمية الاقتصادية في النرويج بطيئة.
شهدت هذه الفترة أيضا ظهور النزعة القومية الرومانسية النرويجية حيث سعى النرويجيون لتعريف هوية قومية متميزة لهم. شملت الحركة جميع فروع الثقافة بما في ذلك: الأدب، حيث برز من الأدباء القوميين: هنريك فيرغيلاند (1808-1845) وبيورنستيرن بيورنسون (1832-1910) وبيتر كريستيان أسبيورنسن (1812-1845) ويورغن مو (1813-1882)؛ أما من الرسامين فبرز: هانز غود (1825-1903) وأدولف تيدماند (1814-1876). وفي الموسيقى لمع نجم إدوارد غريغ (1843-1907)، وحتى في موضوع اللغة حيث برزت محاولات لتحديد لغة أصلية مكتوبة للنرويج التي نجم عنها وجود كتابتين اثنتين رسميتين للنرويجية في الوقت الحالي هما البوكمول النينوشك.
كان الملك كارل يوحنا الرابع عشر الذي جلس على عرش النرويج والسويد في سنة 1818 الملك الأول على النرويج بعد خروجها من سيطرة الدنمارك والاتحاد مع السويد. كان كارل يوحنا رجل معقداً امتد حكمه إلى عام 1844، وقد صان الدستور والحريات في النرويج والسويد خلال عهد كليمنس فون مترنيش. لذلك عُد من الملوك الليبراليين في ذاك العصر، رغم ذلك لم يكن رحيماً في استخدامه المخبرين والشرطة السرية إضافة إلى القيود المفروضة على حرية الصحافة لإخماد الحركات العامة للإصلاح وخصوصاً حركة الاستقلال الوطني النرويجي.
تلا عهد الملك كارل يوحنا عصر الرومانسية وتخللها بعض الإصلاحات الاجتماعية والسياسية الهامة. سمح للنساء عام 1854 بوراثة ممتلكات مثل الرجال. وفي عام 1863 رفعت حالة القصور عن النساء غير المتزوجات. علاوة على ذلك سمح لهن بالحصول على مختلف المهن ولا سيما التدريس في المدارس العامة. مع ذلك كانت النرويج في منتصف هذا القرن لا تزال بعيدة عن «الديمقراطية»، حيث اقتصر حق التصويت على المسؤولين وأصحاب الممتلكات والمستأجرين ومواطنوا البلدات المدمجة، لذا تولّد بعض الاستياء من هذا التخلف.

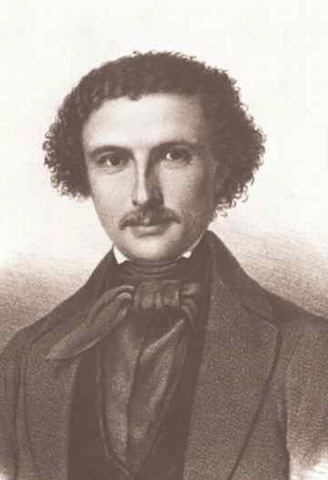
ماركوس ثران.

رغم كل ذلك كانت النرويج مجتمعاً محافظاً. كانت الحياة في النرويج، ولا سيما الحياة الاقتصادية، تهيمن عليها طبقة أرستقراطية من الرجال المهنيين الذين شغلوا معظم المناصب الهامة في الحكومة المركزية. ولم يكن هناك طبقة برجوازية قوية في البلاد لتطالب بانهيار هذه السيطرة الاقتصادية من الطبقة الأرستقراطية. وهكذا وحتى في الوقت الذي اجتاحت فيه الثورات معظم بلدان أوروبا في عام 1848، فإن النرويج لم تتأثر لحد كبير بها، إذ تحطمت معظم الثورات على جدران حالة المحافظة التي سادت المجتمع النرويجي. وفي واقع الأمر لم تقم سوى ثورة وحيدة النرويج عام 1848، هي «حركة ثران». كان ماركوس ثران اشتراكياً طوباوياً، وجه نداءه إلى الطبقات الكادحة داعياً إلى تغيير البنية الاجتماعية «من الأدنى إلى الأعلى.»  في عام 1848 نظم مجتمع عمل في درامن. بلغت عضوية هذا المجتمع في بضعة أشهر فقط 500 عضو ونجح في طباعة صحيفة خاصة به. في غضون سنتين نظمت 300 من المجتمعات في جميع أنحاء النرويج تضم في عضويتها ما مجموعه 20,000 شخص. وقد شملت العضوية الطبقات الدنيا في كل من المدينة والريف. فتولد لأول مرة شعور في كلا المنطقتين بوجود قضايا مشتركة فيما بينهما. في نهاية المطاف سحق التمرد بسهولة وأسر ثران وحكم عليه بالسجن لثلاث سنوات بتهمة ارتكاب جرائم ضد أمن الدولة. وعند الإفراج عنه بعد قضاء عقوبته، هاجر ماركوس ثران إلى الولايات المتحدة الأمريكية.

### الاستقلال
لعب كريستيان ميكلسن أحد أقطاب مجال الشحن ورجل دولة ورئيس وزراء النرويج من سنة 1905 حتى سنة 1907، لعب دوراً رئيسياً في الانفصال السلمي للنرويج عن السويد في 7 يونيو/ حزيران سنة 1905. بعد إجراء استفتاء وطني فضل الشعب النظام الملكي الدستوري على النظام الجمهوري، وعرضت الحكومة النرويجية عرش النرويج على الأمير كارل الدنماركي، وانتخبه البرلمان ملكاً بالإجماع، حيث كان أول ملك لنرويج مستقلة تماماً منذ 586 سنة. أطلق هذا الملك على نفسه اسم «هوكون السابع» تيمناً بملوك البلاد في العصور الوسطى. وفي سنة 1913، مُنحت النساء حق التصويت، بعد أن كان جميع الرجال قد حصلوا على هذا الحق في عام 1898.

### الحربان العالميتان

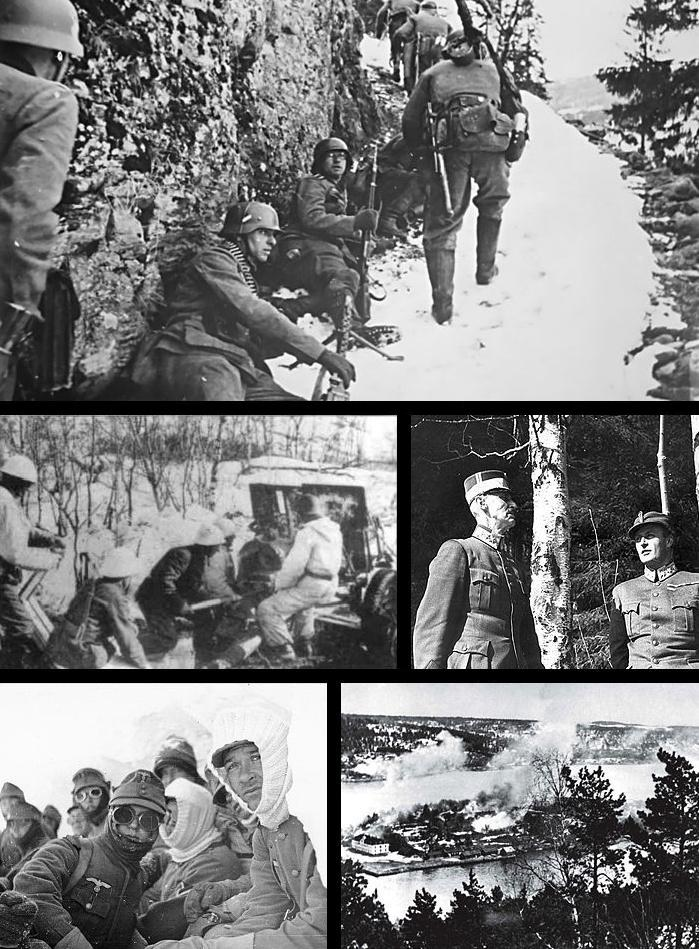
صور من الحملة النرويجية عام 1940.

خلال الحرب العالمية الأولى التزمت النرويج الحياد، لكنها عملياً تعرضت لضغوط من قبل بريطانيا العظمى لتسليم أجزاء متزايدة من أسطولها التجاري الكبير لبريطانيا بأقل الأسعار، فضلا عن الانضمام إلى الحصار التجاري المفروض على ألمانيا. كان على السفن النرويجية التجارية والبحارة النرويج رفع العلم البريطاني على سفنهم رغم خطورة إغراقها من طرف الغواصات الألمانية، وكان من نتيجة ذلك أن فقدت البلاد كثيرًا من بحارتها وسفنها، وهبط ترتيب الأسطول التجاري النرويجي من المركز الرابع عالمياً إلى المركز السادس.
أعلنت النرويج أيضاً حيادها خلال الحرب العالمية الثانية ولكنها تعرضت للغزو الألماني في 9 أبريل/نيسان سنة 1940. لم تكن النرويج مستعدة للهجوم المفاجئ من طرف الألمان لذلك لم تدم المقاومة العسكرية أو البحرية أكثر من شهرين. شنت القوات المسلحة في الشمال هجوماً على القوات الألمانية في معارك نارفيك حتى أجبروا على الاستسلام في 10 حزيران/يونيو بعد خسارتهم المساعدة البريطانية بعد سقوط فرنسا.
هرب الملك هوكون والحكومة النرويجية لروثرهيث في لندن، وأيدوا النضال من خلال خطب بثت إذاعيا من لندن ومن خلال دعم العمليات العسكرية السرية في النرويج ضد النازيين. في يوم الغزو حاول زعيم الحزب الوطني الاشتراكي الصغير، «فيدكون كويسلنغ»، الاستيلاء على السلطة لكنه اضطر للتنحي بضغط من المحتلين الألمان. كانت السلطة الحقيقية في يد زعيم سلطة الاحتلال الألماني جوزيف تيربوفن. شكل كويسلنغ كوزير رئيس في وقت لاحق حكومة عميلة تحت السيطرة الألمانية. تطوع ما يقرب من 15,000 من النرويجيين للقتال في الوحدات الألمانية، بما في ذلك الكتيبة-س س (بالألمانية: Waffen-SS).
كان هناك أيضاً الكثير من النرويجيين وذوي الأصول النرويجية الذين انضموا إلى قوات التحالف بالإضافة إلى القوات الحرة النرويجية. في بداية الأمر بلغ عدد القوات النرويجية التي غادرت البلاد مع الملك في يونيو/حزيران سنة 1940، بلغ 13 سفينة وخمس طائرات و 500 رجلاً من البحرية الملكية النرويجية، لكن هذه الأعداد سرعان ما تضاعفت ووصلت عند نهاية الحرب إلى 58 سفينة و 7500 رجل في خدمة البحرية النرويجية و 5 أسراب من الطائرات (بما في ذلك سبيتفاير وسندرلاند وموسكيتو) في القوات الجوية النرويجية حديثة التشكل. بينما ضمت القوات البرية القوة النرويجية المستقلة الأولى و5 أفواج من قوات المغاوير رقم 10.
خلال السنوات الخمس من الاحتلال النازي، أسس النرويجيون حركة مقاومة حاربت الاحتلال الألماني وأعلنوا العصيان المدني والمقاومة المسلحة وقاموا بتدمير محطة نورسك هيدرو للمياه الثقيلة ومخزون من المياه الثقيلة في فيمروك مما شل البرنامج النووي الألماني. أما العنصر الأكثر أهمية للحلفاء كان دور البحرية التجارية النرويجية، إذ أن البلاد امتلكت في وقت الغزو رابع أسطول تجاري بحري في العالم. أدارت شركة الشحن النرويجية «نورتراشب» الأسطول تحت إدارة الحلفاء خلال الحرب حيث كان دورهم إخلاء دونكيرك تمهيدًا لعملية الإنزال في النورماندي. في كل شهر كانون الأول/ديسمبر من كل عام، تهدي النرويج شجرة عيد ميلاد للمملكة المتحدة اعترافاً بفضلها في مساعدة النرويج خلال الحرب العالمية الثانية، ويُقام حفل نصب الشجرة في ساحة الطرف الأغر الشهيرة في لندن.

### فترة ما بعد الحرب
خلال الفترة الممتدة بين عاميّ 1945 و 1961، سيطر حزب العمال على البرلمان بعد حصوله على الأغلبية المطلقة من الأصوات. قاد الحكومة رئيس الوزراء اينار جيرهادرسن الذي شرع في برنامج مستوحى من علم الاقتصاد الكينزي مشدداً على تمويل الدولة للتصنيع والتعاون بين النقابات العمالية ومنظمات أرباب العمل. استمرت كثير من تدابير الدولة للسيطرة على الاقتصاد التي فرضت خلال الحرب، على الرغم من رفع نظام الحصص عن منتجات الألبان في عام 1949 في حين استمرت مراقبة الأسعار وتقنين المساكن والسيارات حتى عام 1960.
استمر التحالف مع بريطانيا والولايات المتحدة في زمن الحرب إلى سنوات ما بعد الحرب. على الرغم من سعي حزب العمال تحقيق الهدف المتمثل في الاقتصاد الاشتراكي فإنه نأى بنفسه عن الشيوعيين (وخاصة بعد استيلاء السوفيات على السلطة في تشيكوسلوفاكيا في سنة 1948)، وعزز السياسة الخارجية وسياسة الدفاع مع الولايات المتحدة. تلقت النرويج مساعدة من خطة مارشال من الولايات المتحدة ابتداء من عام 1947 وانضمت إلى منظمة التعاون والتنمية الاقتصادية بعد عام وأصبحت عضواً مؤسساً لمنظمة حلف شمال الأطلسي في عام 1949.

### الفترة المعاصرة

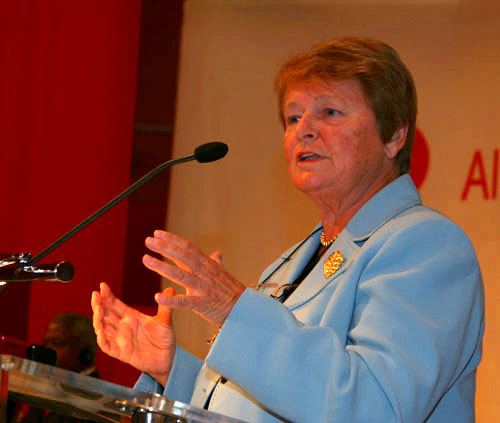
غرو هارلم برونتلاند، أول رئيسة وزراء للنرويج.

وصلت نسبة وعدد العاملين في الصناعة إلى أعلى معدلاتها حوالي عام 1975. منذ ذلك الحين عملت البلاد على الاستعانة باليد العاملة الخارجية لتلبية حاجة الإنتاج الصناعي والخدماتي المكثف مثل مصانع الإنتاج الضخمة والشحن البحري.
في عام 1969، اكتشفت شركة فيليبس بتروليوم مصادر نفطية في حقل إيكوفسك غرب النرويج. وفي عام 1973، أسست الحكومة النرويجية شركة الدولة للنفط باسم ستات أويل. لم يوفر إنتاج النفط دخلاً صافياً حتى أوائل عقد الثمانينات من القرن العشرين، بسبب رأس المال الضخم الذي تطلبه إنشاء البنية التحتية لصناعة النفط في البلاد.
النرويج عضو مؤسس في المنطقة الأوروبية للتجارة الحرة، أجري استفتاءان حول الانضمام إلى الاتحاد الأوروبي فشلا بفارق ضئيل في عامي 1972 و 1994. في عام 1981 تشكلت حكومة المحافظين بقيادة «كور ويلوك» واتبعت سياسة لتحفيز الاقتصاد المتضخم والراكد من خلال خفض الضرائب وتحرير الاقتصاد وتحرير الأسواق واتخاذ تدابير للحد من التضخم الذي وصل إلى مستويات قياسية (13.6% في سنة 1981).
وبعد ويلوك، تولّت «غرو هارلم برونتلاند» رئاسة الوزراء عن حزب العمال، فتابعت إصلاحات سلفها اليميني كما دعمت الاهتمامات التقليدية لحزب العمال مثل الضمان الاجتماعي والضرائب المرتفعة وتصنيع الموارد الطبيعة والحركة النسائية. بحلول أواخر عقد التسعينات، سددت النرويج ديونها الخارجية وبدأت تراكم صندوق الثروة السيادية. منذ التسعينات طرح سؤال بين السياسيين حول كم من إيرادات النفط يجب أن تنفق الحكومة وكم ينبغي أن تدخر.

## الجغرافيا

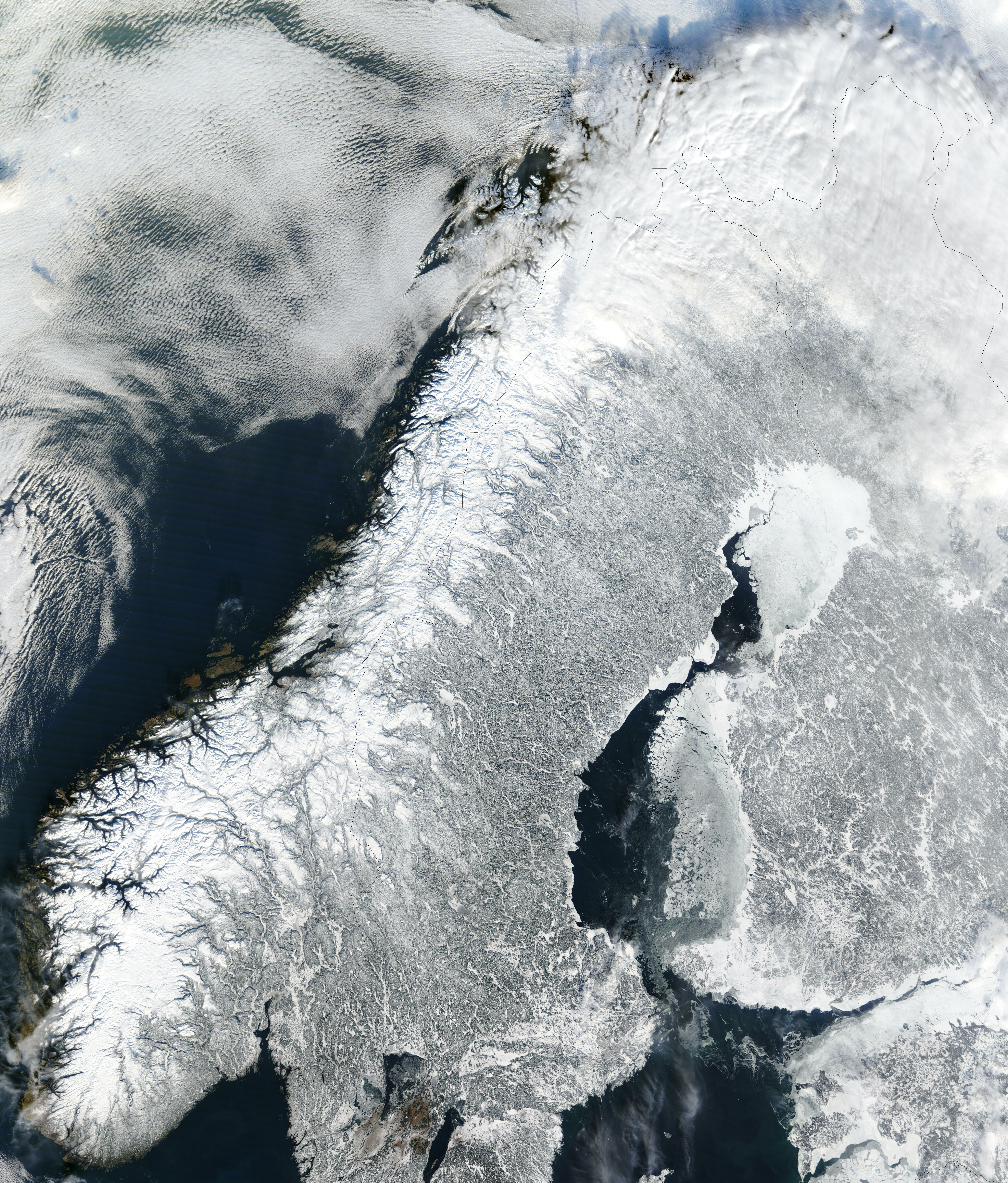
صورة من قمر صناعي للنرويج في الشتاء.

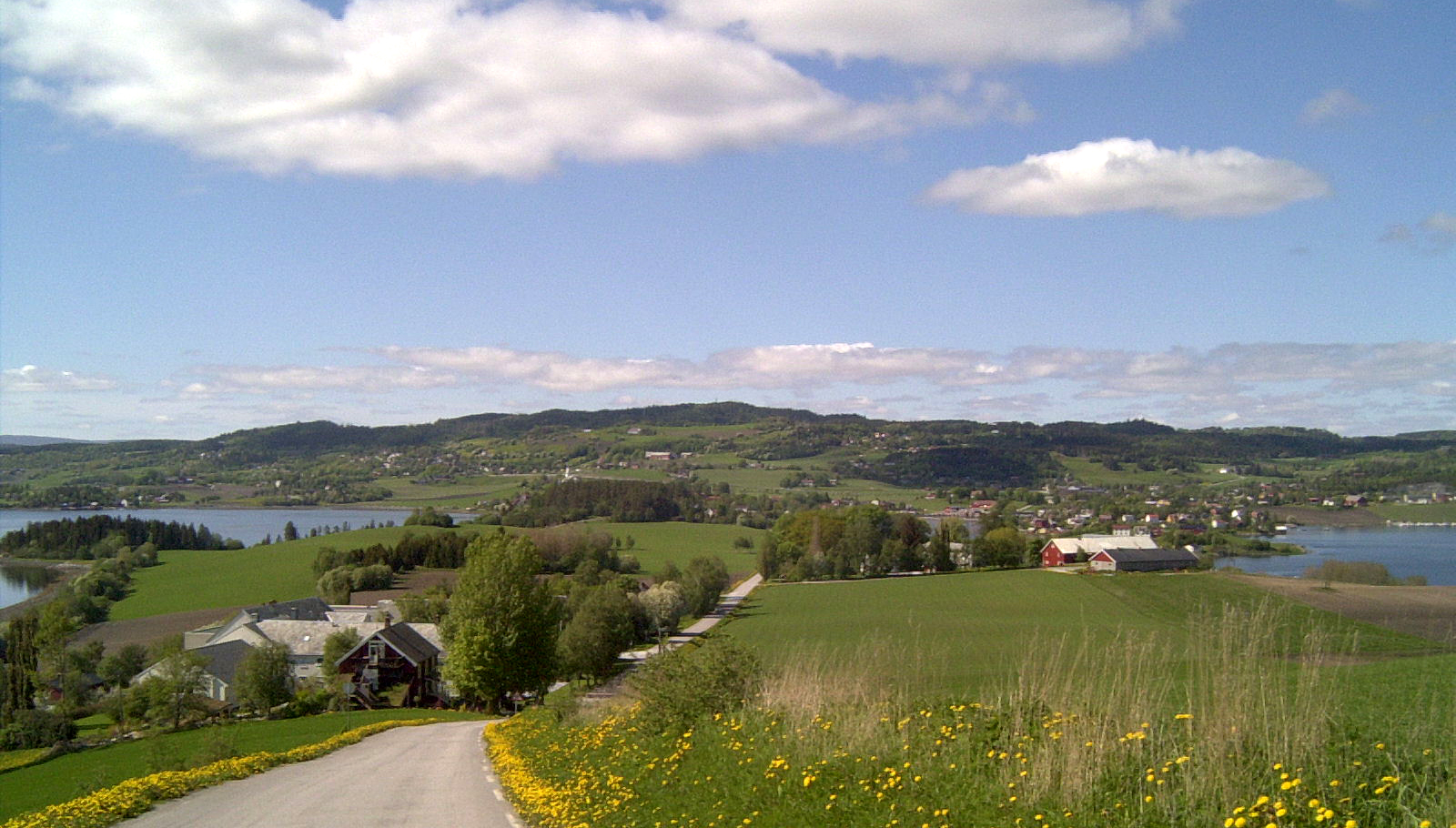
مشهد تقليدي للأراضي المنخفضة النرويجية قرب تروندهايمسفيورد.

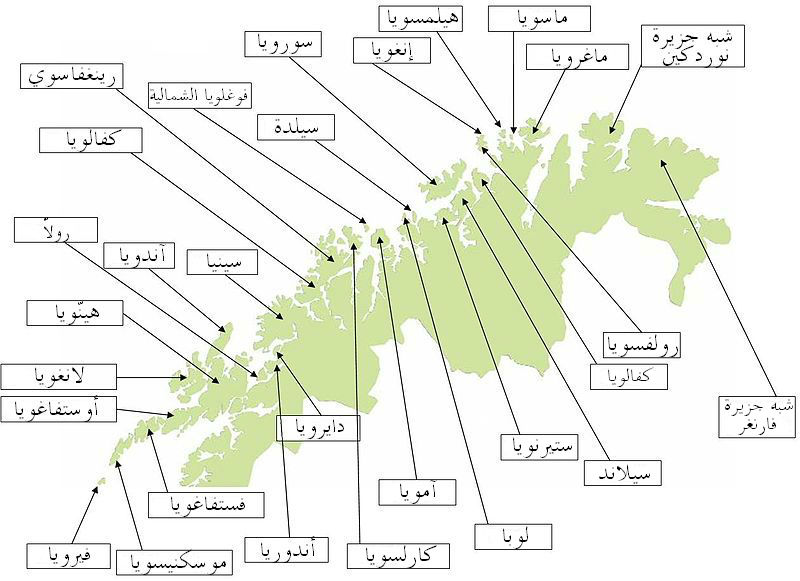
بعض الجزر الكبيرة قرب ساحل النرويج.

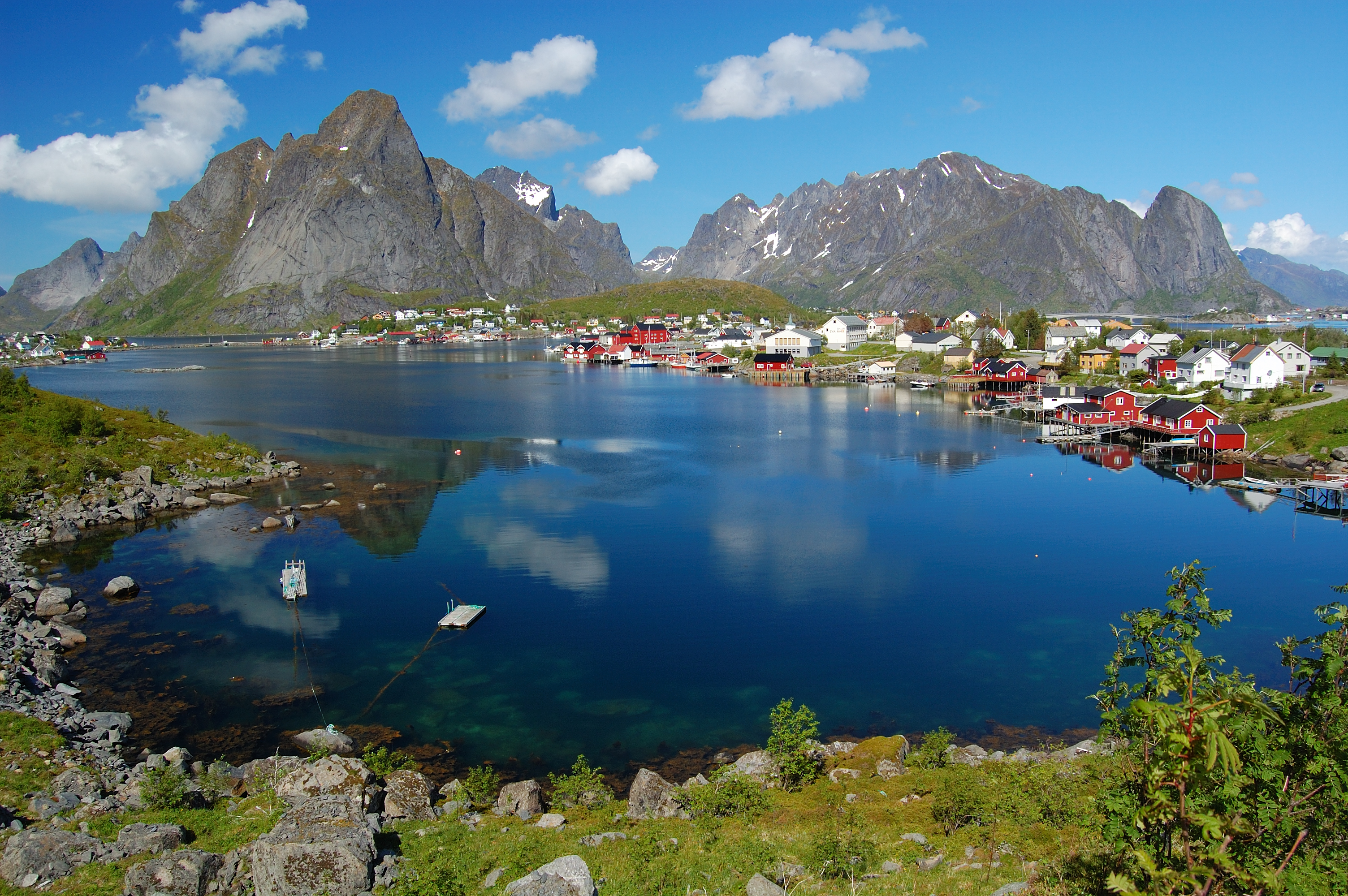
راينه في لوفوتين شمال النرويج.

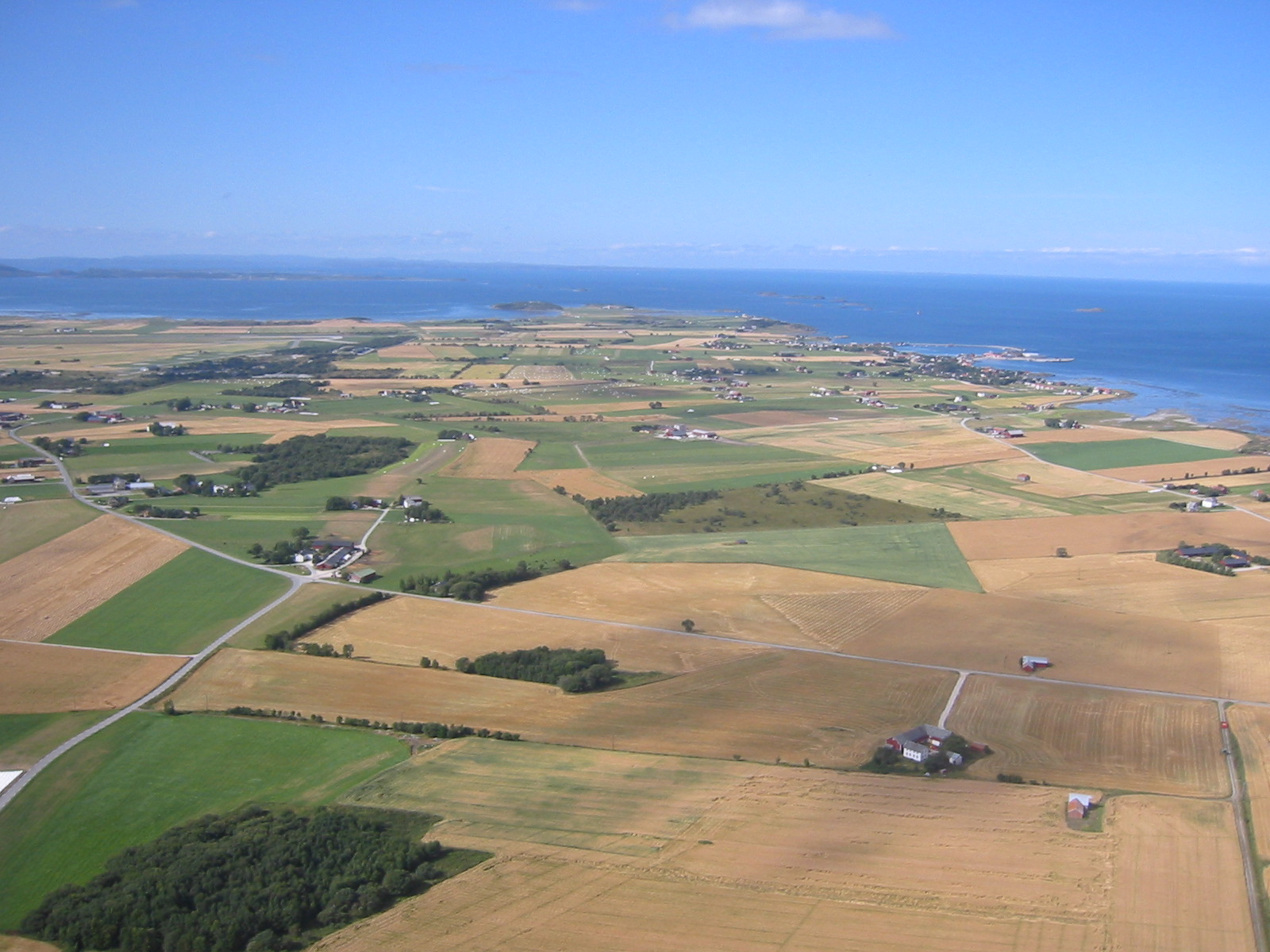
النرويج بلاد جبلية لكنها تضم بعض الأراضي المنبسطة مثل يارن وتوتن وأورلاند.

تشكل النرويج الجزء الغربي من إسكندنافيا في شمال أوروبا، ساحلها متعرج يتخلله العديد من الفيوردات الهائلة وآلاف الجزر. يبلغ طول الساحل 2,500 كم (1,600 ميل) لكنه يصل إلى 83,000 كم (52,000 ميل) عند ضم هذه الجزر والفيوردات. تشترك النرويج مع السويد في 1,619 كم (1,006 ميل) من الحدود البرية و 727 كم (452 ميل) مع فنلندا و 196 كم (122 ميل) مع روسيا في الشرق. أما إلى الشمال والغرب والجنوب فيحدالنرويج بحر بارنتس وبحر النرويج وبحر الشمال وسكاجيراك.
من مساحة البلاد البالغة 385,207 كيلومترًا مربعًا (148,747 ميل مربع)، بما فيها سفالبارد وجان ماين، تهيمن المناطق الجبلية والمرتفعة على البلاد مع وجود العديد من المظاهر الطبيعية التي نشأت عن الكتل الجليدية في عصور ما قبل التاريخ والطبوغرافيا المتنوعة. من أبرز هذه المعالم هي الفيوردات: وهي أخاديد عميقة محفورة في الأرض غمرتها مياه البحر بعد نهاية العصر الجليدي. أطولها هو سوجنيفيوردن بطول 204 كم (127 ميل). يعد سوجنيفيوردن ثاني أعمق فيورد في العالم وبحيرة «هورنيندالسفاتنيت» أعمق بحيرة في أوروبا. يمكن مشاهدة الأرض متجمدة طوال العام في المناطق الجبلية المرتفعة وفي المناطق الداخلية من مقاطعة فينمارك. كما توجد العديد من الأنهار الجليدية في النرويج.

### المناخ

خريطة تصنيف كوبن للمناخ في النرويج

تتكون معظم الأراضي النرويجية من صخور الغرانيت وصخور نايس الصوانية، كما يمكن العثور على الاردواز والأحجار الرملية والحجر الجيري في طبقات الأرض، كما تحتوي الارتفاعات الأدنى على رواسب بحرية. بسبب تيار الخليج والرياح الغربية السائدة تعيش النرويج درجات حرارة مرتفعة نسبياً وهطول الأمطار يفوق ما هو متوقع في مثل هذا الموقع الشمالي وخصوصاً على طول الساحل. يعيش البر الرئيسي للبلاد أربعة فصول متميزة حيث يكون الشتاء بارداً مع انخفاض هطول الأمطار داخلياً. في الجزء الشمالي يكون المناخ قطبياً شمالياً بحرياً ثانوياً، في حين تعيش سفالبارد مناخ التندرا القطبي.

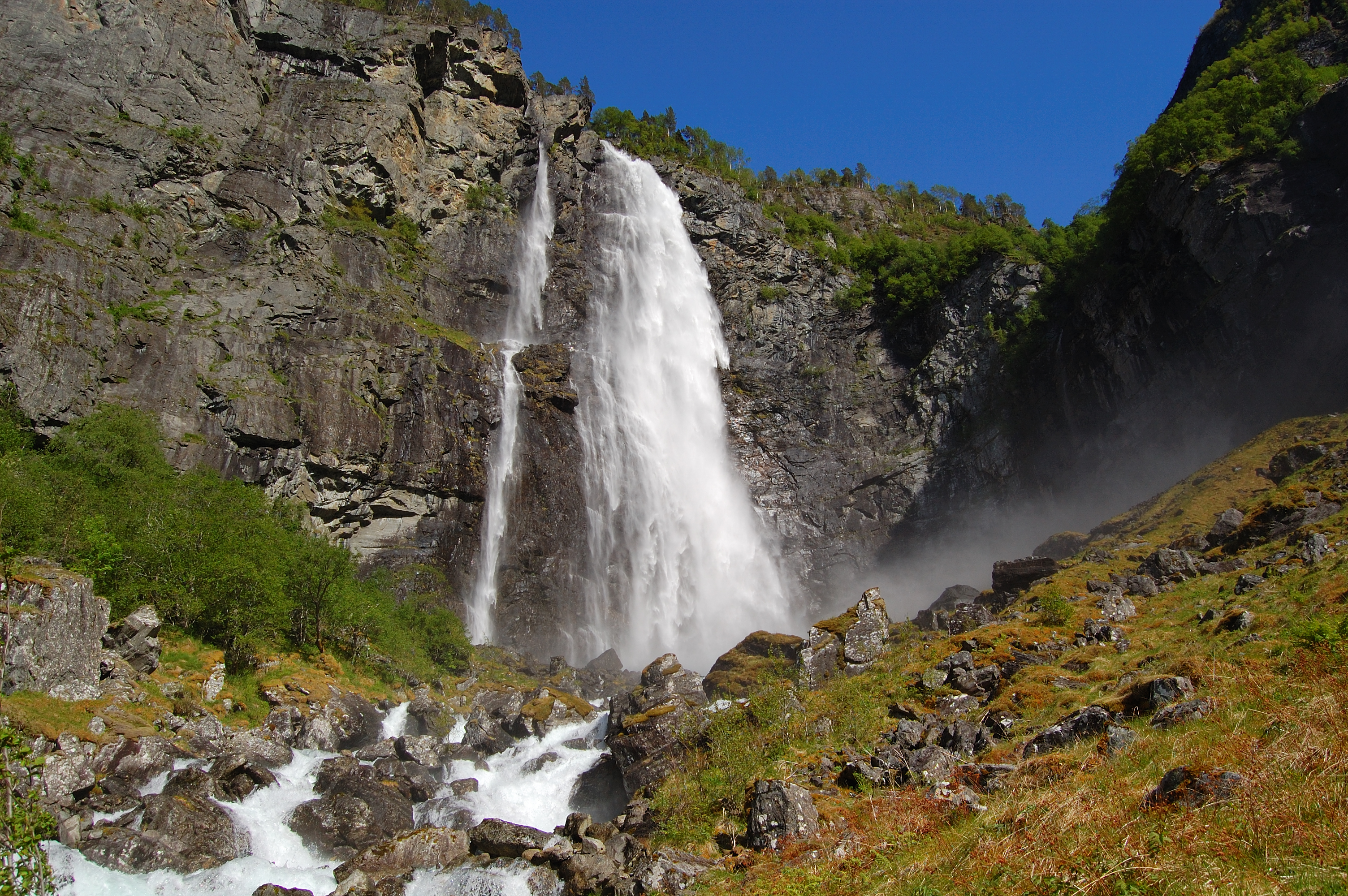
فايجيفوسن في سوغن أوغ فيوردان.

يرتفع معدل هطول الأمطار في الأجزاء الجنوبية والغربية كما يكون شتاؤها أكثر اعتدالاً من الجزء الجنوبي الشرقي. تمتلك الأراضي المنخفضة حول أوسلو صيفاً دافئاً ومشمساً لكن البرد والثلوج تهيمن في فصل الشتاء (خاصة داخلياً). ارتفع متوسط درجات الحرارة خلال العقود الماضية مما خفض من عدد الأيام التي يغطي فيها الثلج المناطق المنخفضة.

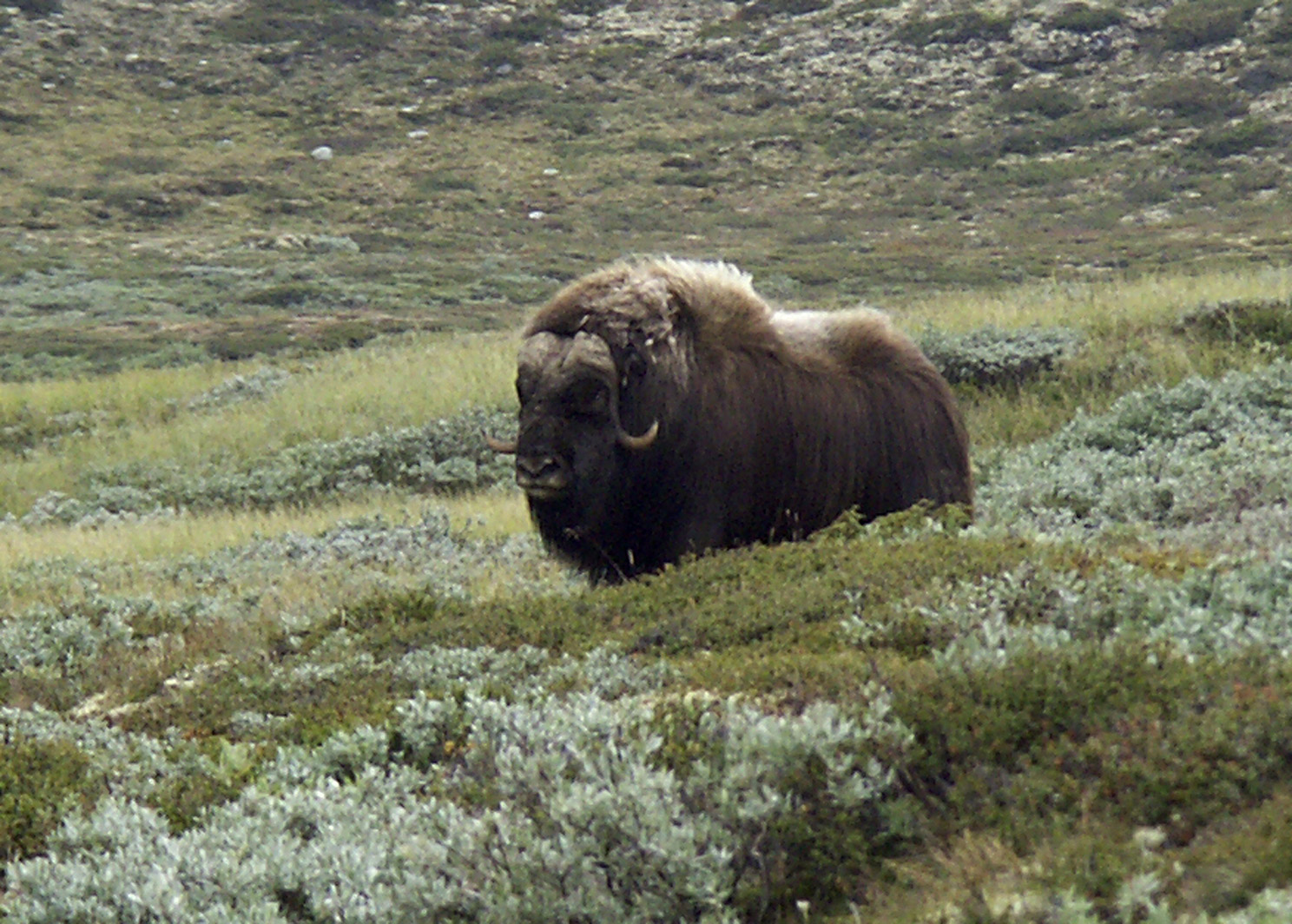
ثور المسك في دوفرفيل.

تمتد النرويج على عدد من خطوط العرض، بالإضافة إلى التنوع الواسع في تضاريس البلاد. كل ذلك جعل من النرويج موطناً طبيعياً للعديد من الكائنات الحية تفوق في تنوعها أغلب الدول الأوروبية. هناك ما يقرب من 60,000 نوع من الكائنات الحية في البر النرويجي والمياه المتاخمة لها (باستثناء البكتيريا والفيروسات). كما يعتبر النظام البيئي البحري على الجرف النرويجي الكبير مثمراً جداً.
يستوطن البلاد ما يقرب من 16,000 نوع من الحشرات (ويقول البعض أن هناك 4,000 نوع آخر أيضاً ينتظر الوصف) و 20,000 نوع من الطحالب و 1800 نوعاً من الأشنيات و 1,050 نوعاً من الحزازيات و 2,800 نوعاً من النباتات الوعائية وما يقرب من 7,000 نوع من الفطريات و 450 نوعاً من الطيور (250 أنواع تعشش في النرويج) و 90 نوعاً من الثدييات و 45 من أسماك المياه العذبة و 150 من أسماك المياه المالحة بالإضافة إلى 1000 نوع من لافقاريات المياه العذبة و 3500 نوع لافقاريات المياه المالحة. وصف العلم ما يقرب من 40,000 من هذه الكائنات، تضم القائمة الحمراء لعام 2006 3886 صنفاً منها.
يدرج 17 نوعاً في هذه القائمة بشكل أساسي بسبب خطر انقراضها عالميًا، مثل القندس الأوروبي حتى وإن لم يكن هذا النوع مهدداً في النرويج بالذات. هناك 430 نوعاً من الفطريات في القائمة الحمراء ويرتبط العديد منها بشكل وثيق مع المناطق الصغيرة المتبقية من الغابات القديمة. هناك أيضاً 90 نوعا من الطيور على اللائحة و 25 نوعاً من الثدييات. يدرج حالياً 1,988 نوع كمهدد بالانقراض أو مهدد بدرجة دنيا وفقاً لتقرير عام 2006؛ ومن هذه الأنواع وُصف 939 نوعًا بأنه مهدد بدرجة دنيا و 734 مهددة بدرجة وسطى، و 285 نوعًا مهدد بدرجة قصوى. من بين هذه الأنواع: الذئب الرمادي والثعلب القطبي (أعداد طبيعية في سفالبارد) وضفدع البرك.

### الحيوانات
أكبر الحيوانات المفترسة في المياه النرويجية هي حيتان العنبر وأكبر الأسماك هي القرش المتشمس. أكبر المفترسات على اليابسة هي الدببة القطبية بينما الدببة البنية هي أكبر الضواري على البر الرئيسي النرويجي، بينما يُعتبر الموظ أكبر الثدييات النروجية بلا منازع.
بسبب تعدد خطوط العرض في النرويج توجد اختلافات موسمية كبيرة في طول اليوم. من أواخر أيار/مايو إلى أواخر يوليو/تموز، لا تغيب الشمس تمامًا تحت الأفق في المناطق الواقعة شمال الدائرة القطبية الشمالية، ومن هنا وصف النرويج بأنها «أرض شمس منتصف الليل»، بينما في بقية البلاد فيكون طول النهار بحدود 20 ساعة في اليوم. في المقابل، من أواخر نوفمبر/تشرين الثاني إلى أواخر يناير/كانون الثاني لا ترتفع الشمس فوق الأفق في الشمال بينما تكون ساعات النهار قصيرة جداً في بقية أنحاء البلاد.

### الطبيعة
يمكن للناظر أن يطالع عددًا من أكثر المناظر الطبيعية الخلاّبة في العالم بالنرويج، حيث يضم الساحل الغربي لجنوب البلاد وسواحل شمالها حالياً بعض المشاهد الساحرة الفريدة عالمياً. صنفت جمعية ناشونال جيوغرافيك الفيوردات النرويجية على أنها مصدر الجذب السياحي الأعلى في العالم. في عام 2008 وضع مؤشر الأداء البيئي النرويج في المركز الثاني بعد سويسرا استنادا إلى الأداء البيئي لسياسات البلاد.
و في النرويج العديد من الشلالات الجميلة التي صُنِّفَ أحدها حسب قاعدة بيانات الشلالات العالمية كأحد أجمل الشلالات في العالم وهو شلال لانجفوسن.

## الحكومة والسياسة

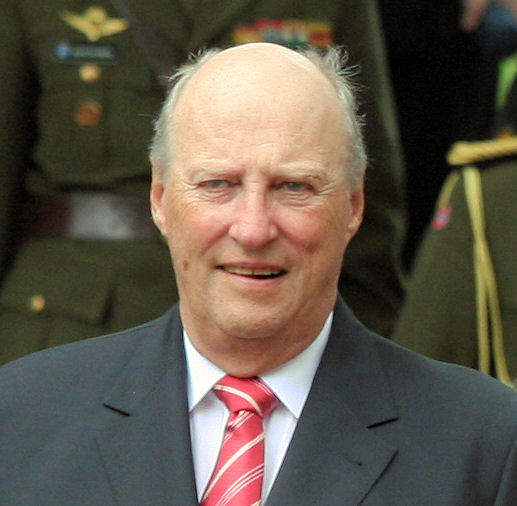
هارالد الخامس ملك النرويج الحالي.

وفقاً للدستور النرويجي الذي اعتمد في 17 مايو/أيار سنة 1814، والمستوحى من إعلان استقلال الولايات المتحدة والثورة الفرنسية عامي 1776 و 1798 على التوالي، فإن النرويج يحكمها نظام ملكي دستوري وحدوي بنظام برلماني. ملك النرويج هو قائد الدولة بينما رئيس الوزراء هو رئيس السلطة التنفيذية. كما تتبنى البلاد مبدأ الفصل بين السلطات: التشريعية والتنفيذية والقضائية، كما ينص الدستور الذي يعد بمثابة الوثيقة القانونية العليا في البلاد.
يحتفظ الملك رسمياً بسلطات تنفيذية، ولكن بعد إدخال نظام الحكم البرلماني أصبحت واجبات الملك تقتصر على مراسم الدولة الرسمية، مثل التعيين الرسمي وإقالة رئيس الوزراء ووزراء آخرين في الحكومة التنفيذية. بناء على ذلك فإن الملك هو القائد الأعلى للقوات المسلحة النرويجية والسلطة العليا في الكنيسة النرويجية ويخدم ككبير الممثلين الدبلوماسيين للبلاد في الخارج وهو رمز لوحدة البلاد.
عملياً، فإن رئيس الوزراء هو المسؤول عن ممارسة السلطات التنفيذية. الملك هارالد الخامس والذي نصب عام 1991 من عائلة شليسفيش - هولشتاين - سوندربورغ - غلوكسبورغ هو أول ملك للبلاد منذ سنوات عديدة يولد في النرويج. أما الوريث القانوني والشرعي للعرش والمملكة فهو أمير العرش النرويجي «هاكون».

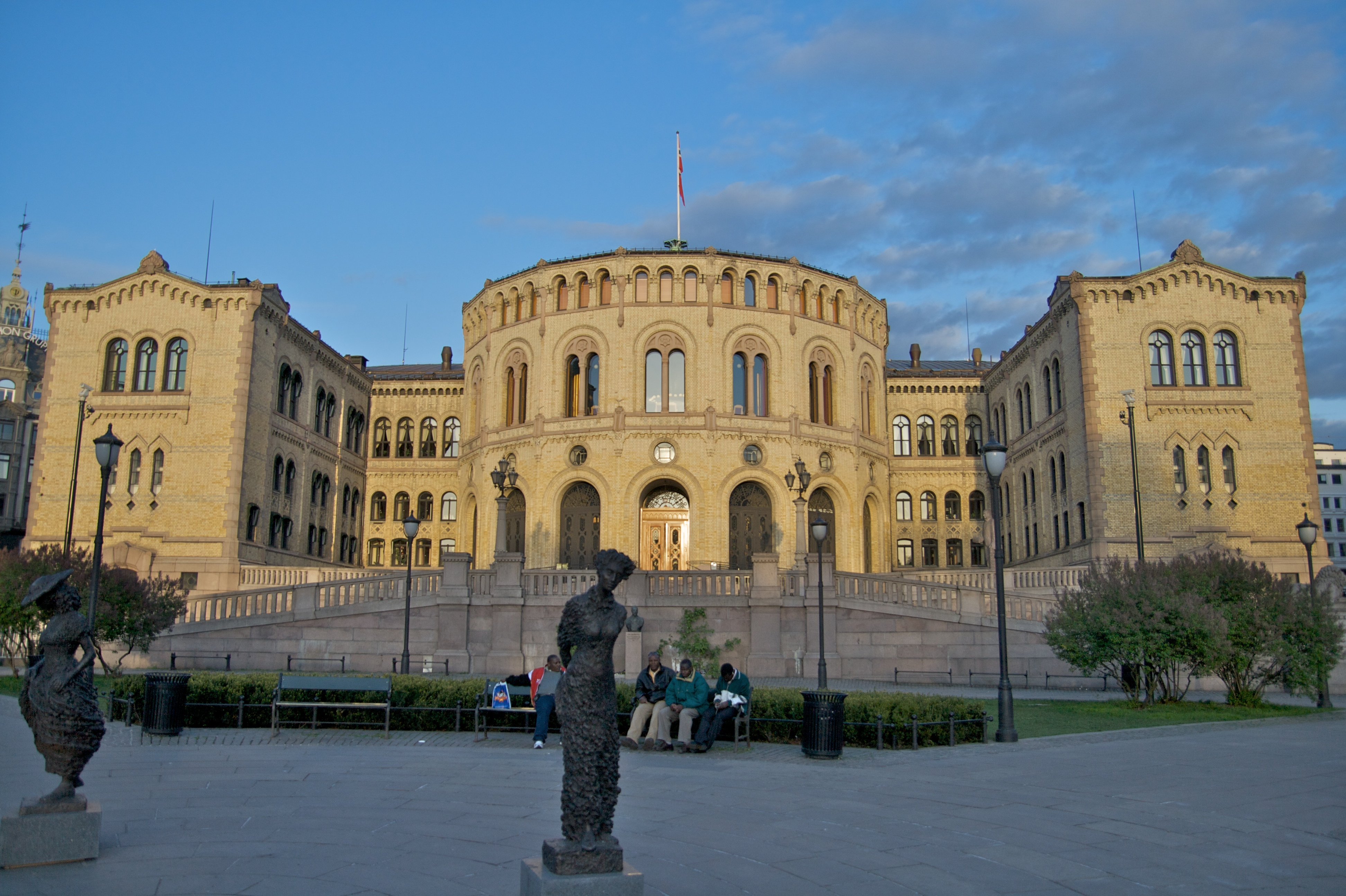
برلمان النرويج.

دستورياً، تناط السلطة التشريعية في كل من الحكومة والبرلمان النرويجي، ولكن هذا الأخير هو السلطة التشريعية العليا ويتكون من غرفة واحدة. يمكن لاقتراح أن يصبح قانوناً إذا حصل على أغلبية بسيطة من أصوات النواب البالغ عددهم 150 نائبًا. يُنتخب النواب في البرلمان على أساس التمثيل النسبي من 19 دائرة انتخابية لمدة أربع سنوات. تخصص مقاعد إضافية عددها 19 وتدعى «مقاعد التسوية» في انتخابات تشمل كافة البلاد لجعل التمثيل في البرلمان متوافقاً بشكل أفضل مع الأصوات الشعبية.
نتيجة لذلك هناك حالياً 169 عضواً في البرلمان. يوجد أيضاً عتبة 4% للحصول على مقعد من مقاعد التسوية. وفقاً لذلك فإن النرويج دولة ديمقراطية تمثيلية. يدعى البرلمان النرويجي باسم «المجلس الكبير» (بالنرويجية: Stortinget)، ويمكن لأعضائه التصديق على المعاهدات ومساءلة أعضاء الحكومة في حال كانت قراراتهم غير دستورية، وعلى هذا النحو، فإن لأعضاء البرلمان القدرة على عزل الوزراء في حال توجب محاكمة أو مساءلة أحدهم.
يُخَصَّص منصب رئيس الوزراء النرويج إلى النائب الذي يستطيع الحصول على ثقة الأغلبية في البرلمان وعادة ما يكون الزعيم الحالي للحزب الأكبر أو بالتوافق بين أحزاب الائتلاف عندما لا يستطيع حزب واحد تشكيل الحكومة وحده. مع ذلك غالباً ما يحكم النرويج حكومات الأقلية.
يسمي رئيس الوزراء المرشحين لمجلس الوزراء والذين عادة ما يكونون أعضاء من نفس حزبه السياسي في البرلمان وبالتالي يشكل السلطة التنفيذية للحكومة ومهامها المناطة بها في الدستور. لتشكيل الحكومة يجب أن يكون أكثر من نصف أعضاء مجلس الوزراء منتمين إلى كنيسة النرويج. مما يعني حالياً 10 من أصل 18 وزارة. أثار هذا الأمر جدلاً حول الفصل بين الكنيسة والدولة في النرويج. رئيسة الوزراء الحالية هي إرنا سولبرغ وهي زعيمة حزب المحافظين النرويجي.

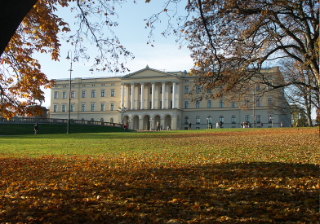
القصر الملكي في أوسلو.

مجلس الدولة هو مجلس ملكي خاص برئاسة الملك حيث يجتمع رئيس الوزراء وحكومته في القصر الملكي والتشاور رسمياً مع الملك. بالإضافة إلى الموافقة على القوانين البرلمانية يقوم الملك بمنح الموافقة الرسمية على كافة القوانين الحكومية قبل وبعد توجيهها للبرلمان، يقوم المجلس بمنح الموافقة على جميع إجراءات الملك كونه قائد الدولة. على الرغم من أن جميع الأعمال الحكومية والبرلمانية مقررة سلفاً فإن المجلس الملكي الخاص هو مثال آخر على سلطة الملك الرمزية.
ينتخب أعضاء البرلمان مباشرة من قوائم التمثيل النسبي في 19 دائرة انتخابية متعددة الأعضاء في نظام متعدد الأحزاب الوطنية. لعب كل من حزب العمال النرويجي وحزب المحافظين أدواراً سياسية تاريخية رائدة في البرلمان والحكومة، مع تفوق واضح لحزب العمال حتى عام 2005.
فاز منذ ذلك الحين كل من حزب المحافظين وحزب التقدم بمقاعد متزايدة في البرلمان، لكن وفقاً للانتخابات العامة التي جرت في سنة 2009، لم تكن هذه المقاعد كافية لتولي زمام الحكومة. وكان هذا بشكل رئيسي لضعف التعاون بين الحزب الليبرالي والحزب الديمقراطي المسيحي. مما ساعد ينس ستولتنبرغ زعيم حزب العمال الاستمرار كرئيس لوزراء النرويج بوجود الأغلبية اللازمة بالتحالف مع الحزب الاشتراكي اليساري وحزب الوسط. وأخيراً في انتخابات سبتمبر 2013 نجح حزب المحافظين بالتحالف مع حزب التقدم اليميني في تشكيل الحكومة بزعامة إرنا سولبرغ.

### النظام القضائي وتطبيق القانون
يستند النظام القانوني النرويجي إلى نظام القانون المدني حيث يتم إنشاء وتعديل القوانين في البرلمان وتنظيم النظام عبر محاكم العدل في البلاد. تتألف المحكمة العليا من 19 قاضياً دائماً ورئيس المحكمة العليا ومحاكم الاستئناف ومحاكم المدن والمقاطعات ومجالس المصالحة. على الرغم من أن السلطة القضائية هي الفرع الثالث من الحكومة فهي مستقلة عن السلطتين التنفيذية والتشريعية. في حين يعين رئيس الوزراء قضاة المحكمة العليا يجب أن يُوَافَق على ترشيحهم من قبل البرلمان وتأكيدها رسمياً من قبل الملك في مجلس الدولة. يعين عادة القضاة الملحقون بالمحاكم العادية رسمياً من قبل الملك بناء على مشورة رئيس الوزراء.
نظام المحاكم صارم ومهمتها الرسمية تنظيم النظام القضائي النرويجي وتفسير الدستور وتنفيذ التشريعات الصادرة عن البرلمان ومراقبة السلطتين التشريعية والتنفيذية لضمان امتثالهما للتشريعات المعتمدة.
يُطَبَّق القانون في النرويج من قبل دائرة الشرطة النرويجية، والشرطة النرويجية هي خدمة شرطية وطنية موحدة تتألف من 27 مقاطعات شرطية وعدد من الوكالات المتخصصة مثل السلطة الوطنية النرويجية للتحقيق ومحاكمة الجرائم الاقتصادية والبيئية والكريبو، يترأس كل منها رئيس للشرطة. يترأس جهاز الشرطة مديرية الشرطة الوطنية، التي تتبع بدورها وزارة العدل والشرطة، ويرأس مديرية الشرطة مفوض الشرطة الوطنية. الاستثناء الوحيد هو وكالة أمن الشرطة النرويجية الذي تخضع مباشرة إلى وزارة العدل والشرطة.
في عام 2007 وضع مشعر حرية الصحافة العالمي (مراسلون بلا حدود) النرويج في المرتبة الأولى مناصفة مع آيسلندا من أصل 169 بلداً. ألغيت عقوبة الإعدام في النرويج في عام 1902. كما ألغيت عقوبة الإعدام بتهمة الخيانة العظمى في الحرب وجرائم الحرب في عام 1979. حالياً تمتلك النرويج أدنى معدل جرائم قتل في العالم.

### القوات المسلحة والعلاقات الخارجية

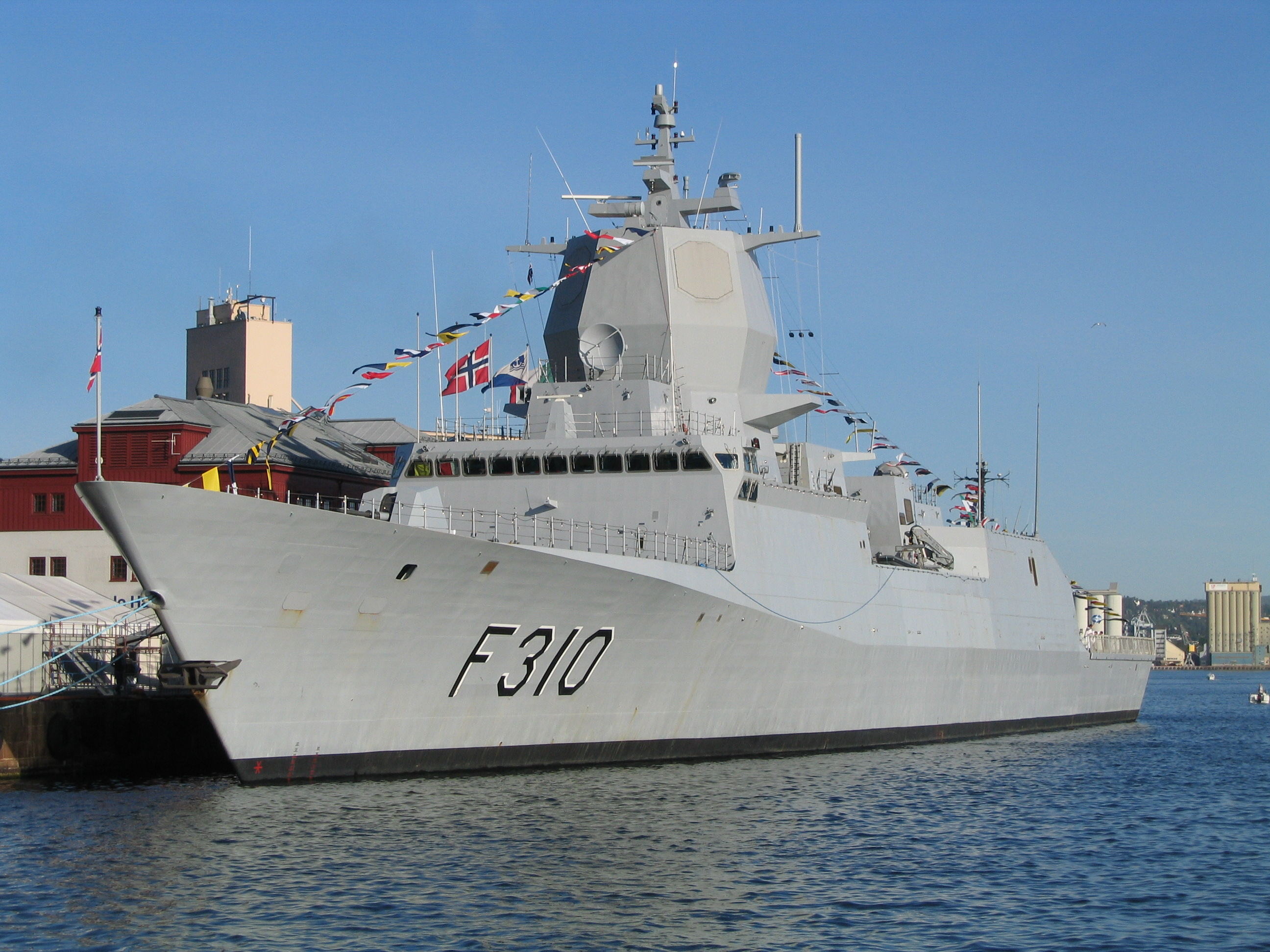
البحرية النرويجية، فرقاطة من طراز فريدتيوف نانسن.

تحتفظ النرويج بسفارات في 75 دولة. تحتفظ 73 دولة بسفارة في النرويج، وكلها في العاصمة أوسلو.
النرويج هي أحد الأعضاء المؤسسين للأمم المتحدة وحلف شمال الأطلسي ومجلس أوروبا. رفض الناخبون النرويجيون مرتين الانضمام إلى الاتحاد الأوروبي، رغم أن معظم التشريعات التي قدمها الاتحاد الأوروبي تنفذ في النرويج بسبب عضويتها في المنطقة الاقتصادية الأوروبية. يضمن هذا الأمر وصول النرويج إلى السوق الأوروبية الداخلية. تعتبر البلاد أحد المشاركين البارزين في مجال التنمية الدولية بعد أن شاركت بكثافة دبلوماسياً في اتفاقات أوسلو التي تعد جزءاً من الصراع الطويل بين إسرائيل والفلسطينيين في الشرق الأوسط. تؤكد النرويج على علاقاتها الدبلوماسية الوطيدة مع الولايات المتحدة.
يبلغ تعداد القوات المسلحة النرويجية حالياً نحو 23,000 فرد بما فيهم الموظفون المدنيون. وفقاً لخطة التعبئة الحالية (في 2009)، تبلغ قوة التعبئة الكاملة حوالي 83,000 مقاتل. الخدمة العسكرية في النرويج تخص الذكور (6-12 أشهر من التدريب) والخدمة تطوعية للإناث. تتبع القوات المسلحة لوزارة الدفاع النرويجية وقائدها الأعلى هو الملك هارالد الخامس. يقسم جيش النرويج إلى الفروع التالية: الجيش والبحرية الملكية وسلاح الجو الملكي والحرس الوطني.

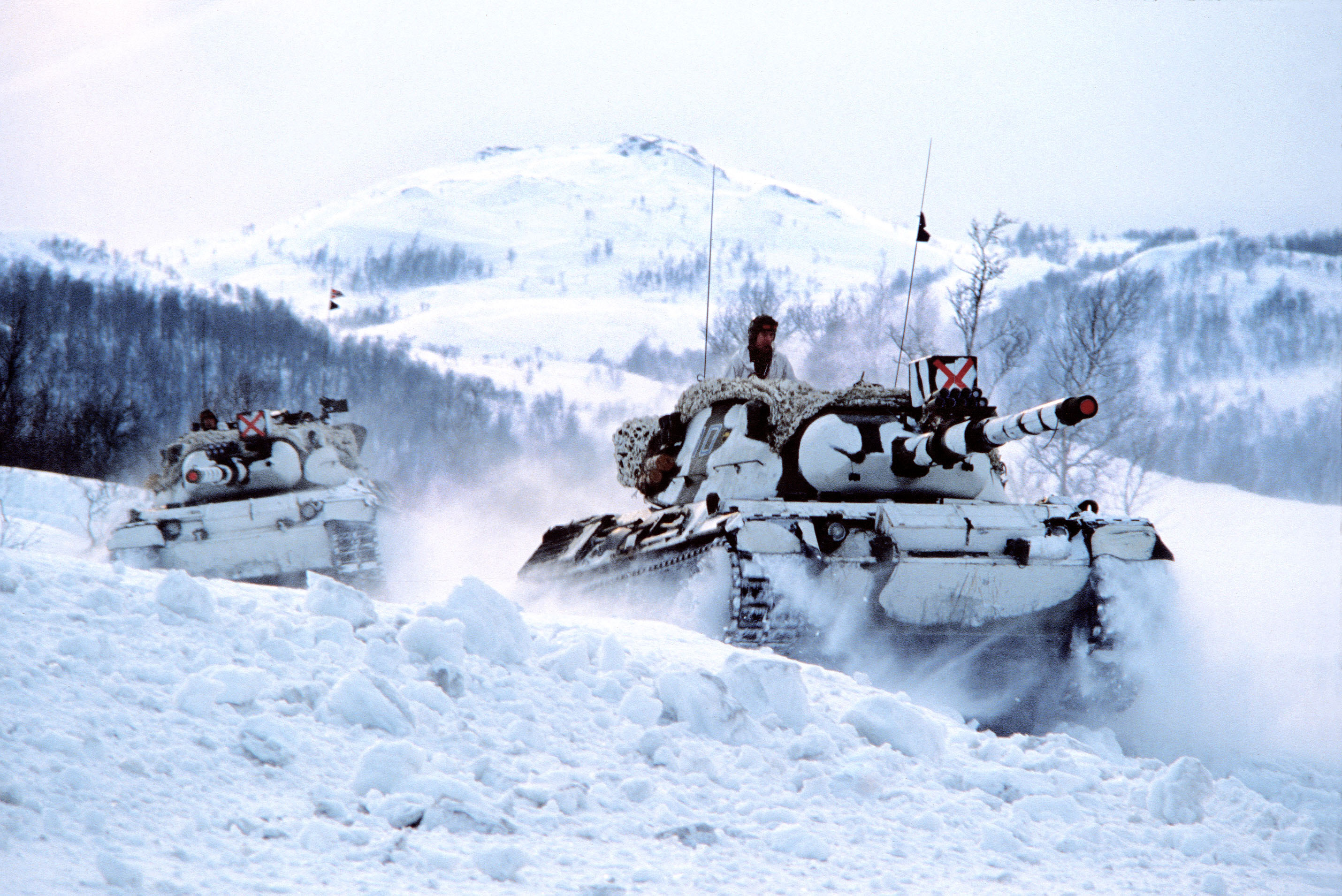
دبابة ليوبارد النرويجية على الثلج في مولسيلف.

بسبب سقوط النرويج تحت الاحتلال النازي في الحرب العالمية الثانية، كانت البلاد من الأعضاء المؤسسين لحلف الناتو في 4 أبريل/نيسان سنة 1949 مستغنية بذلك عن حياديتها. تساهم النرويج حالياً في القوة الدولية للمساعدة على إرساء الأمن (إيساف) في أفغانستان. من البعثات الدولية الهامة التي شاركت بها النرويج في السنوات الأخيرة:
- كوسوفو: قوة كوسوفو (ك-فور) إدارة الأمم المتحدة المؤقتة في كوسوفو.
- أفغانستان: قوة المساعدة الأمنية الدولية (إيساف).
- البوسنة: في المقر الرئيسي لحلف شمال الأطلسي وقوة الاتحاد الأوروبي مراقب اتصال في فريق المراقبين كازين.
- السودان: بعثة الأمم المتحدة في السودان،(يونميس).
- لبنان: قوة الأمم المتحدة المؤقتة في لبنان (يونيفيل).

## التقسيمات الإدارية

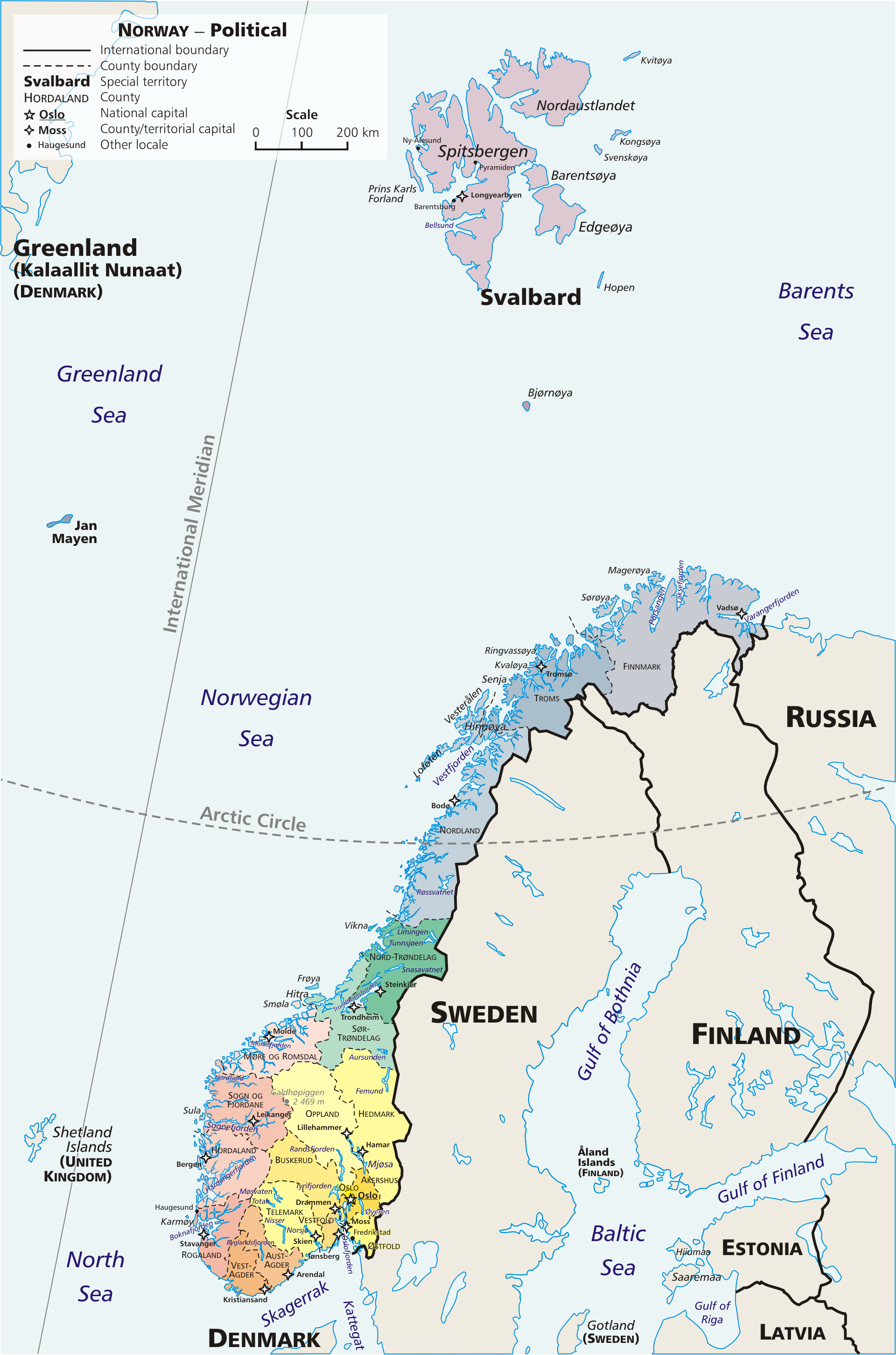
خريطة جيوسياسية للنرويج.

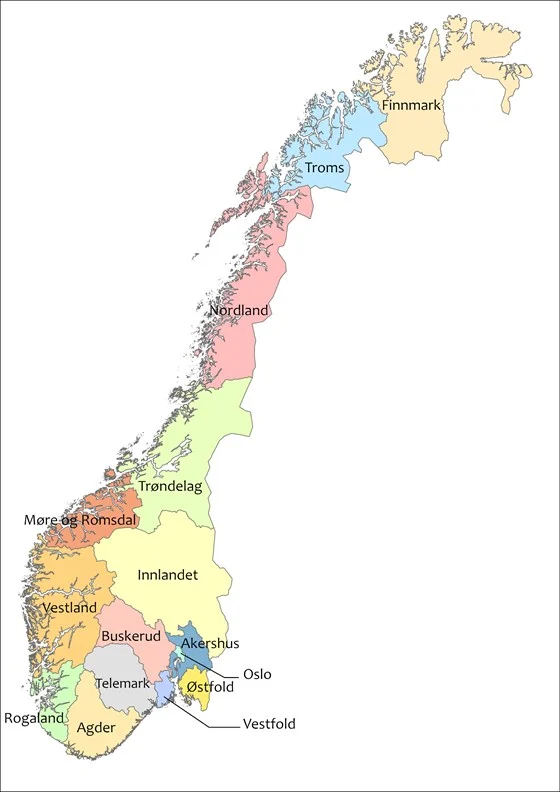
الإصلاح البلدي والإقليمي: "اعتبارًا من 14 يونيو 2022، قرر البرلمان التقسيم التالي للمقاطعات".

النرويج دولة وحدوية تُقسم حاليِا إلى خمسة عشر مقاطعة من المستوى الأول (fylke). لأغراض جغرافية إستراتيجية بحتة. لا تمتلك هذه المناطق أي شكل من أشكال الإدارة الخاصة أو حكومات محلية أو برلمان. تدار هذه المقاطعات مباشرة عبر مجالس المقاطعات التي تنتخب حاكم المقاطعة (بالنرويجية: statsforvalteren)، ينوب عن الملك والحكومة في كل مقاطعة ما يعرف باسم فيلكسمان، الذي يتصرف كحاكم. بذلك تمثل الحكومة مباشرة على المستوى المحلي من خلال مكاتب حكام المقاطعات. تقسم هذه المقاطعات إلى 357  بلدية (بالنرويجية: kommuner) تديرها المجالس البلدية المنتخبة مباشرة ويرأسها رئيس البلدية أو العمدة ومجلس تنفيذي صغير. تعتبر العاصمة أوسلو محافظة وبلدية. تتبع جزر جان ماين وسفالبارد النرويج بوصفها جزء من البلاد، كما توجد ثلاثة تبعيات في القارة القطبية الجنوبية مثل جزيرة بوفيه وجزيرة بطرس الأول وأرض الملكة مود.
بالإضافة إلى ذلك هناك 96 مستوطنة بصفة مدينة في النرويج. في معظم الحالات تتوافق حدود المدينة مع حدود بلديتها. تشمل البلديات النرويجية غالباً مناطق واسعة لم تطلها يد العمار، على سبيل المثال تحتوي بلدية أوسلو على غابات كبيرة وتقع إلى الشمال وإلى الجنوب الشرقي من المدينة بينما أكثر من نصف بلدية بيرغن يتكون من مناطق جبلية. أما مقاطعات النرويج فهي:
| الرمز | الشعار | المقاطعة        | المركز الإداري | أكبر البلديات |
| ----- | ------ | --------------- | -------------- | ------------- |
| 01    |        | أوستفول         | ساربسبورغ      | فريدريكستاد   |
| 02    |        | أكشهوس          | أوسلو          | باروم         |
| 03    |        | أوسلو           | مدينة أوسلو    | أوسلو         |
| 04    |        | هدمارك          | هامار          | هامار         |
| 05    |        | أوبلان          | ليلهامر        | ليلهامر       |
| 06    |        | بوسكيرود        | درامن          | درامن         |
| 07    |        | فستفول          | تونسبيرغ       | ساندفيورد     |
| 08    |        | تلمارك          | شيّن            | شيّن           |
| 09    |        | أوست أغدر       | أرندال         | أرندال        |
| 10    |        | فست أغدر        | كريستيانسان    | كريستيانسان   |
| 11    |        | روغالان         | ستافانغر       | ستافانغر      |
| 12    |        | هوردالان        | برجن           | برجن          |
| 13    |        | سوغن و فيوردانه | ليكانغر        | فورده         |
| 14    |        | موره و رومسدال  | مولده          | أوليسوند      |
| 15    |        | سور ترونديلاغ   | تروندهايم      | تروندهايم     |
| 16    |        | نور ترونديلاغ   | ستاينشير       | ستيوردال      |
| 17    |        | نورلان          | بودو           | بودو          |
| 18    |        | ترومس           | ترومسو         | ترومسو        |
| 19    |        | فينمارك         | فادسو          | ألتا          |

َ=== تبعيات النرويج ===

النرويج وأقسامها الإدارية الخارجية

هناك ثلاث مناطق تابعة للقطب الجنوبي والقطب الجنوبي: جزيرة بوفيت، وجزيرة بيتر الأول، وأرض الملكة مود. في معظم الخرائط، كانت هناك منطقة غير مُطالب بها بين أرض الملكة مود والقطب الجنوبي حتى 12 يونيو/حزيران 2015، عندما ضمت النرويج تلك المنطقة رسميًا.

## الاقتصاد

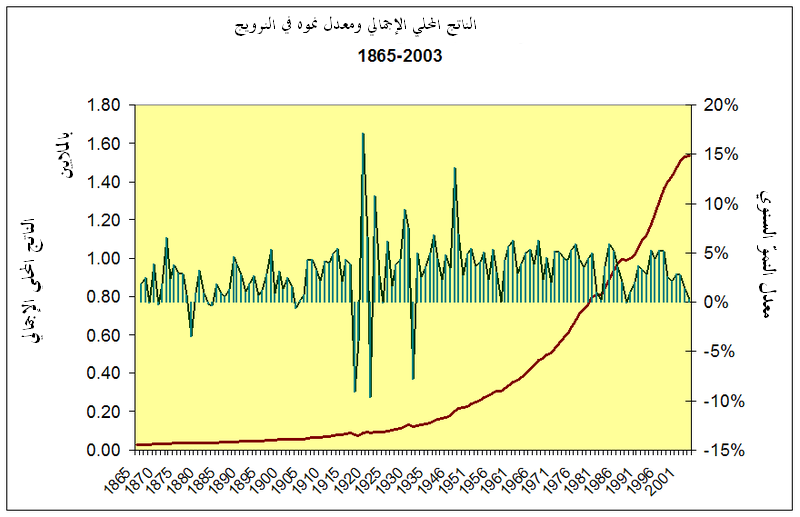
الناتج المحلي الإجمالي ونموه.

يتمتع النرويجيون بثاني أعلى ناتج محلي إجمالي للفرد الواحد (بعد لوكسمبورغ) وثالث أعلى ناتج محلي إجمالي (تعادل القوة الشرائية) للفرد الواحد في العالم. حافظت النرويج على المرتبة الأولى عالمياً في مؤشر التنمية البشرية لبرنامج الأمم المتحدة الإنمائي لمدة ست سنوات متتالية (2001-2006)، ومن ثم استعادت هذه المرتبة في عام 2009.
يعد الاقتصاد النرويجي مثالاً على الاقتصاد المختلط، حيث يتألف من مزيج من اقتصاد رأسمالي مزدهر يقوم على السوق الحرة وملكية الدولة الكبيرة لبعض القطاعات الرئيسية. تمتلك الدولة حصصاً كبيرة في القطاعات الصناعية الرئيسية عبر شركات، فمثلاً في قطاع النفط الاستراتيجي (ستات أويل) وإنتاج الطاقة الكهرمائية (ستات كرافت) وإنتاج الألمنيوم (نورسك هيدرو) وأكبر بنوك النرويج (د.ن.ب نور) ومزود الاتصالات (تيلينور). من خلال هذه الشركات الكبيرة تسيطر الحكومة على ما يقرب من 30% من قيمة الأسهم في بورصة أوسلو. عندما تُضَمَّن الشركات غير المدرجة في البورصة فإن حصة الدولة في البورصة ترتفع (أساساً من ترخيص ملكية النفط المباشرة). النرويج هي من الدول الكبرى في قطاع الشحن البحري في العالم حيث تمتلك سادس أكبر أسطول تجاري ويتألف من 1,412 سفينة تجارية.

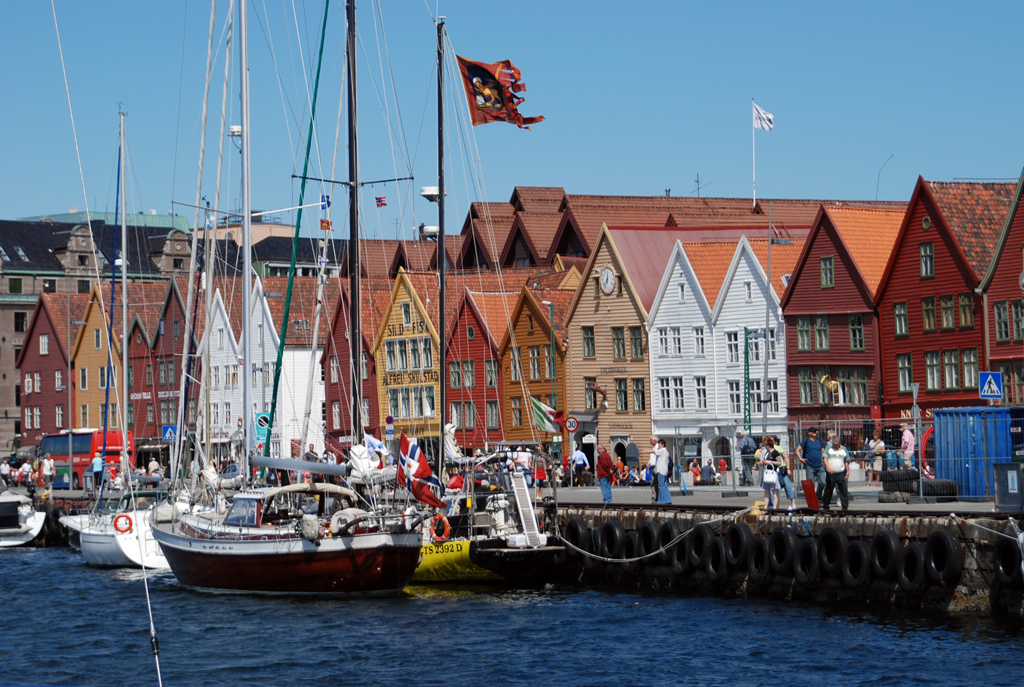
برغن، مدينة تضمها قائمة اليونسكو للتراث العالمي.

دل الاستفتاءان في عامي 1972 و 1994 على رغبة الشعب النرويجي في البقاء خارج الاتحاد الأوروبي. مع ذلك فإن النرويج بالإضافة إلى آيسلندا وليختنشتاين أعضاء في السوق الأوروبية الموحدة من خلال اتفاقية المنطقة الاقتصادية الأوروبية. نقلت معاهدة المنطقة الاقتصادية الأوروبية بين دول الإتحاد الأوروبي ودول رابطة التجارة الحرة الأوروبية إلى القانون النرويجي عبر «إيوس- لوفن»، الذي يصف إجراءات تنفيذ قواعد الإتحاد الأوروبي في النرويج وغيرها من بلدان رابطة التجارة الحرة الأوروبية. يجعل هذا الأمر من النرويج عضواً متكاملاً للغاية في معظم قطاعات السوق الداخلية للاتحاد الأوروبي. مع ذلك فإن بعض القطاعات مثل الزراعة والنفط والأسماك لم تطرح بالكامل في المعاهدة. انضمت النرويج إلى اتفاقية شينجن والعديد من الاتفاقات الحكومية الأخرى بين الدول الأعضاء في الاتحاد الأوروبي.

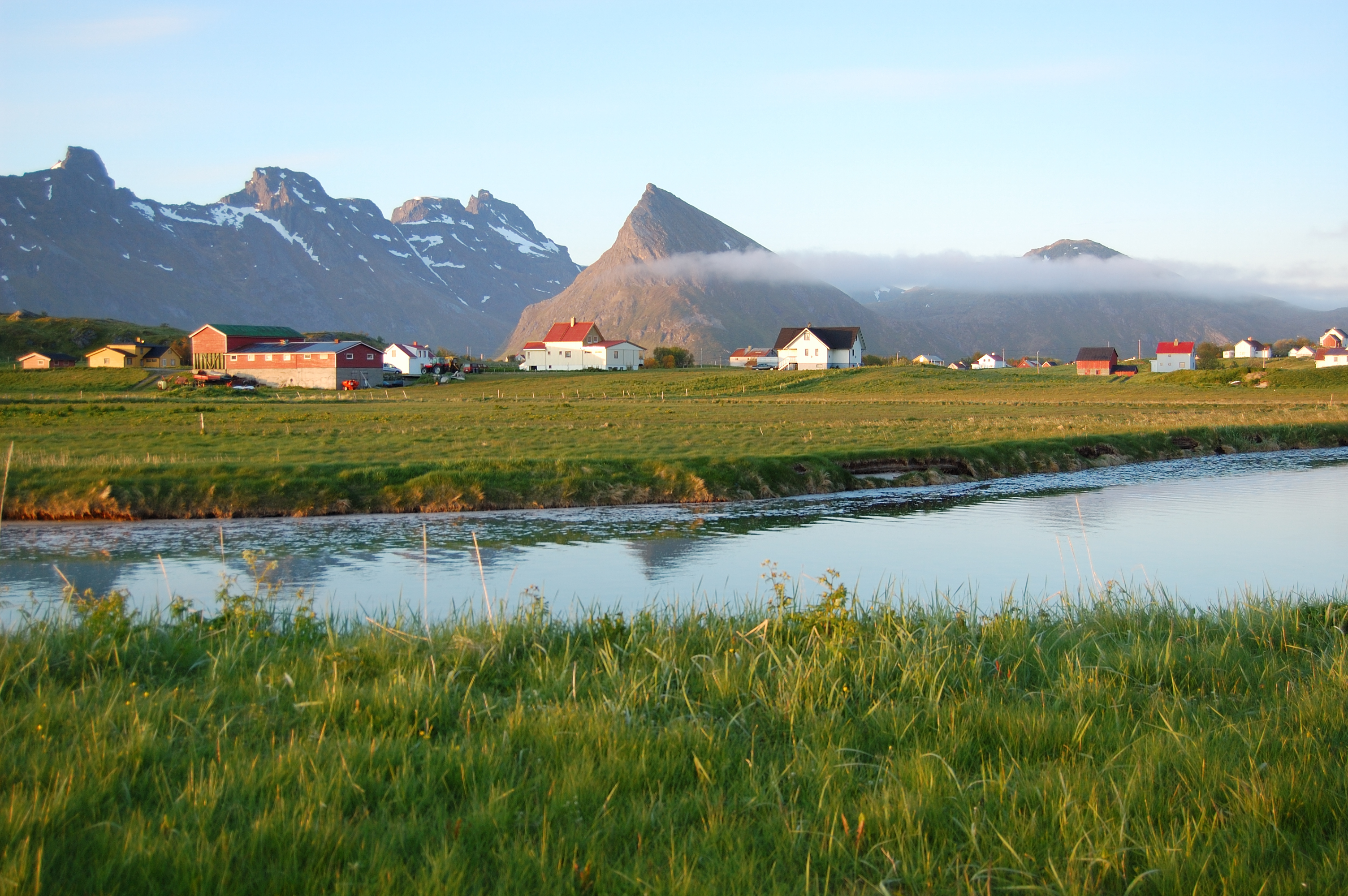
أرض زراعية في "فلاكستاد". يعتبر القطاع الزراعي من القطاعات الهامة في البلاد، رغم طبيعتها الجبلية.

تعد النرويج غنية بالموارد الطبيعية بما في ذلك النفط والطاقة المائية والأسماك والغابات والمعادن. اُكْتُشِفَت احتياطيات كبيرة من النفط والغاز الطبيعي في عقد الستينيات من القرن العشرين، الأمر الذي أدى إلى ازدهار كبير في الاقتصاد. تمتلك النرويج واحدة من أعلى مستويات المعيشة في العالم بسبب الكمية الكبيرة من الموارد الطبيعية مقارنة مع حجم السكان. تؤمن الدولة خدمات مجانية للشعب مثل الرعاية الصحية كما يحصل الوالدان على إجازة أمومة لمدة 12 شهراً مدفوعة الأجر. الدخل الذي تحصل عليه الدولة من الموارد الطبيعية يضم مساهمة كبيرة من إنتاج النفط والدخل الكبير الناجم عن حسن إدارة هذا القطاع. معدل البطالة في النرويج منخفض جداً وحالياً يبلغ 3.1%. تعتبر مستويات الإنتاج الساعية فضلاً عن متوسط الأجور في الساعة الواحدة في النرويج من بين أعلى المعدلات في العالم. تضمن قيم المساواة في المجتمع النرويجي أن يكون الفرق في الأجور بين العمال الأقل أجراً والرؤساء التنفيذيين لأكبر شركات البلاد أقل مما هو بكثير في الاقتصادات الغربية القابلة للمقارنة. يتضح هذا الأمر أيضاً في معامل جيني النرويجي المنخفض.
تكلفة المعيشة في النرويج أعلى بحوالي 30% مما هي عليه في الولايات المتحدة و 25% أعلى من المملكة المتحدة. يُعد مستوى المعيشة في النرويج من بين أعلى المعدلات في العالم. تصنف مجلة السياسة الخارجية النرويج في المرتبة الأخيرة في مؤشر الدول الفاشلة لعام 2009، بذلك تكون النرويج أفضل دول العالم من حيث حسن الأداء والاستقرار. صادرات النفط والغاز المستمرة إلى جانب وجود اقتصاد سليم وتراكم الثروة الكبيرة يؤدي إلى استنتاج مفاده أن النرويج سوف تظل من بين أغنى البلدان في العالم في المستقبل المنظور.

### المصادر

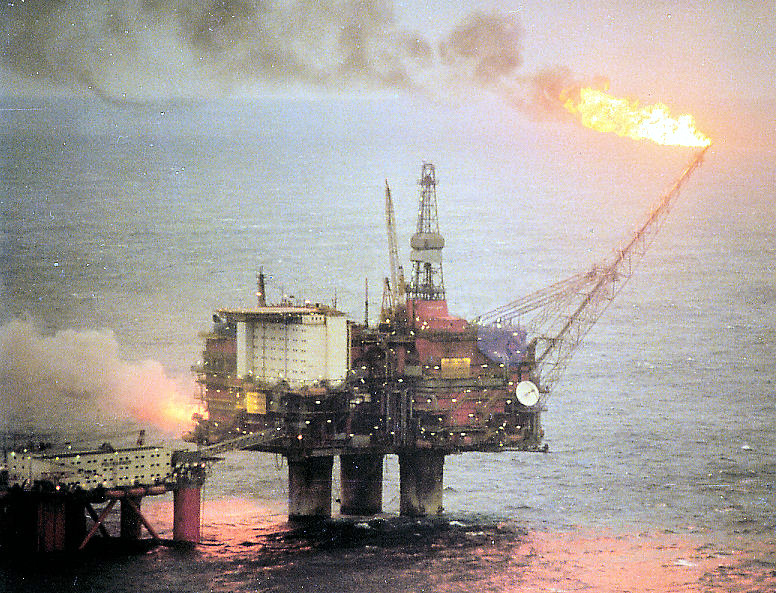
حقل ستاتفيورد النفطي. أصبح إنتاج النفط عماد أساسي في الاقتصاد النرويجي منذ سبعينات القرن العشرين.

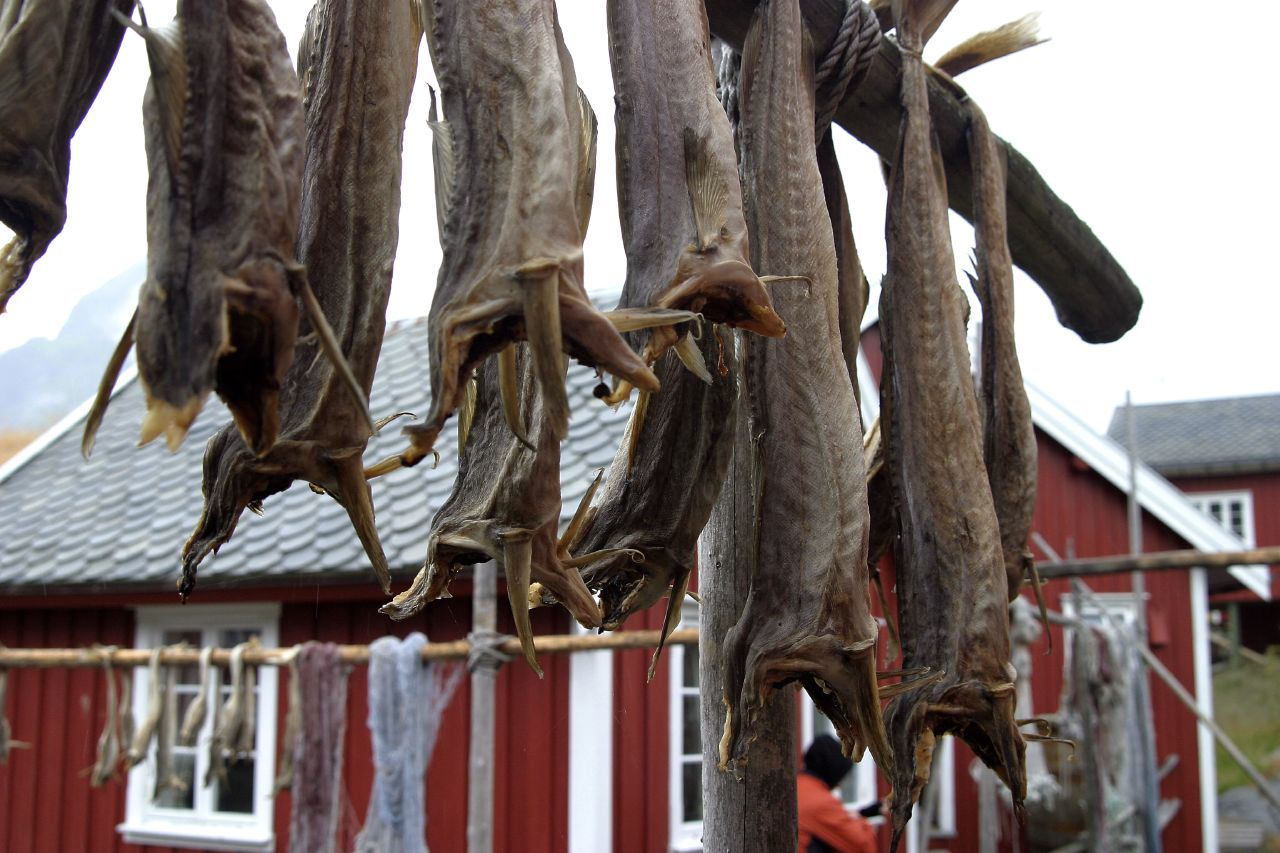
يُصدّر السمك من لوفوتن في النرويج منذ ما يقرب من ألف عام.

## المواصلات

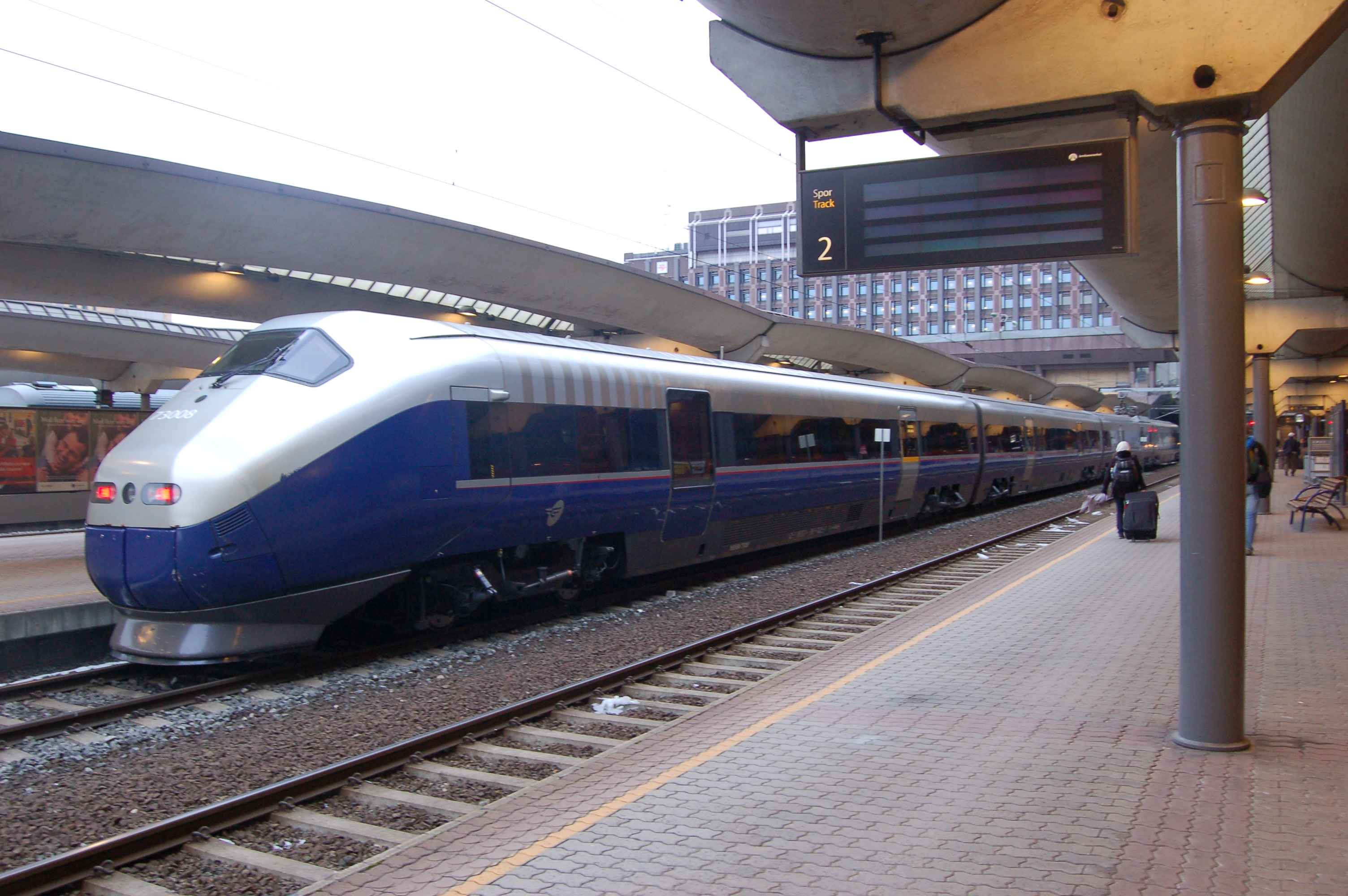
قطار نورجس ستاتسبانر نمط 73 في محطة أوسلو المركزية، أكبر محطات القطار في البلاد.

نظراً لانخفاض الكثافة السكانية وطبيعة البلاد والسواحل الطويلة فإن وسائل النقل العام في النرويج أقل تطوراً مما هي عليه في العديد من البلدان الأوروبية ولا سيما خارج المدن. على هذا النحو تستخدم النرويج الوسائل القديمة في النقل المائي لكن وزارة النقل والاتصالات النرويجية بدأت في السنوات الأخيرة في تطوير السكك الحديدية والطرق البرية والنقل الجوي من خلال فروعها العديدة من أجل تطوير البنية التحتية للبلاد.
تتكون شبكة السكك الحديدية النرويجية الرئيسية من 4,114 كم (2,556 ميل) من الخطوط القياسية، منها 242 كم (150 ميل) ذات مسار مزدوج و 64 كيلومترا (40 ميل) من السكك الحديدية عالية السرعة (210 كم/ساعة)، بينما يعمل 62% منها على الكهرباء في 15 كيلو فولت تيار متردد بدرجة 16 هرتز ⅔. نقلت خطوط السكك الحديدية 56,827,000 راكباً و 2,956 مليون مسافر كيلومتر و 24,783,000 طن من البضائع و 3,414 مليون طن كيلومتر. تعود ملكية كامل الشبكة لإدارة السكك الحديدية الوطنية النرويجية، في حين تُشَغَّل جميع قطارات الركاب المحلية باستثناء مشروع قطار المطار السريع عن طريق نورجيس ستاتبانر. بينما تسيّر عدة شركات خاصة قطارات شحن.
يتم تمويل الاستثمار في البنية التحتية الجديدة والصيانة من خلال الموازنة العامة للدولة  والإعانات المقدمة لعمليات قطار الركاب. تشغل نورجيس ستاتبانر قطارات المسافات الطويلة بما في ذلك القطارات ليلاً والخدمات الإقليمية وأربعة أنظمة محلية لقطارات الركاب حول أوسلو وتروندهايم وبرغن وستافنجر.

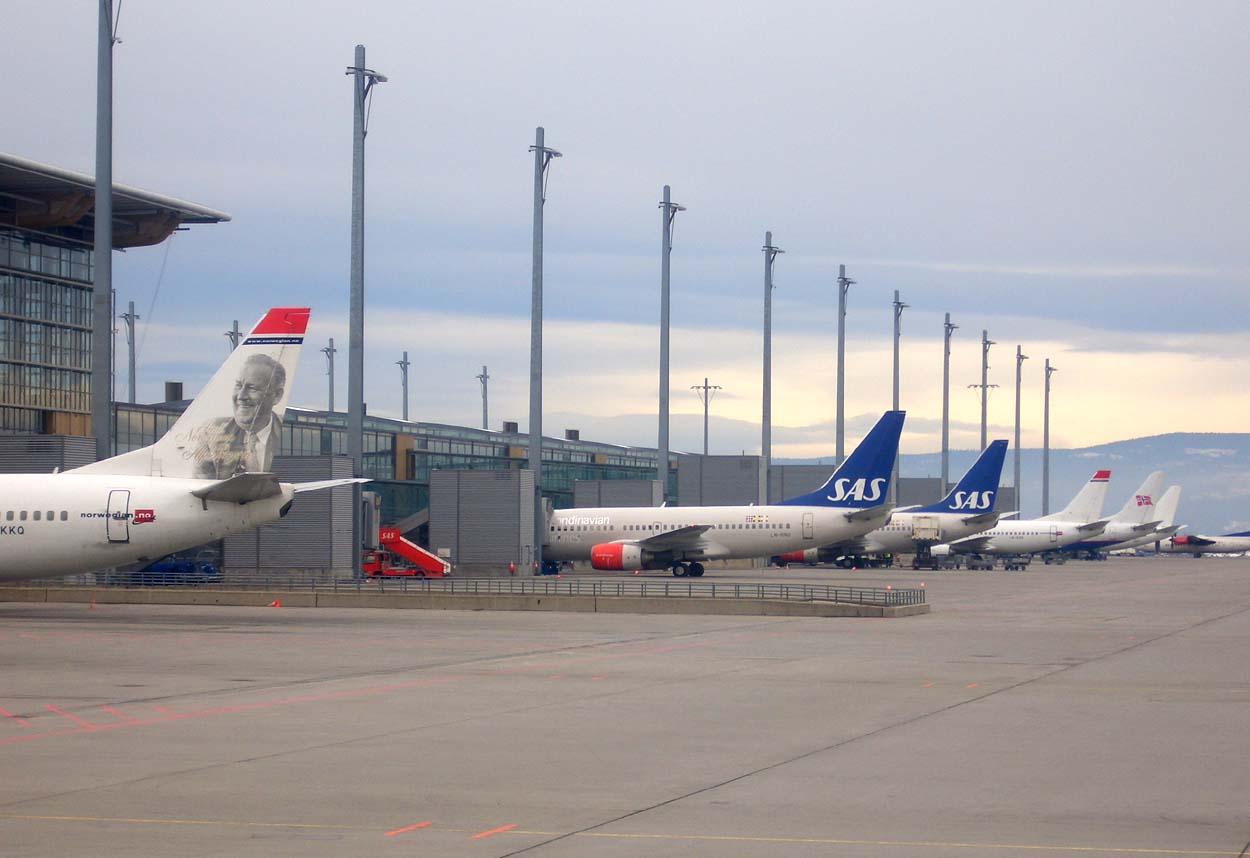
طائرات الشركة النرويجية والإسكندنافية في مطار غاردرموين في أوسلو.

هناك ما يقرب من 92,946 كم (57,754 ميل) من الطرق في النرويج منها 72,033 كم (44,759 ميل) ممهد و 664 كم (413 ميل) من الطرق السريعة. هناك أربعة مستويات من الطرق وهي الوطني وفي المقاطعة والبلدية والخاص. الطرق الوطنية وحدها مرقمة، وأهمها يُعد جزءًا من خطة الطرق الأوروبية وأبرزها E6 الواصل بين شمال وجنوب البلد في حين يسير خط E39 على طول الساحل الغربي. تدار الطرق الوطنية وطرق المقاطعات من قبل إدارة الطرق العامة النرويجية.
من بين 97 مطاراً في النرويج  يوجد 52 مطاراً عاماً، و 46 يتم تشغيلها من طرف أفينور المملوكة للدولة. تنقل سبعة مطارات أكثر من مليون راكب سنوياً. كما عبر مطارات النرويج 41,089,675 راكب في عام 2007 منهم 13,397,458 عبر المطار الدولي.
إن المدخل الرئيس للنرويج عن طريق الجو هو مطار أوسلو-غاردرموين، الذي يقع على بعد حوالي 50 كم (31 ميلا) إلى الشمال من أوسلو، حيث تسير الرحلات إلى معظم الدول الأوروبية وبعض الوجهات العالمية الأخرى. ويُعد هذا المطار مركزاً لاثنتين من شركات الطيران النرويجية هما الخطوط الجوية الإسكندنافية، والمكوك الجوي النرويجي (النرويجية)، أما الطيران الإقليمي فيدار من غرب النرويج.

## التعليم

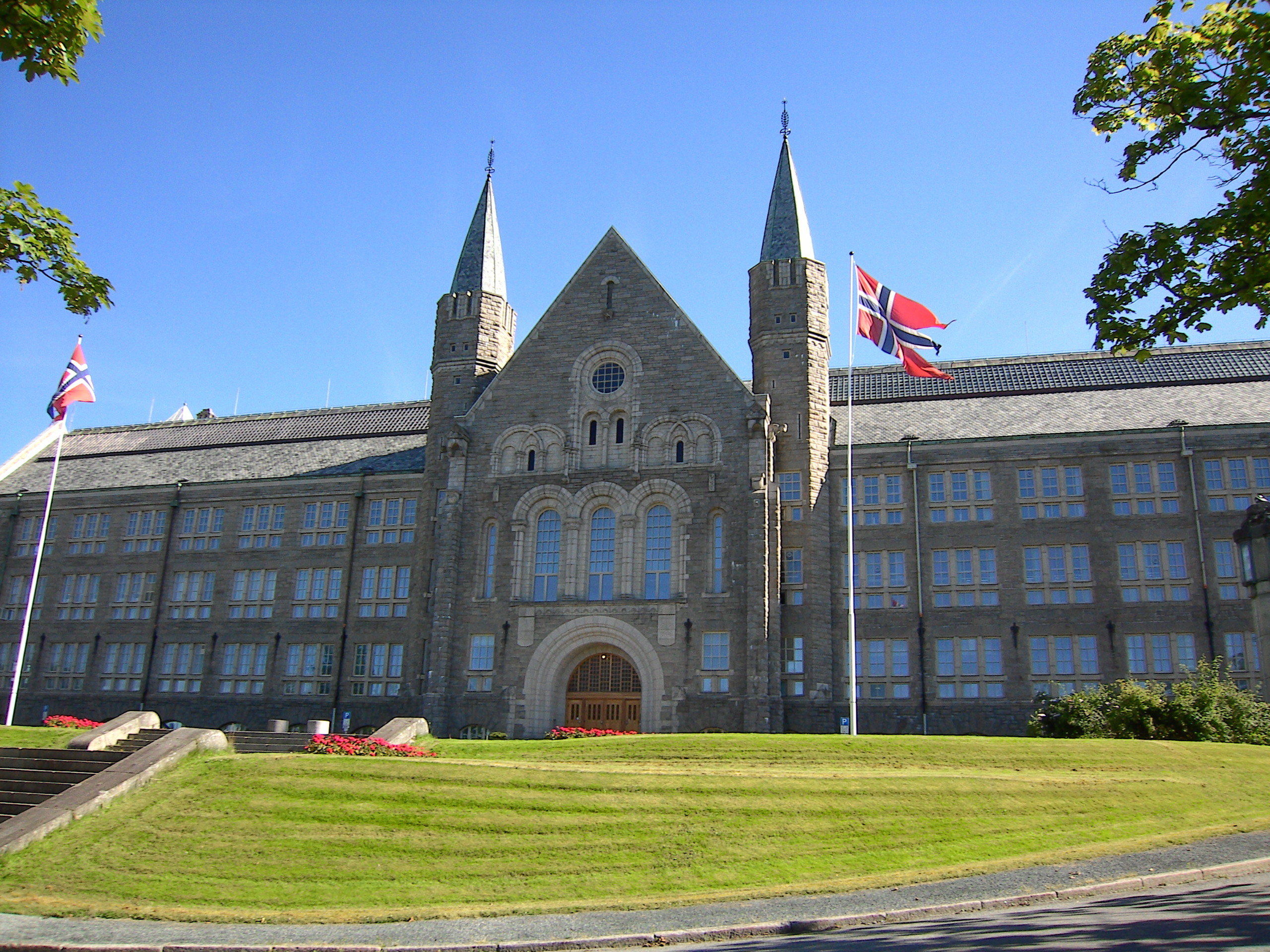
المبنى الرئيسي لجامعة العلوم والتكنولوجيا في تروندهايم.

يُقسم التعليم الأساسي في النرويج إلى 3 مراحل أساسيّة: التعليم الابتدائي الذي يمتد على مدى 7 سنوات، من الصف الأول حتى الصف السابع ومن عمر 6 سنوات حتى 13 سنة؛ التعليم المتوسط ومدته 3 سنوات، من الصف الثامن حتى الصف العاشر ومن عمر 13 سنة حتى 16؛ التعليم الثانوي ومدته 3 سنوات، وهي فترة دراسية اختيارية، على الرغم من أن التغييرات التي أصابت المجتمع النرويجي خلال عقد التسعينيات من القرن العشرين، سواء على الصعيد القانوني أو الوظائفي، جعلت متابعة الدراسة في هذه المرحلة أمرًا لا مناص منه، وقد لوحظ أن إقبال الطلاّب على المدارس الخاصة في هذه المرحلة أعظم من إقبالهم على المدارس الرسميّة.
يُقدم التعليم العالي في النرويج من قبل مجموعة من سبع جامعات وخمس كليات متخصصة و 25 كلية جامعية فضلاً عن مجموعة من الكليات الخاصة. يتبع التعليم برنامج بولونيا الذي ينطوي على درجة البكالوريوس (3 سنوات) الماجستير (سنتين) والدكتوراه (3 سنوات). يتم قبول الطالب في الجامعة بعد انتهائه من دراسته الثانوية العامة.
التعليم العام مجاني تقريباً بغض النظر عن الجنسية.
تحتل النرويج الصدارة بين الدول الأوروبية التي في نسبة السكان الحاصلين على شهادة جامعية، إذ 43.7% من سكان النرويج حاصلين على شهادة جامعية، وهي تحتل المرتبة الرابعة بعد روسيا وأيرلندا وفنلندا.
يتكوّن العام الدراسي من فصلين دراسيين، من أغسطس/آب إلى ديسمبر/كانون الأول، ويناير/كانون الثاني إلى يونيو/حزيران. المسؤولية النهائية عن التعليم تقع على عاتق وزارة التعليم والبحوث النرويجية.
من الجدير بالذكر أن عدد الحاصلين على جائزة نوبل من ممكلة النرويج بلغ 13 شخصاُ. وحلّت النرويج في المرتبة 19 في مؤشر الابتكار العالمي عام 2023 متقدّمة من المركز 22 عام 2022، وتراجعت للمركز 21 في مؤشر عام 2024.

## التركيبة السكانية

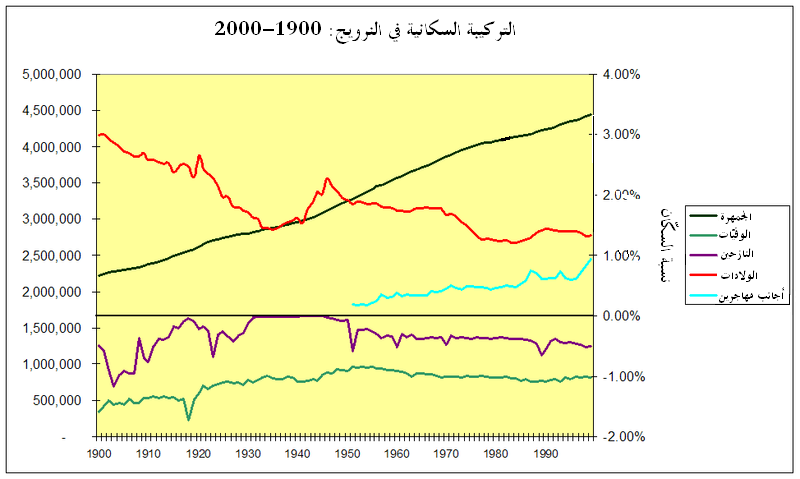
التركيبة السكانية في النرويج.

يبلغ عدد سكان النرويج حوالي 4.8 ملايين نسمة. معظم النرويجيين هم من العرقية النرويجية من الشعوب الجرمانية الشمالية. يتمركز شعب سامي عادة في الأجزاء الوسطى والشمالية من النرويج والسويد وكذلك في شمال فنلندا وروسيا في شبه جزيرة كولا. من الأقليات القومية الأخرى شعب كفين المتحدرين من الناطقين بالفنلندية، الذين انتقلوا إلى شمال النرويج في الفترة الممتدة بين القرنين الثامن عشر والعشرين. تم استيعاب كلا الفئتين من قبل الحكومة النرويجية من القرن التاسع عشر حتى أواخر السبعينات من القرن العشرين.
بسبب عملية النروجة فإن العديد من العائلات من أصل سامي أو كفين تعرف نفسها الآن من العرقية النرويجية. ذاك بالإضافة إلى التاريخ الطويل من العيش المشترك بين شعب سامي والشعوب الجرمانية الشمالية في شبه الجزيرة الإسكندنافية، يجعل من الادعاءات حول دقة الإحصاءات السكانية العرقية في كثير من الأحيان أقل وضوحاً مما يُعتقد، ولا سيما في وسط وشمال النرويج. الجماعات الأخرى المعترف بها من الأقليات القومية في النرويج هم من اليهود وفنلنديو الغابات والرومانيون الغجر والرومانيون الرحل.
في السنوات الأخيرة شكل المهاجرون أكثر من نصف النمو السكاني في النرويج، وفقاً لإحصاءات النرويج وصل عدد المهاجرين إلى البلاد عام 2007 إلى 61,200 نسمة، أي أعلى بنسبة 35% من عام 2006. في بداية عام 2010، كان هناك 552,313 شخص في النرويج من أصول مهاجرة (أي مهاجرون أو ولدوا لأبوين مهاجرين) أي ما يشكل 11.4% من مجموع السكان، 210,725 منهم من دول الاتحاد الأوروبي ورابطة التجارة الحرة الأوروبية والولايات المتحدة وكندا وأستراليا ونيوزيلندا، و 341,588 من دول أخرى. أكبر مجموعات المهاجرين حسب بلد المنشأ وفقاً لحجم الجالية هم البولنديون والسويديون والباكستانيون والعراقيون والصوماليون والألمان والفيتناميون والدنماركيون.
يشكل النرويجيون من أصل باكستاني أكبر مجموعة أقلية واضحة في النرويج حيث يعيش أكثر من 31,000 من أفراد الجالية حول أوسلو. ازدادت أعداد العراقيين المهاجرين زيادة كبيرة في السنوات الأخيرة. كما أنه بعد توسيع الاتحاد الأوروبي في عام 2004 تدفق المهاجرون من أوروبا الوسطى والشرقية ولا سيما بولندا. كانت أكبر زيادة في عام 2007 من المهاجرين من بولندا وألمانيا والسويد وليتوانيا وروسيا.
هناك ما يقرب من 4.7 مليون من الأميركيين النرويجيين وفقاً لتعداد الولايات المتحدة سنة 2006. يساوي تقريباً عدد الأميركيين من أصل نرويجي في الولايات المتحدة عدد السكان الحالي في النرويج. في تعداد عام 2006 الكندي بلغ عدد المواطنين الكنديين من أصل نرويجي 432,515 نسمة.

### الدين

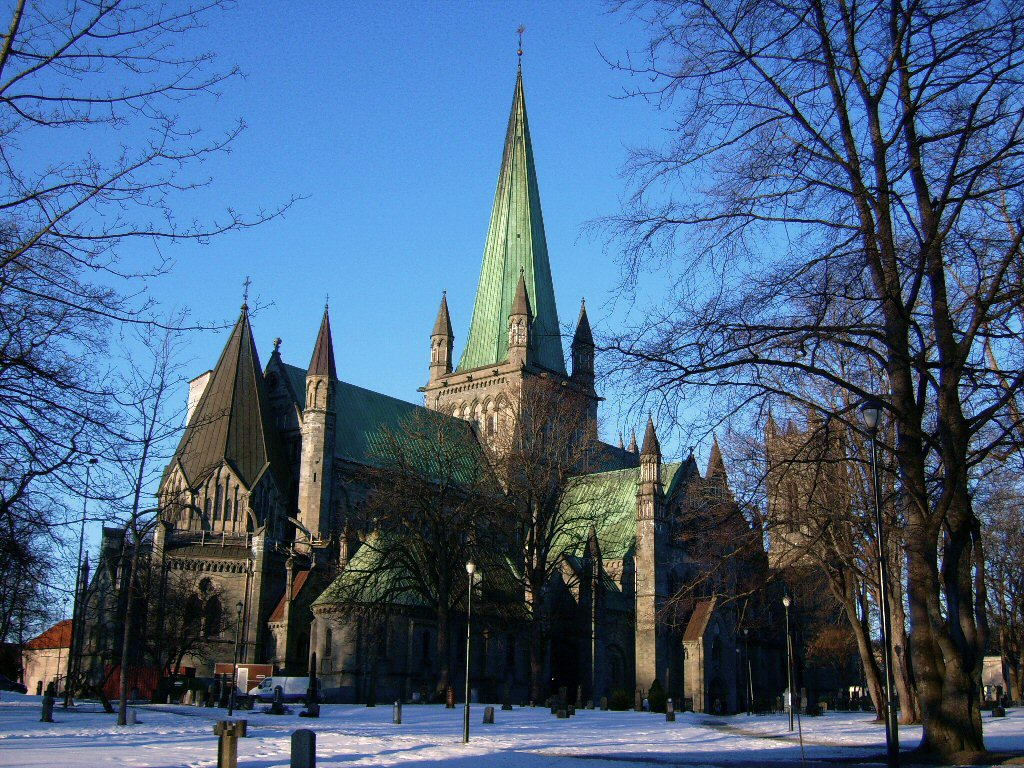
كنيسة نيداروس في تروندهايم.

تصل نسبة الأشخاص المنتمين إلى كنيسة النرويج إلى 80.7%، وذلك اعتبارا من 1 يناير/كانون الثاني سنة 2009 متراجعاً بنسبة 1% مقارنة مع العام السابق وبنسبة 2% عن عامين سابقين. يسجل النرويجيين عند التعميد كأعضاء في كنيسة النرويج، يحافظ العديدون على عضويتهم في الكنائس التابعة للدولة لكي يستطيعوا استخدام الخدمات مثل التعميد وسر التثبيت والزواج والدفن والطقوس التي تمتلك مكانة ثقافية قوية في النرويج.
مع ذلك فإن 20% فقط من النرويجيين يقول أن الدين يحتل مكاناً هاماً في حياتهم، وفقًا لاستطلاع للرأي أجرته مؤسسة غالوب، مما يجعل النرويج إحدى أكثر الدول علمانية في العالم (كانت استونيا والسويد والدنمارك فقط أقل من النرويج). في أوائل عقد التسعينات من القرن العشرين، قُدّر أن ما تتراوح نسبته بين 4.7% و 5.3% من النرويجيين حضر الكنيسة على أساس أسبوعي. ما يصل إلى 40% من أعضاء الكنيسة يحضر الاجتماعات أو المناسبات الدينية مرة في السنة.
وفقًا لأحدث استطلاع أجري عام 2005 فإن 32% من المواطنين النرويجيين «يعتقدون بوجود الله» في حين أجاب 47% منهم «أنهم يعتقدون أن هناك نوعا من الروح أو قوة الحياة» وقال 17% «أنهم لا يعتقدون بوجود أي نوع من الروح أو الله أو قوة الحياة»، بينما طبقاً لغوستافسون وبيترسون (2002) فإن 72% من النرويجيين لا يعتقد في «شخصية الله».
تبلغ نسبة السكان غير المنتمين للكنيسة النرويجية حوالي 10% حسب إحصائية مم 1 يناير/كانون الثاني سنة 2009 (80.7% أعضاء في كنيسة النرويج و 9% آخرون أو 431,000 شخص أعضاء في المجتمعات الدينية خارج كنيسة النرويج). يبلغ إجمالي اتباع الطوائف المسيحية الأخرى إلى 4.9% من السكان بما في ذلك الإنجيلية اللوثرية الحرة والرومان الكاثوليك والمعمدانيين والخمسينية والميثوديون والأدفنتست والآشوريين والكلدان وغيرهم.
| الدين في النرويج | الدين في النرويج | الدين في النرويج | الدين في النرويج | الدين في النرويج |
| ---------------- | ---------------- | ---------------- | ---------------- | ---------------- |
| الدين            | الدين            |                  | النسبة           | النسبة           |
| البروتستانتية    | البروتستانتية    |                  | 83.96%           | 83.96%           |
| الكاثوليكية      | الكاثوليكية      |                  | 4.79%            | 4.79%            |
| الإسلام          | الإسلام          |                  | 3.33%            | 3.33%            |
| الهندوسية        | الهندوسية        |                  | 0.50%            | 0.50%            |
| البوذية          | البوذية          |                  | 0.41%            | 0.41%            |
| الأرثوذكسية      | الأرثوذكسية      |                  | 0.15%            | 0.15%            |

توزع التركيب الديني وفقا لتقديرات كتاب حقائق العالم عام 2016 بنسبة 71.5% من المنتمين لكنيسة النرويج (إنجيلية لوثرية)، ونسبة 2.8% من الرومان الكاثوليك، و3.9% من الطوائف المسيحية الأخرى، و2.8% مسلمين، و2% أخرى، ونسبة 7.5% غير محدد، يشكل المسلمين ثاني أكبر مجموعة دينية في البلاد حيث قدَّر مركز بيو نسبة السكان المسلمين عند 5.7% لسنة 2016. يمارس الإسلام بشكل رئيسي من قبل المهاجرين العرب والصوماليين والألبان والأتراك فضلاً عن النرويجيين من أصل باكستاني. تشكل كافة الديانات الأخرى أقل من 1% لكل منها بما في ذلك اليهودية فضلاً عن كنيسة يسوع المسيح لقديسي الأيام الأخيرة وشهود يهوه. قدم المهاجرون الهنود الهندوسية إلى النرويج ولكنهم يقلون عن 5000 شخص أو 1% من النرويجيين غير اللوثريين. هناك 11 منظمة بوذية تنضوي تحت لواء منظمة الاتحاد البوذي في النرويج التي تشكل 0.42% من السكان. نحو 1.5% من النرويجيين يلتزم بالرابطة الإنسانية النرويجية العلمانية.
تبع النرويجيون، مثل غيرهم من سكان الدول الإسكندنافية، شكلاً من أشكال الوثنية الجرمانية الأم المعروفة باسم الوثنية النوردية. بحلول نهاية القرن الحادي عشر عندما اعتنقت النرويج المسيحية مُنَعَت الديانات النوردية الوثنية. لا تزال بقايا من تلك المعتقدات حية في البلاد في الأسماء النرويجية والأسماء المرجعية للمدن والمواقع وأيام الأسبوع ونواحي أخرى من اللغة اليومية. أدى الاهتمام الحديث في الطرق القديمة لإحياء الممارسات الدينية الوثنية في ما يعرف باسم اساترو. تشكلت أساتروفلسكابت بيفروست النرويجية في عام 1996 وفي عام 2005 وصل عدد أعضائها لنحو 200 عضو. تشكلت فورنينغن فورن سد في عام 1999 واعترفت بها الحكومة النرويجية كمنظمة دينية.
احتفظ بعض من أقلية سامي بديانتهم الشامانية حتى القرن الثامن عشر عندما تم تحويلهم إلى المسيحية من قبل المبشرين النرويجيين والدنماركيين. الأرثوذكسية هي العقيدة الأسرع نمواً في النرويج بمعدل وصل إلى 231.1% بين عامي 2000 و 2009 مقارنة مع 64.3% للإسلام.

### اللغة

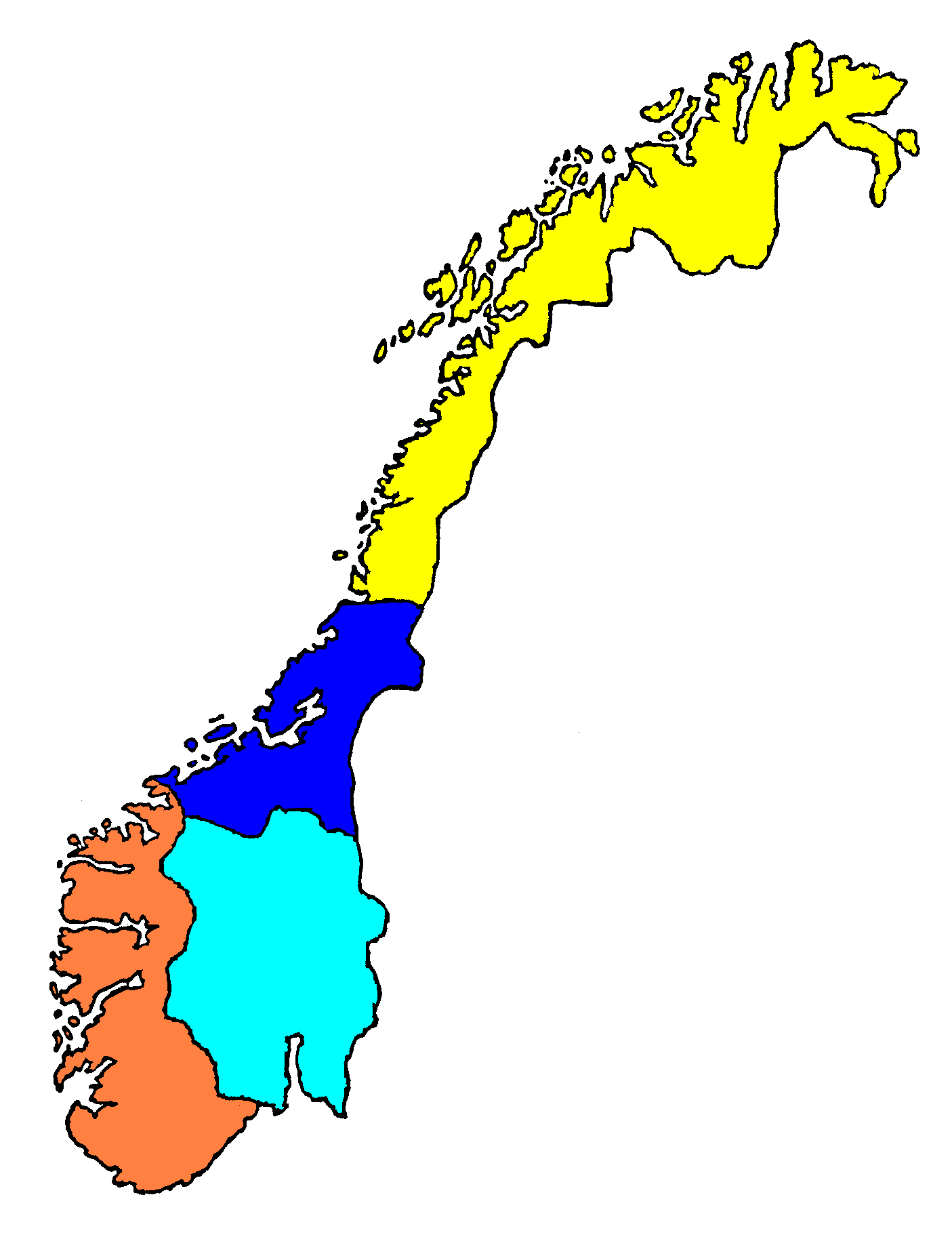
توزع مجموعات لهجات اللغة النرويجية: النرويجية الشمالية (بالأصفر) ونرويجية الترينديلاع (بالأزرق البحري) والنرويجية الغربية (بالبرتقالي) والنرويجية الشرقية (بالأزرق الشاحب).

للغة الجرمانية الشمالية النرويجية شكلان مكتوبان رسميان هما البوكمول النينوشك. يعترف بكل منهما كلغة رسمية وبذلك يستخدمان على حد سواء في الإدارة العامة والمدارس والكنائس ووسائل الإعلام لكن البوكمول تستخدم من قبل الأغلبية الساحقة بنسبة تتراوح بين 85 و 90%. يتكلم حوالي 95% من السكان النرويجية كلغة أصلية على الرغم من أن العديدين يتكلمون لهجات قد تختلف كثيراً عن اللغة المكتوبة. بشكل عام معظم اللهجات النرويجية مفهومة بين متحدثي اللغة على الرغم من أن بعضها قد يتطلب جهوداً كبيرة من جانب المستمع ليفهمها. يتحدث العديدون باللغات الفنلندية الأوغرية لشعب سامي في جميع أنحاء البلد ولا سيما في الشمال. يحق للمتحدثين بها في الحصول على التعليم باللغة سامي أيا كان المكان الذي يعيشون فيه وتلقي الاتصالات من قبل الحكومة بمختلف لغات سامي. أقلية كفين تتكلم اللغة الفنلندية الأوغرية الكفين/الفنلندية. كما توجد دعوة لجعل لغة الإشارة النرويجية لغة رسمية في البلاد.
خضعت اللغة النرويجية في القرنين التاسع عشر والعشرين لجدل سياسي وثقافي قوي مما أدى إلى نشوء النينوشك في القرن التاسع عشر وإلى تشكيل معايير إملائية بديلة في القرن العشرين، ولا سيما معيار ريكسمول الذي يعتبر أكثر محافظة (أي أكثر شبهاً بالدنماركية) من بوكمول.
تتشابه النرويجية واللغات الإسكندنافية الأخرى: السويدية والدنماركية. يمكن فهم اللغات الثلاث بين متحدثيها وتستخدم عادة في التواصل بين سكان الدول الإسكندنافية. نتيجة للتعاون في إطار مجلس الشمال يحق لسكان جميع بلدان الشمال الأوروبي بما في ذلك آيسلندا وفنلندا الاتصال بالسلطات النرويجية بلغتهم الخاصة.
يتم تشجيع أي طالب نرويجي الذي هو طفل لأبوين مهاجرين على تعلم اللغة النرويجية. تقدم الحكومة النرويجية دورات تعليمية للغة للمهاجرين الراغبين في الحصول على الجنسية النرويجية. مع ذلك لا يطلب من المهاجرين تعلم النرويجية من أجل الحصول على الجنسية النرويجية ولا أولادهم.
اللغة الأجنبية الرئيسية التي تدرس في المدرسة الابتدائية النرويجية هي اللغة الإنكليزية. تجيد غالبية السكان الإنجليزية وخاصة أولئك الذين ولدوا بعد الحرب العالمية الثانية. الألمانية والفرنسية والإسبانية تدرس عادة كلغة ثانية أو في أكثر الأحيان كلغة الثالثة. اللغات الروسية واليابانية والإيطالية واللاتينية ونادراً الصينية (المندرين) تتوفر في بعض المدارس ومعظمها في المدن. تقليدياً تعتبر الإنكليزية والألمانية والفرنسية اللغات الأجنبية الرئيسية في النرويج. استخدمت هذه اللغات على سبيل المثال على جوازات السفر النرويجية حتى عقد التسعينات من القرن العشرين، ويحق لطلاب الجامعات استخدام هذه اللغات عند تقديم أطروحاتهم.

## الثقافة

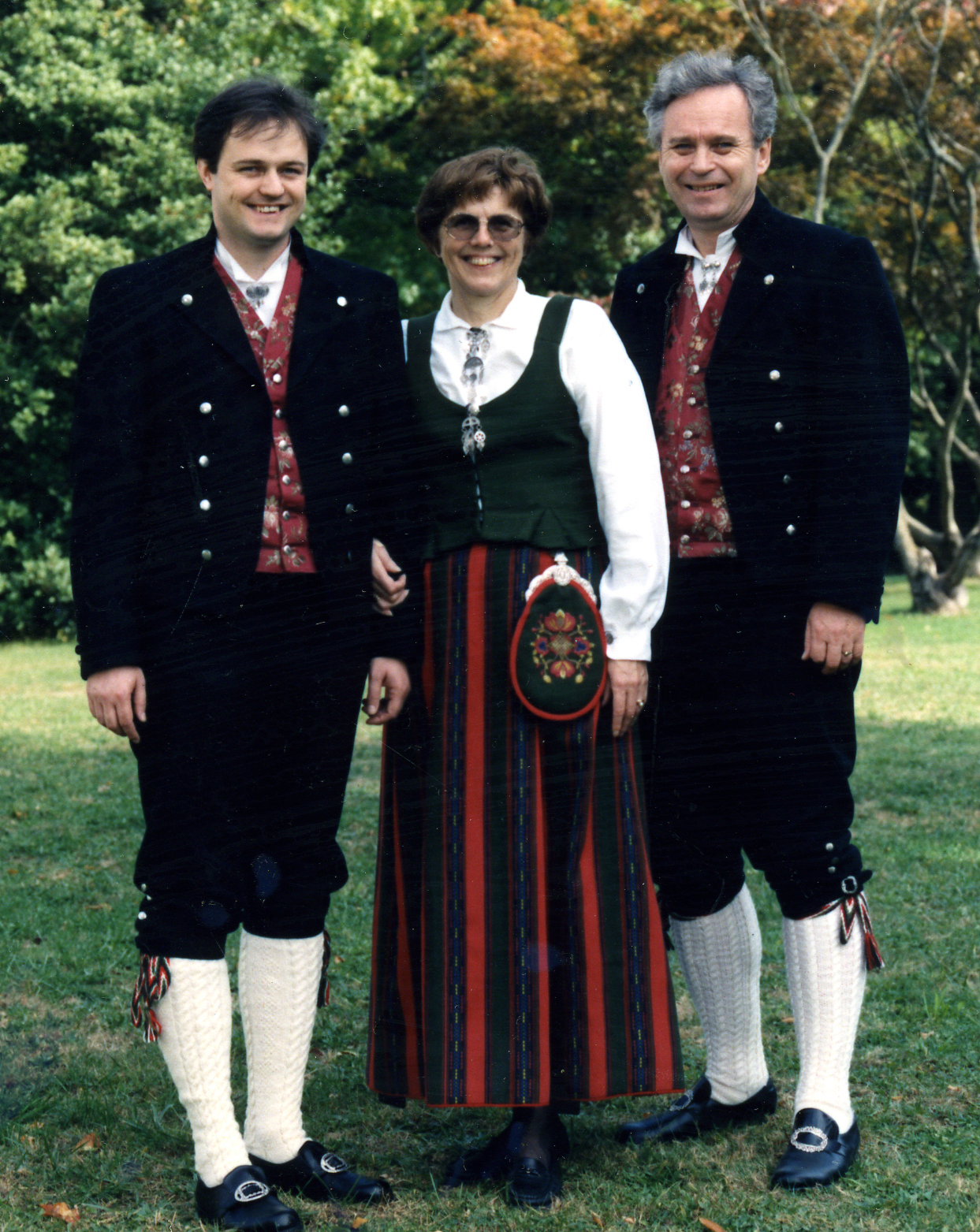
تمتلك كل منطقة نرويجية أزيائها الخاصة.

ترتبط ثقافة النرويج ارتباطاً وثيقاً بتاريخ البلاد وجغرافيتها. ثقافة المزرعة النرويجية فريدة من نوعها ومستمرة حتى اليوم الحالي، حيث لم تتطور فقط بسبب الموارد الشحيحة والظروف المناخية القاسية ولكن أيضاً بسبب قوانين الملكية القديمة. في القرن الثامن عشر تطورت حركة قومية رومانسية قوية لا تزال واضحة في اللغة النرويجية ووسائل الاعلام. في القرن التاسع عشر ازدهرت الثقافة النرويجية من خلال تواصل الجهود للوصول إلى هوية مستقلة في مجالات الأدب والفن والموسيقى. لا يزال هذا الأمر في الوقت الحالي جلياً في الفنون المسرحية ونتيجة للدعم الحكومي للمعارض والمشاريع الثقافية والفنية.
تبنت النرويج في وقت مبكر حقوق المرأة وحقوق الأقليات وحقوق المثليين. على سبيل المثال، في عام 1990 كانت النرويج أول دولة تعترف باتفاقية منظمة العمل الدولية رقم 169 حول السكان الأصليين، وفي عام 1993 أصبحت النرويج ثاني دولة تسمح بالشراكة المدنية بين المثليين ومنحتهم المساواة الكاملة في حق الزواج في 1 يناير/كانون الثاني من عام 2009 لتكون سادس دولة تقوم بذلك.

### المطبخ

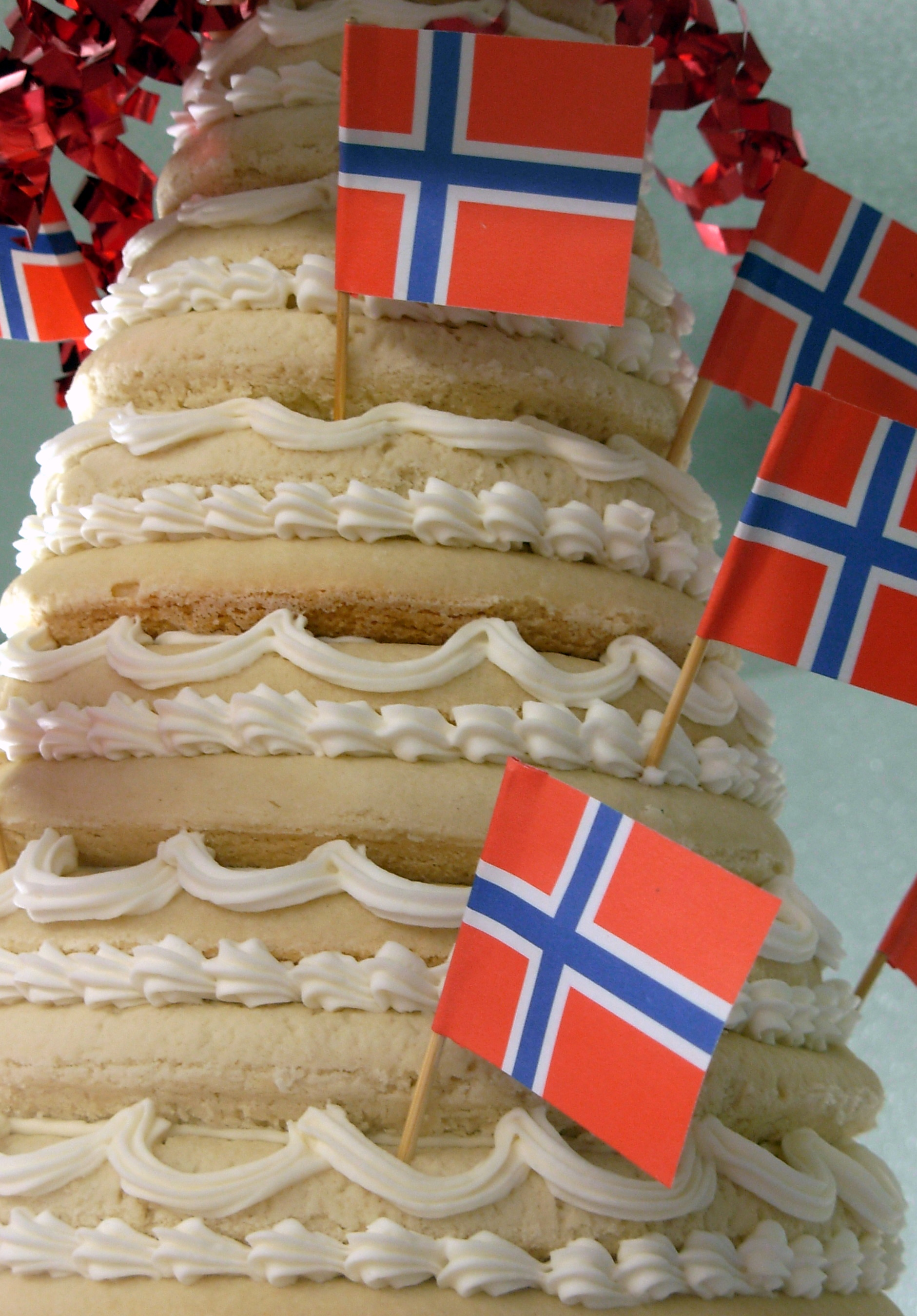
كعكة كرانسكاك مزينة بأعلام النرويج في مقاطعة ألمستد في روشستر مينيسوتا.

شطيرة نرويجية.

تظهر تقاليد الطهي النرويجية نفوذ البحر والتقاليد الزراعية حيث سمك السلمون (الطازجة والمجمد) والرنجة (مخللة أو متبلة) والتروتة وسمك القد وغيرها من المأكولات البحرية يقابلها الجبن ومنتجات الألبان والخبز. لفس هو خبز نرويجي من البطاطا شائع تناوله في موسم عيد الميلاد. بعض الأطباق التقليدية النرويجية تشمل لوتفسك وسامالهوف وبينكيوت وكروتكاكار وفوريكول.

### الفنون التمثيلية

#### السينما
لم تحصل السينما النرويجية على اعتراف دولي حتى الآونة الأخيرة، حيث حصل الفيلم الوثائقي عن بعثة «كون تيكي» على جائزة الأوسكار عام 1951. في عام 1959 رشح الفيلم آرني سكوين (تسعة أرواح)، لكنه فشل في تحقيق الفوز. فيلم آخر هو فلوكليبا غراند بريكس وهو فيلم روائي كرتوني من إخراج ايفو كابرينو. عرض الفيلم في عام 1975 مبنياً على شخصيات من الرسام النرويجي كييل أوكروست. كان أكثر الأفلام النرويجية مشاهدة أبداً.
مع ذلك كان هناك انفراج حقيقي في عام 1987 مع باثفايندر نيلس غاوب، الفيلم الذي روى قصة قومية سامي. رشح الفيلم لنيل جائزة الأوسكار وكان نجاحاً دولياً كبيراً. كما رشح فيلم الوجه الآخر للأحد، للمخرج بيريت نيسهايم لنيل جائزة الأوسكار في عام 1997.
ازدهرت صناعة السينما منذ تسعينات القرن العشرين لتصل إلى 20 فيلماً في العام. كان النجاح بالأخص من نصيب كريستين لافرانسداتر في فيلم «ذ تيليغرافست» و«غورين وذ ذ فوكستيل». كان كنوت إريك جينسن من بين المخرجين الجدد الأكثر نجاحاً مع إريك سكيولدبيارغ في فيلم «انسومنيا».
في أواخر عام 2008 افتتح الفيلم ماكس مانوس في دور العرض النرويجية، وهو فيلم درامي من الحرب العالمية الثانية يحكي قصة بطل المقاومة النرويجية «ماكس مانوس» الذي قاد العديد من العمليات التخريبية الناجحة ضد الاحتلال الألماني. أصبح الفيلم الأعلى من حيث الإيرادات بين الأفلام النرويجية أبداً.

#### الموسيقى

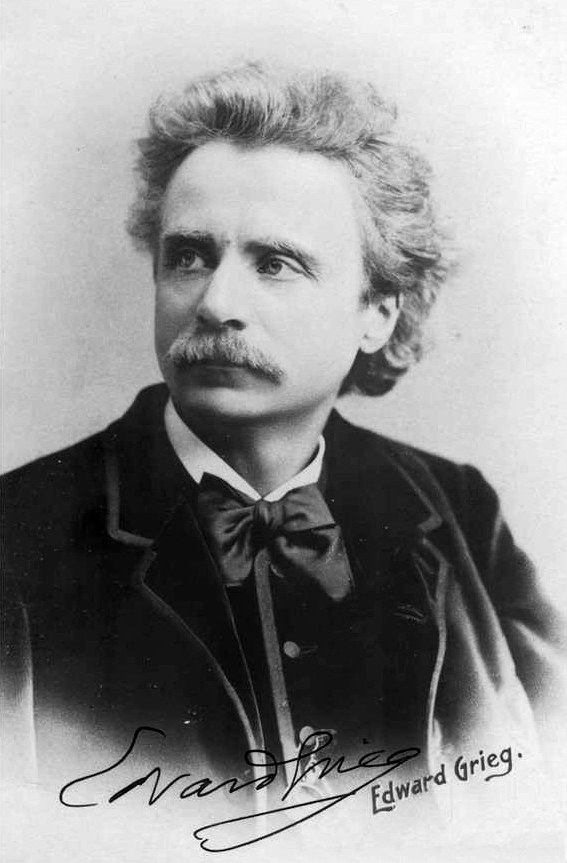
إدوارد غريغ ملحن وعازف بيانو.

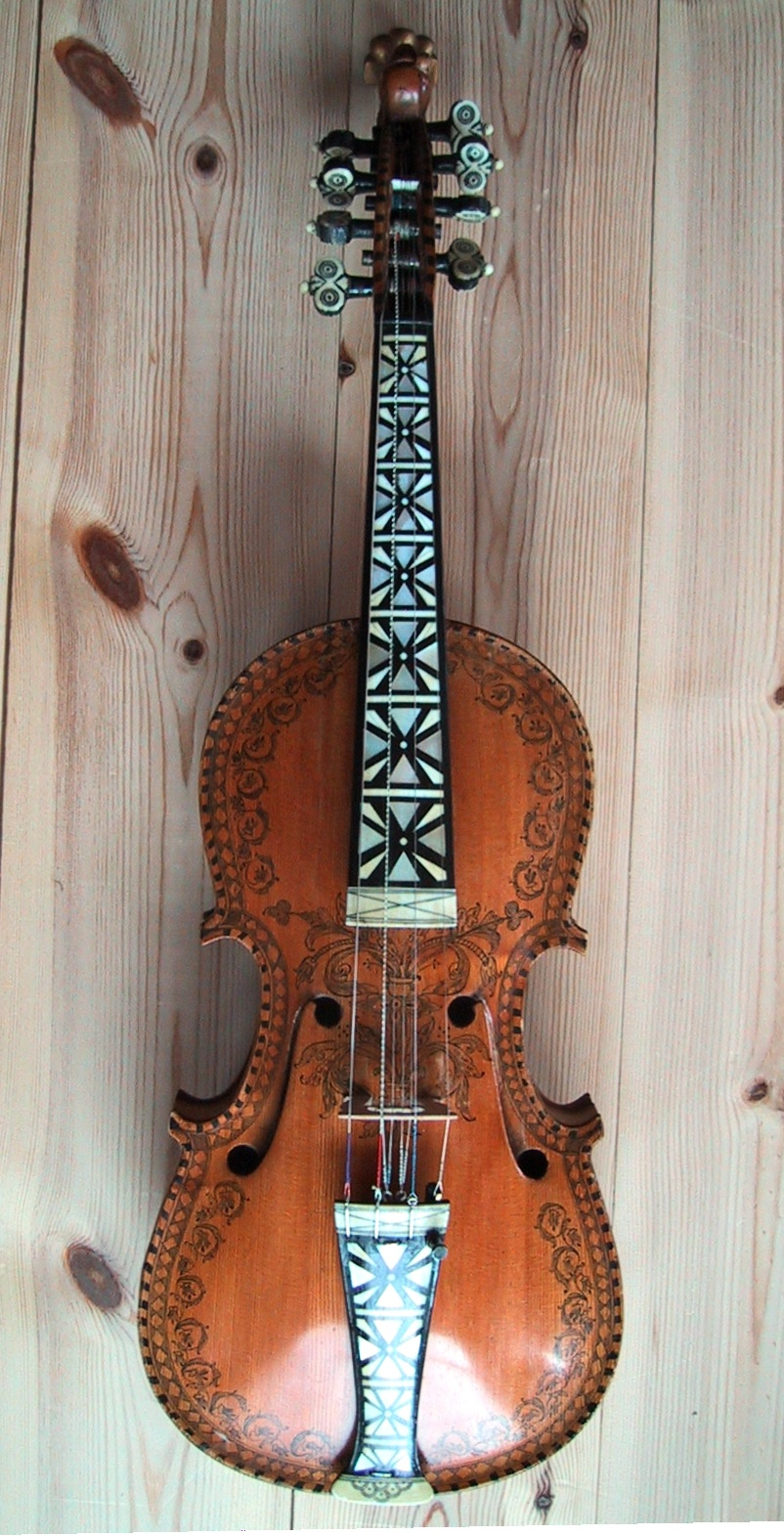
هاردينغفيله، كمان من النرويج.

إلى جانب الموسيقى الكلاسيكية من الملحن الرومانسي إدوارد غريغ والموسيقى الحديثة لآرني نوردهايم، تكتسب موسيقى الميتال الأسود النرويجية شهرة في السنوات الأخيرة.
من بين الموسيقيين الكلاسيكيين النرويجيين: ليف أوف أندسنس أحد أشهر عازفي البيانو في العالم، وترلس مورك عازف التشيلو البارع.
مشهد موسيقى الجاز في النرويج أيضاً مزدهرة. يعترف بكل من يان غاربارك وتيري ريبدال وماري بوين وأريلد أندرسن وبوغه فيسيلتوفت عالمياً بينما يصبح حالياً بال نيلسن لوف وسوبرسايلنت وياغا جازست وويبوتي فنانين شباب من الطراز العالمي.
تمتلك النرويج تقليد عريقاً من الموسيقى الشعبية والتي لا تزال شعبية لهذا اليوم. من بين أبرز الموسيقيين في هذا المجال هاردانغر فدلرز وأندريا إين وأولاف يورغن هيغه وآنبيورغ لين والمطربون أغنيس بوين غارناس وكيرستن بروتن بيرغ وأود نوردستوغا.
منذ التسعينات، أصبحت النرويج من المصدرين للميتال الأسود، حيث تفجرت موسيقى لو فاي ودارك ورو من الميتال الثقيل في التسعينات في النرويج لتطلق العنان لعدد من الفرق مثل غورغوروث ومايهيم وبورزوم وإمبيرور وداركثرون وإمورتال بالإضافة إلى الفرق اللاحقة مثل ديمو بورغير. استقبل هذا التطور إلى حد ما استقبالاً جيداً لقيمته الموسيقية ولكن العديد من حفلات الميتال الأسود التي جرت في أوائل التسعينات نشرت الذعر بين النرويجيين.

### الفنون الجميلة

#### الأدب

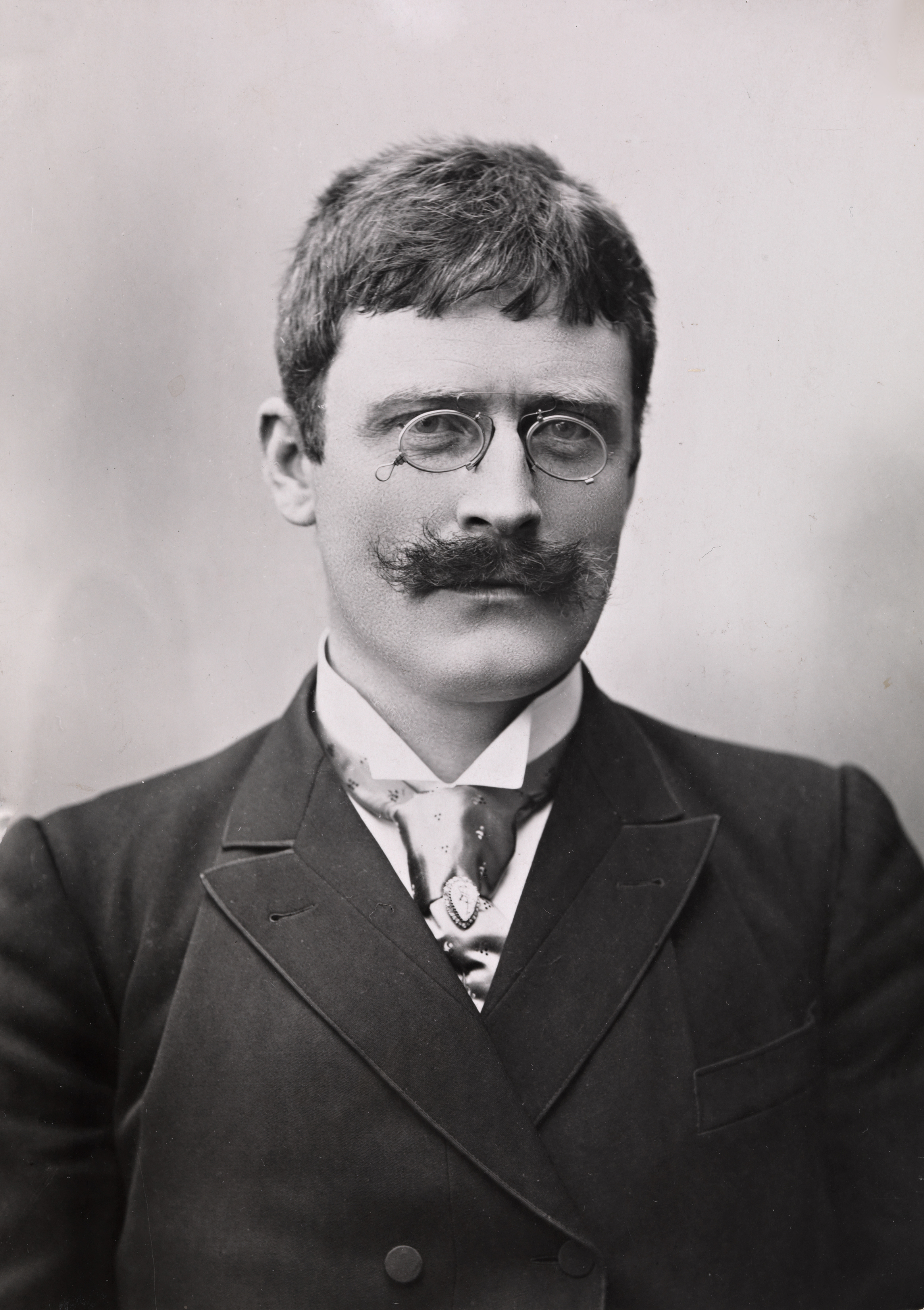
كنوت هامسون.

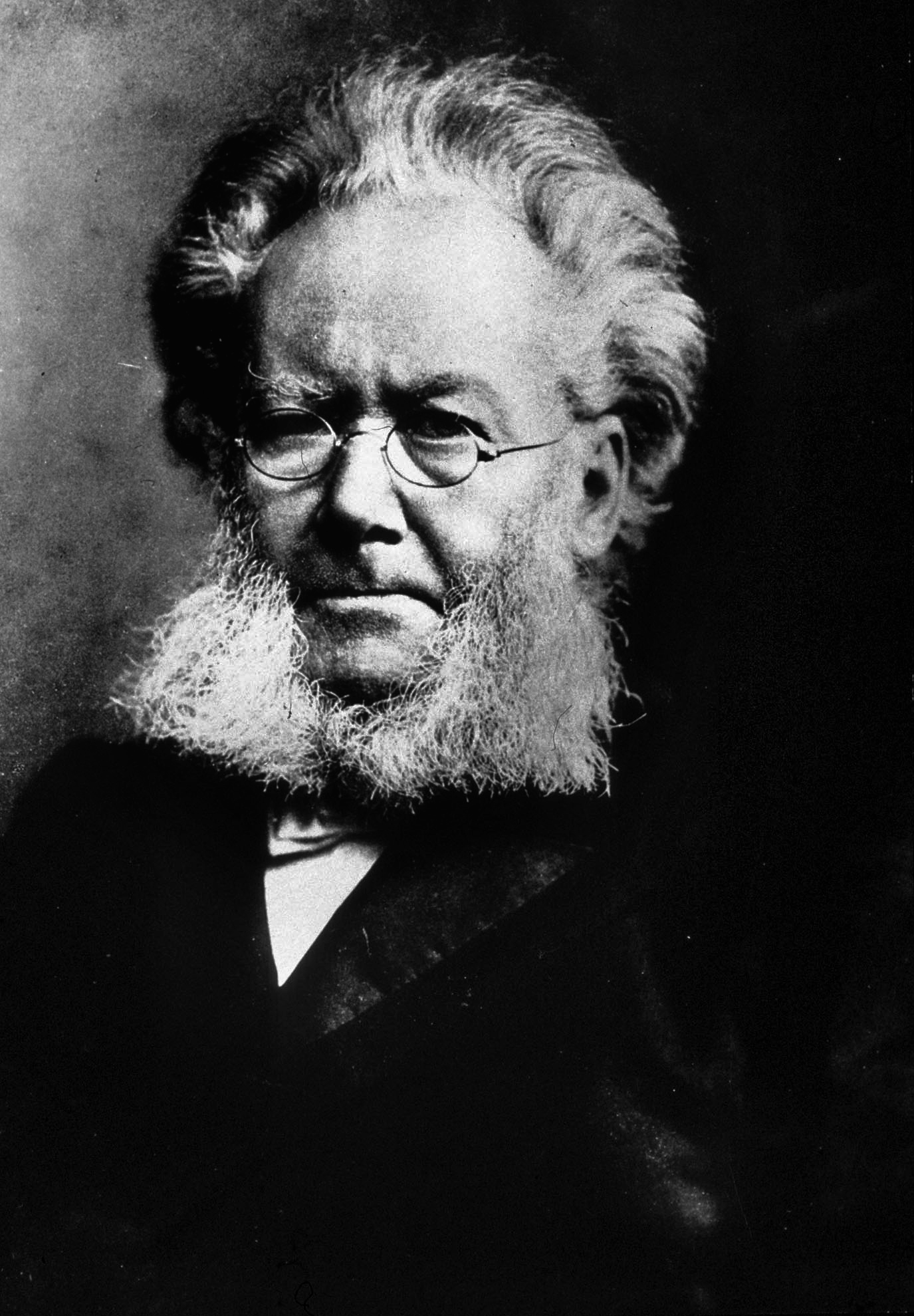
هنريك إبسن.

بدأ تاريخ الأدب النرويجي بقصائد ايدايك الوثنية ونص سكالديك في القرنين التاسع والعاشر مع شعراء مثل براغي بوداسون وافيندر سكالداسبيلير. مع وصول المسيحية حوالي عام 1000م، أصبحت النرويج على اتصال مع العلم في العصور الوسطى الأوروبية من خلال سير القديسين وكتابة التاريخ. نتيجة لدمجها مع التقليد الشفهي الأصلي والتأثير الآيسلندي ازدهر الأدب في أواخر القرن الثاني عشر وأوائل القرن الثالث عشر. من الأعمال الهامة في تلك الفترة، «هستوريا نورويجي» وملحمة «ثيدريك» و«كونونغ سكوغسيا».
لم تنتج النرويج الكثير من الأدب خلال الاتحاد الإسكندنافية وما تلاه من الاتحاد النرويجي الدانمركي (1387-1814) مع بعض الاستثناءات البارزة مثل بيتر داس ولودفيج هولبيرغ. في مسرحيته بير جينت، عرف إبسن هذه الفترة بأنها «مائتي عام من الظلام». استبدلت الكتابة النرويجية خلال الوحدة مع الدنمارك بالدنماركية.
عجل حدثان اثنان من تجدد الأدب النرويجي. في عام 1811 تم إنشاء الجامعة النرويجية في كريستيانيا. بالإضافة إلى إعلان دستور البلاد سنة 1814، المستوحى من الثورتين الأمريكية والفرنسية. أوجدت البلاد بعد ذلك مجموعة من الكتاب المعترف بهم في الدول الإسكندنافية ومن ثم في جميع أنحاء العالم، من ضمنهم: كان هنريك فيرغيلاند وبيتر أسبيورنسن ويورغن مو وكاميلا كوليت.
مع أواخر القرن التاسع عشر وفي العصر الذهبي للأدب النرويجي برز ما يعرف بالأربعة الكبار: هنريك إبسن وبيورنستيرن بيورنسن وألكسندر كيلاند ويوناس لي. روايات بيورنسن الفلاحية مثل «إن غلاد غوت» (صبي سعيد) و«سينوف سولباكن» هي نموذج للرومانسية الوطنية في تلك الأيام، بينما كانت روايات كيلاند قصصاً قصيرة واقعية في معظمها. على الرغم من كونه عاملاً هاماً مساهماً في الرومانسية القومية المبكرة (خاصة بير جينت الهزلية)، فإن شهرة هنريك إبسن تعود في المقام الأول إلى مسرحياته الواقعية الرائدة مثل البطة البرية وبيت الدمية، وكثير منها أثار ضجة أخلاقية بسبب تجسيدها الصريح للطبقة المتوسطة.
في القرن العشرين حصل ثلاثة روائيين نرويجيين على جائزة نوبل في الأدب: بيورنستيرن بيورنسن في عام 1903 وكنوت همسون لكتابه «ماركنس غروده» (نمو التربة) في عام 1920 وسيغريد أوندست في عام 1928. قدم كتاب آخرون مساهمات هامة في الأدب النرويجي منهم داغ سولستاد ويون فوسه وكورا ساندل وأولاف دون وأولاف ساندموس وبيرغليوت هوبيك هاف وجوستاين غاردر وإريك فوسنس هانسن وينس بيورنبو وكيارتان فلوغستاد ولارس سابي كريستنسن ويوهان بورغن وهيربيورغ واسمو ويان اريك فولد ورولف ياكوبسن وأولاف بول ويان كييرستاد وجورج يوهانسن وتاريي فيساس وهويل سيجورد وأرنولف اوفرلاند ويوهان فولكبيرغت.

#### العمارة

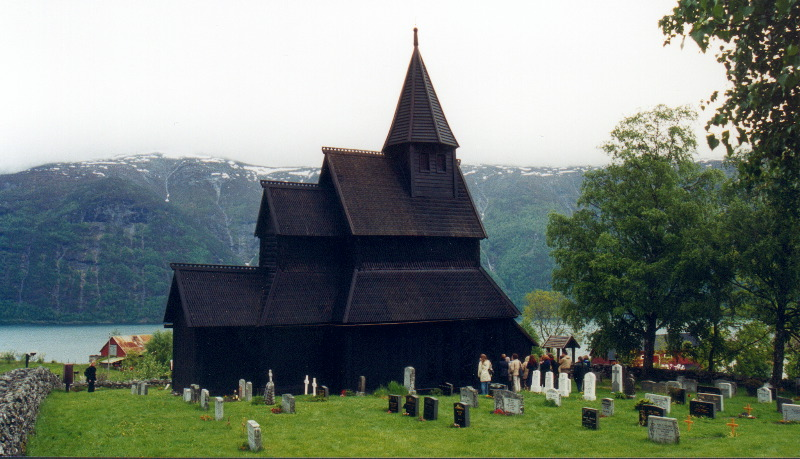
كنيسة أرنس وهي على قائمة اليونسكو للتراث العالمي.

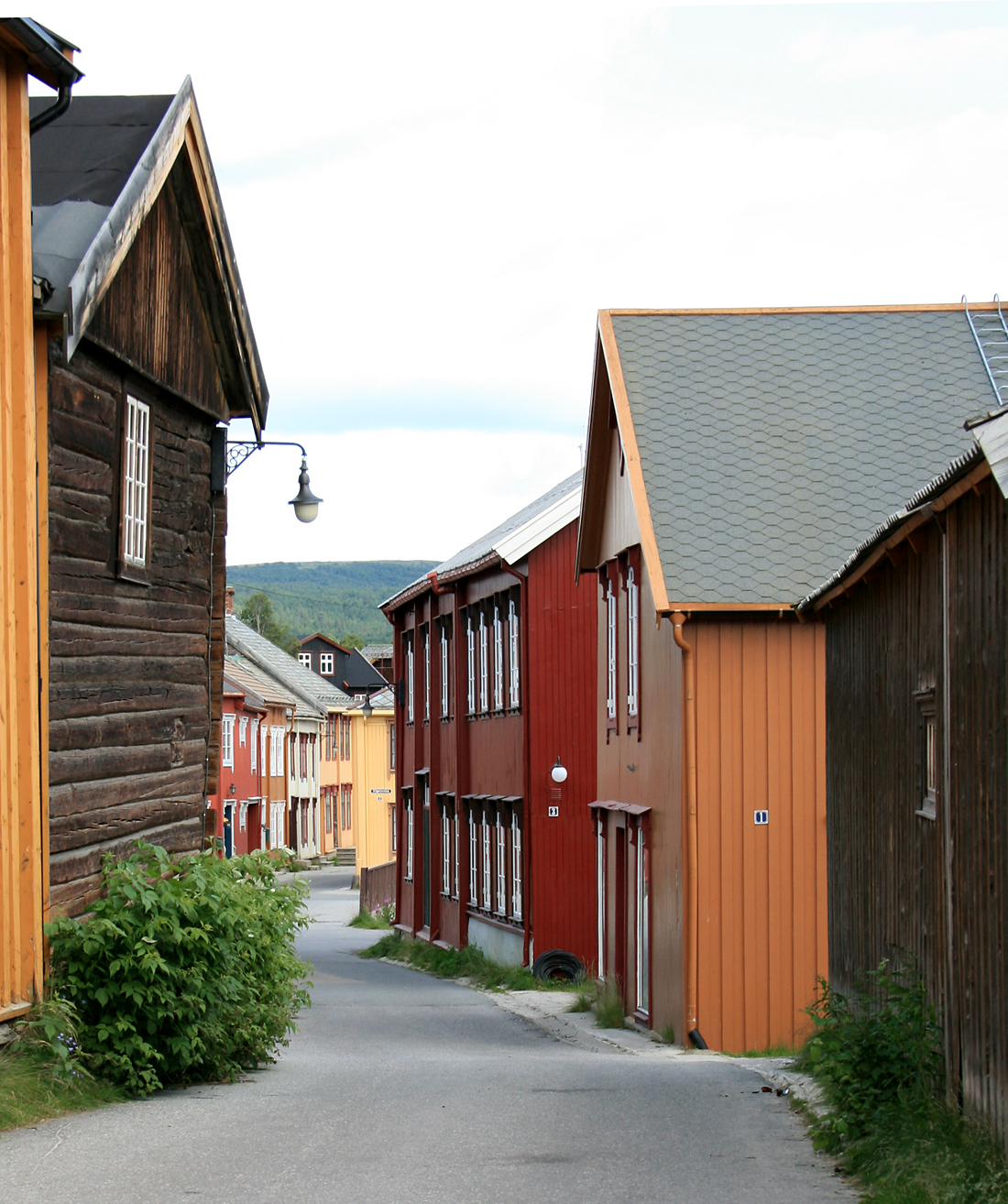
قرية روروس بشوارعها الضيقة وبيوتها الخشبية.

اعتمد التقليد النرويجي في البناء دائماً على استخدام الأخشاب، وفي واقع الأمر فإن العديد من المباني الحديثة اليوم والأكثر إثارة للاهتمام بنيت من الخشب الأمر الذي يعكس الإقبال الشديد على هذه المادة للمصممين والمعماريين النرويجيين.
ومع تحول النرويج إلى المسيحية قبل ألف عام أدخلت الهندسة المعمارية الحجرية مثل بناء كاتدرائية نيداروس في تروندهايم. وفي بديات العصور الوسطى شيدت الكنائس في جميع أنحاء النرويج، ولا يزال الكثير منها قائماً حتى اليوم، وتمثل مساهمة هامة في تاريخ النرويج المعماري. من أبرز الأمثلة كنيسة العصا في أرنيس التي تصنف الآن على قائمة اليونسكو للتراث العالمي. من الأمثلة الأخرى على فن العمارة الخشبية بريغن وارف في برغن التي تتكون من صف من هياكل خشبية ضيقة على طول رصيف الميناء.
في القرن السابع عشر وتحت الحكم الدنماركي، أنشئت مدن مثل كونغسبورغ وكنيستها بطراز الباروك وروروس بمبانيها الخشبية. بعد حل الاتحاد بين النرويج والدنمارك عام 1814 أصبحت أوسلو عاصمة البلاد. صمم المهندس المعماري كريستيان غروش أقدم أجزاء جامعة أوسلو وسوق بورصة أوسلو وغيرها من المباني العديدة والكنائس.
في بداية القرن العشرين أعيد بناء مدينة ايلسوند بأسلوب الفن الحديث. هيمنت الوظيفية في الثلاثينيات من القرن العشرين، وحينها كانت فترة قوية للعمارة النرويجية لكن المعماريين النرويجيين لم ينالوا الشهرة حتى مؤخراً. أحد المباني الحديثة الأكثر لفتاً للأنظار في النرويج هو برلمان سامي في كاراشيوكا من تصميم ستاين هالفورسون وكريستيان سندبي. غرفة النقاش في البرلمان مصممة كنسخة خشبية للافو التي هي الخيمة التقليدية التي استخدمها شعب سامي الرحل.

#### الفن

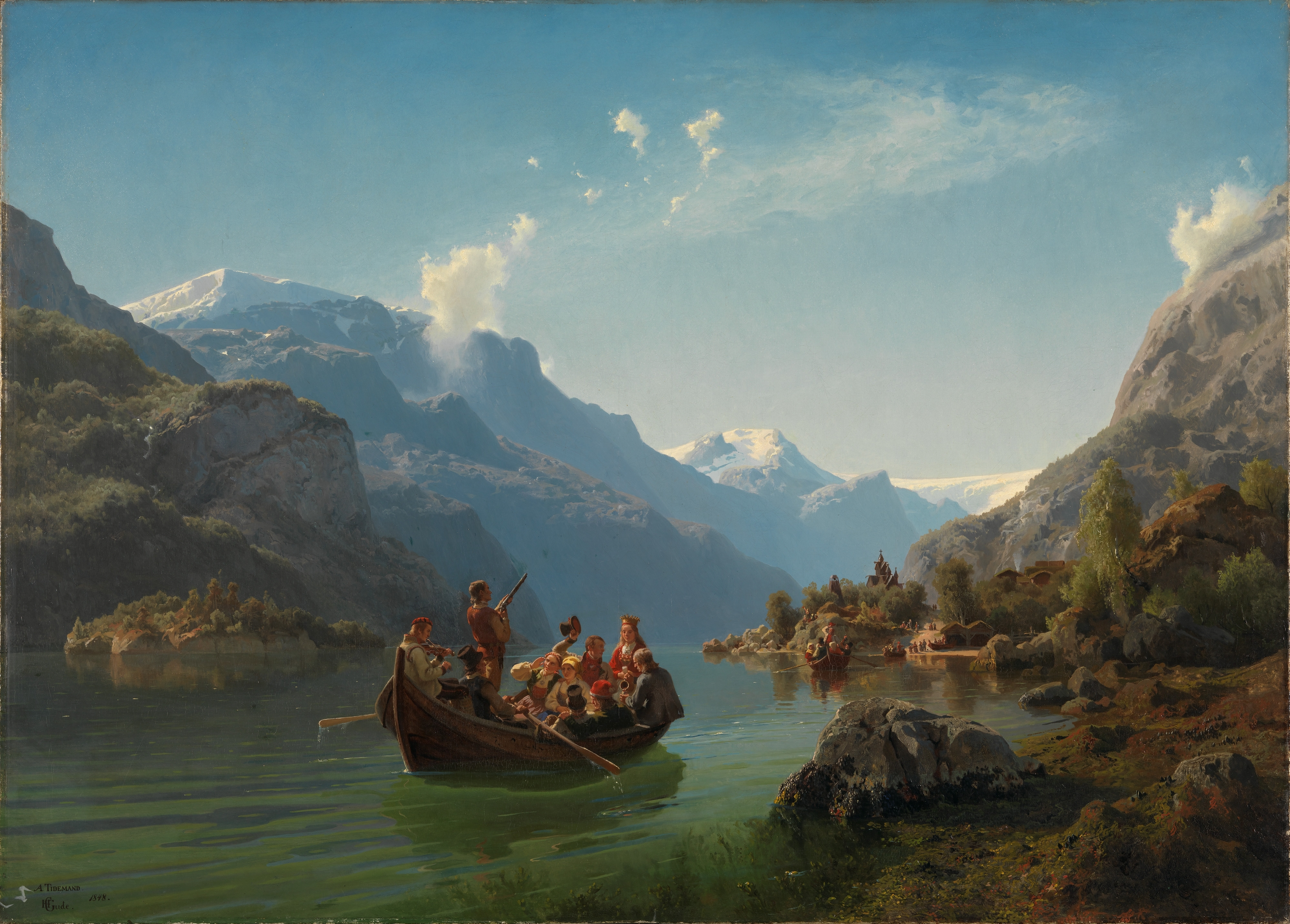
"برودفرد اي هادانغر" بريشة أدولف تيدمان أوغ هانس غود، 1848.

لفترة طويلة سيطر على المشهد الفني النرويجي أعمال فنية من ألمانيا وهولندا فضلا عن تأثير كوبنهاغن. ولم تبدأ الفترة النرويجية بالفعل إلى أن حلّ القرن التاسع عشر، وقد بدأت هذه الفترة أولاً مع اللوحات الشخصية وفي وقت لاحق مع المناظر الطبيعية الرائعة. أعاد يوحنا كريستيان دال (1788-1857)، وهو أحد الفانين تابعي مدرسة درسدن، أعاد في النهاية رسم المناظر الطبيعية في غرب النرويج محدداً اللوحة النرويجية للمرة الأولى.
شجع استقلال النرويج الجديد عن الدنمارك الرسامين لتطوير هويتهم النرويجية وخاصة في لوحات المناظر لفنانين مثل كيتي كيلاند وهي رسامة درست على يد غود، بالإضافة إلى هارييت بيكر (1845-1932) التي تعتبر من بين الرائدات وتأثرت بالانطباعية، وفريتس تاولو الانطباعي الذي تأثر بالمشهد الفني في باريس، بينما كان كريستيان كروغ واقعياً اشتهر بلوحاته حول البغايا.
تجدر الإشارة بوجه خاص بالرسام إدفارت مونك وهو رسام رمزي/تعبيري أصبح شهيراً عالمياً بسبب لوحته «الصرخة» التي يقال أنها تمثل قلق الإنسان المعاصر. من الفنانين النرويجيين الآخرين: هارالد سولبيرغ وهو رسام مجدد رومانسي يتذكر بلوحاته مثل روروس، والرسام أود نيردروم وهو رسام رمزي حافظ على عمله ليس كفن ولكن كفن هابط.

### مواقع التراث العالمي النرويجية
توجد 8 مناطق في النرويج في قائمة مواقع التراث العالمي لليونسكو. مع الملاحظة أن نايريفيورد وجيرنجرفيرد في نفس الموقع على القائمة.

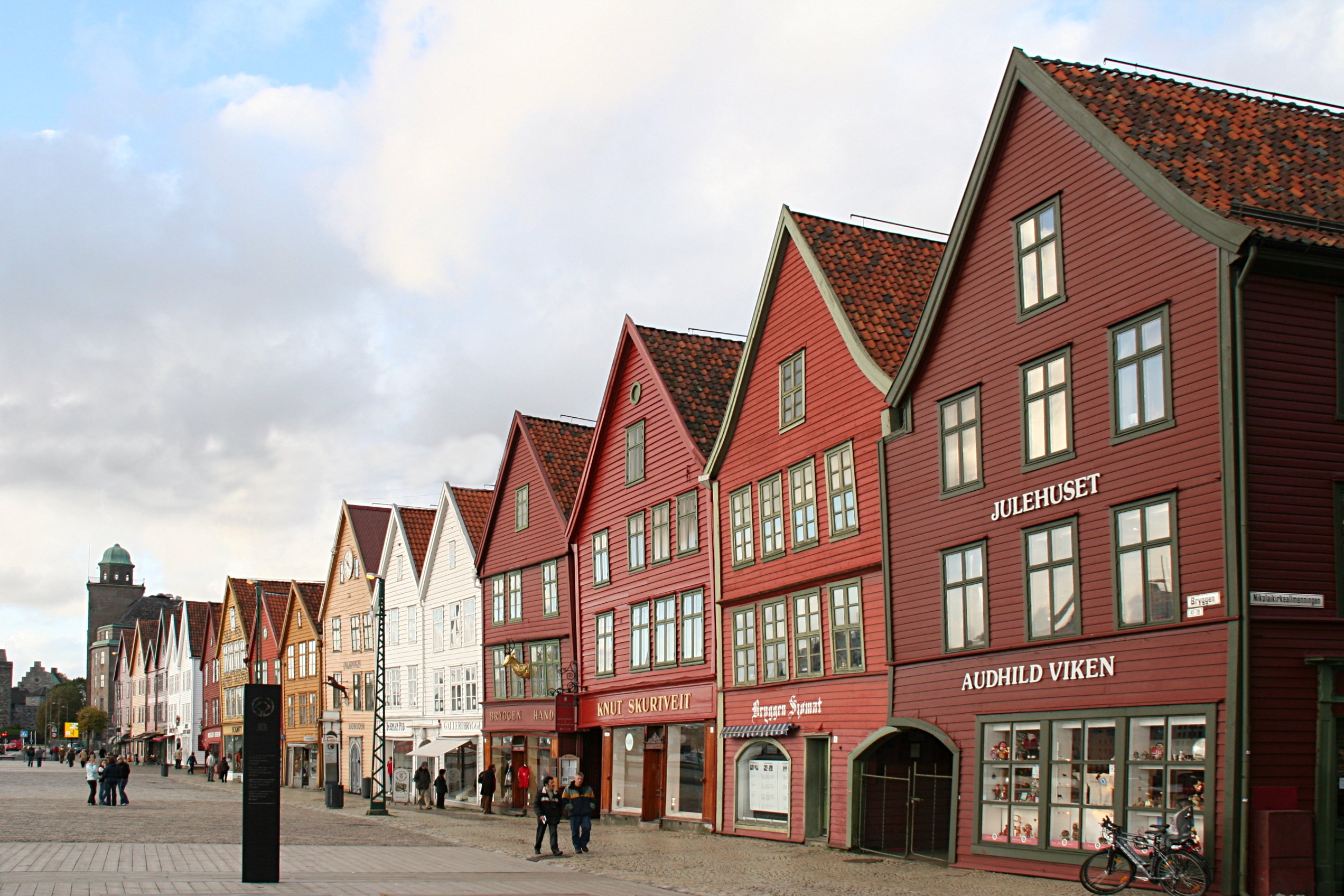
برغن وبريجان[الإنجليزية] (1979)
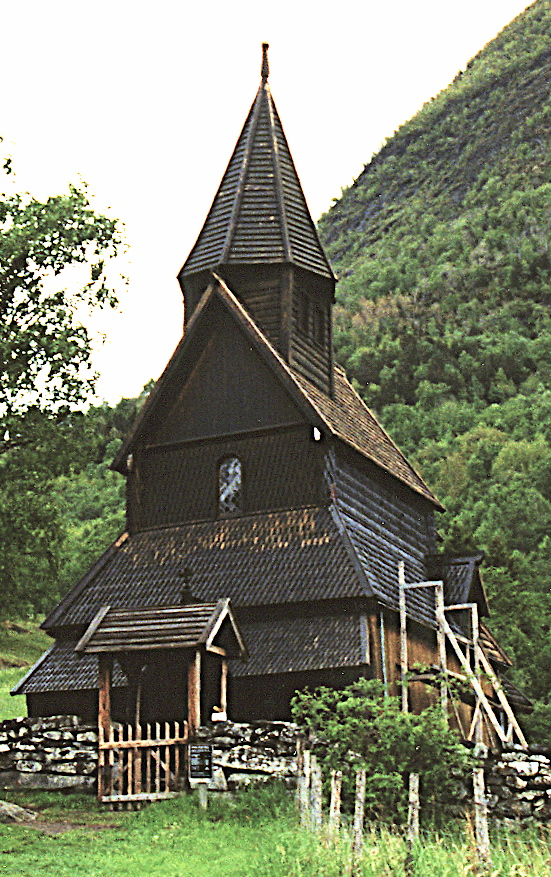
كنيسة يورنس ستيف[الإنجليزية] (1979)
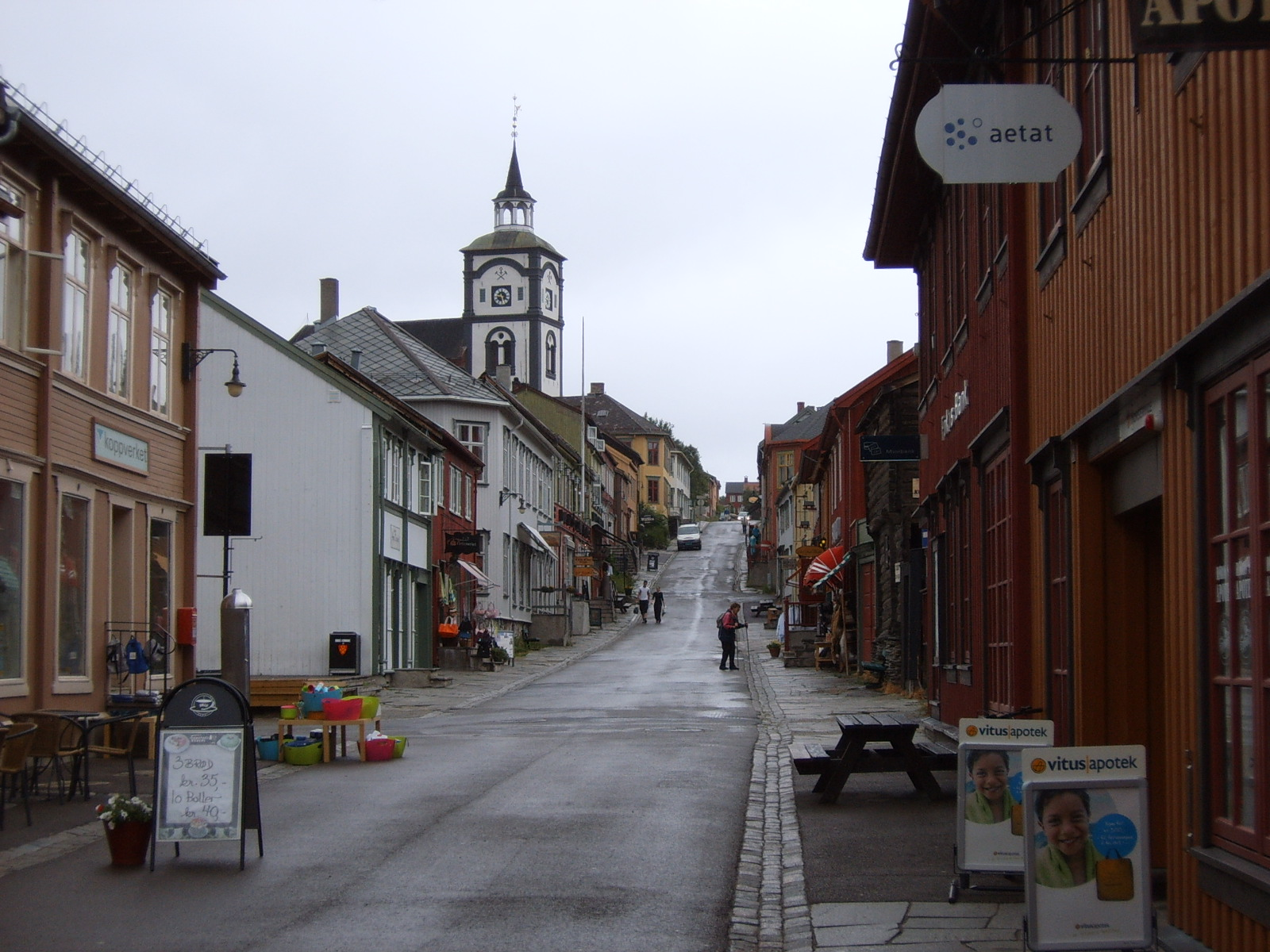
روروس (1980)
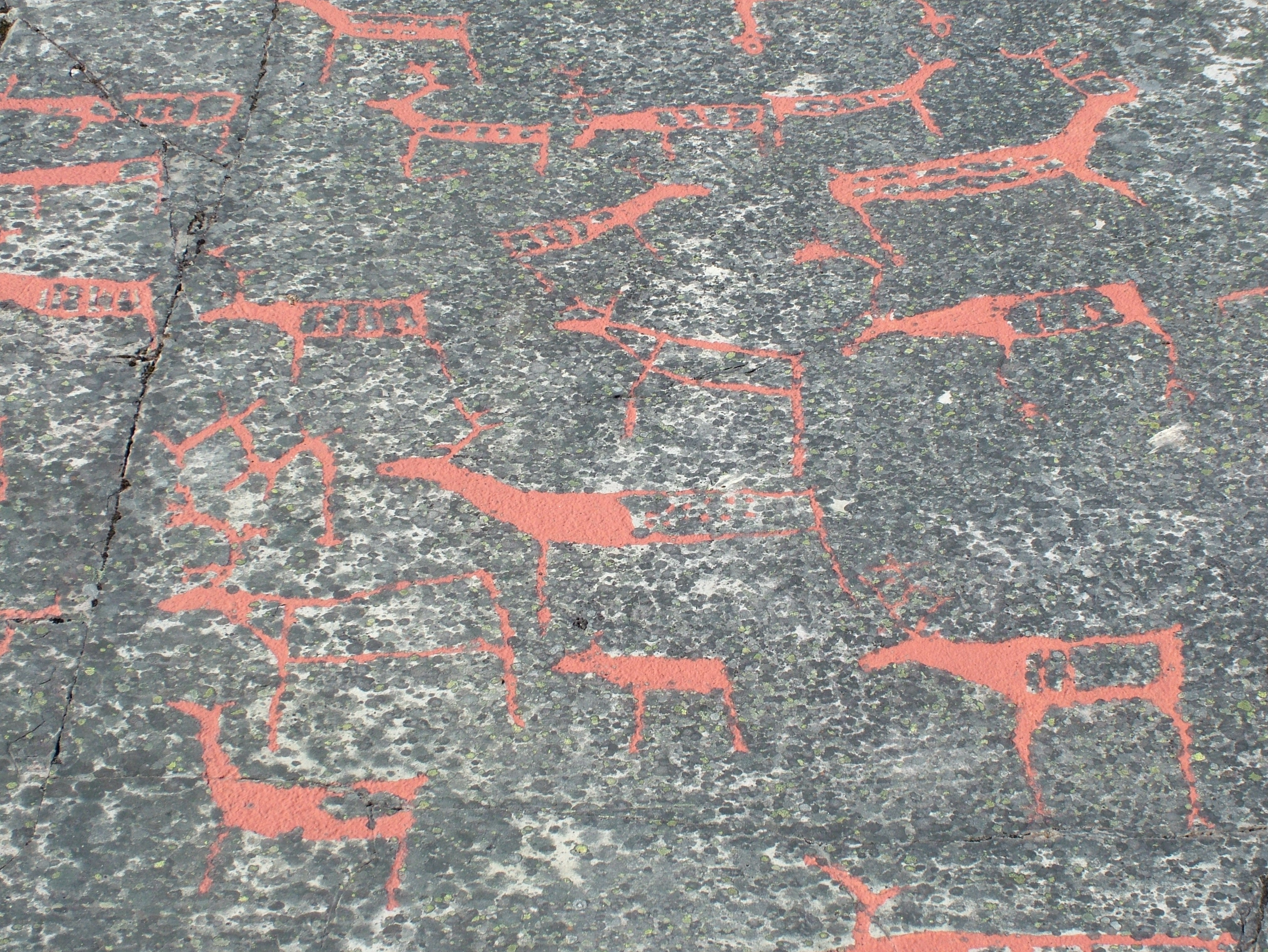
نقوش ما قبل التاريخ في ألتا (1985)
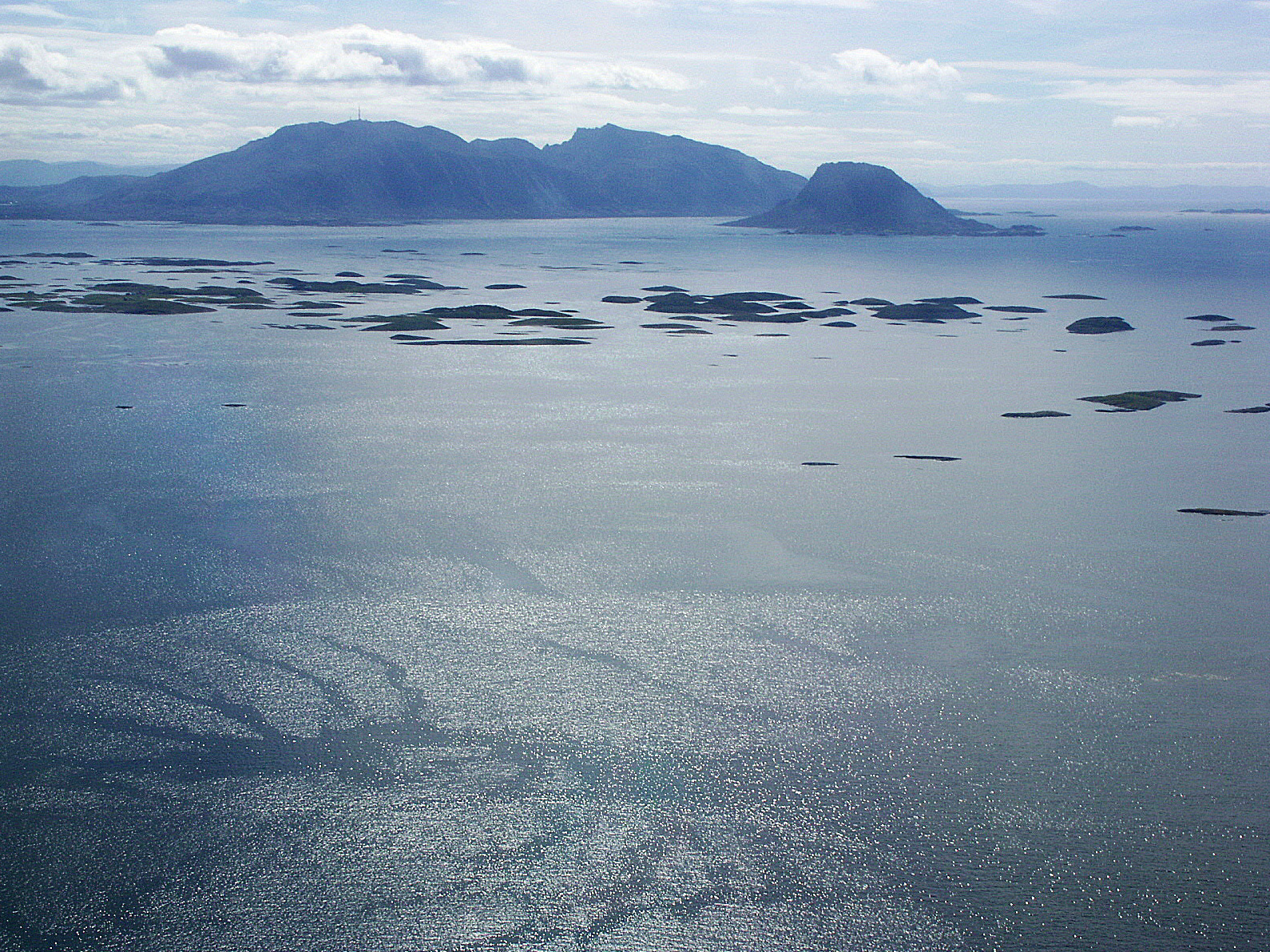
نورلان وفيجا (2004)
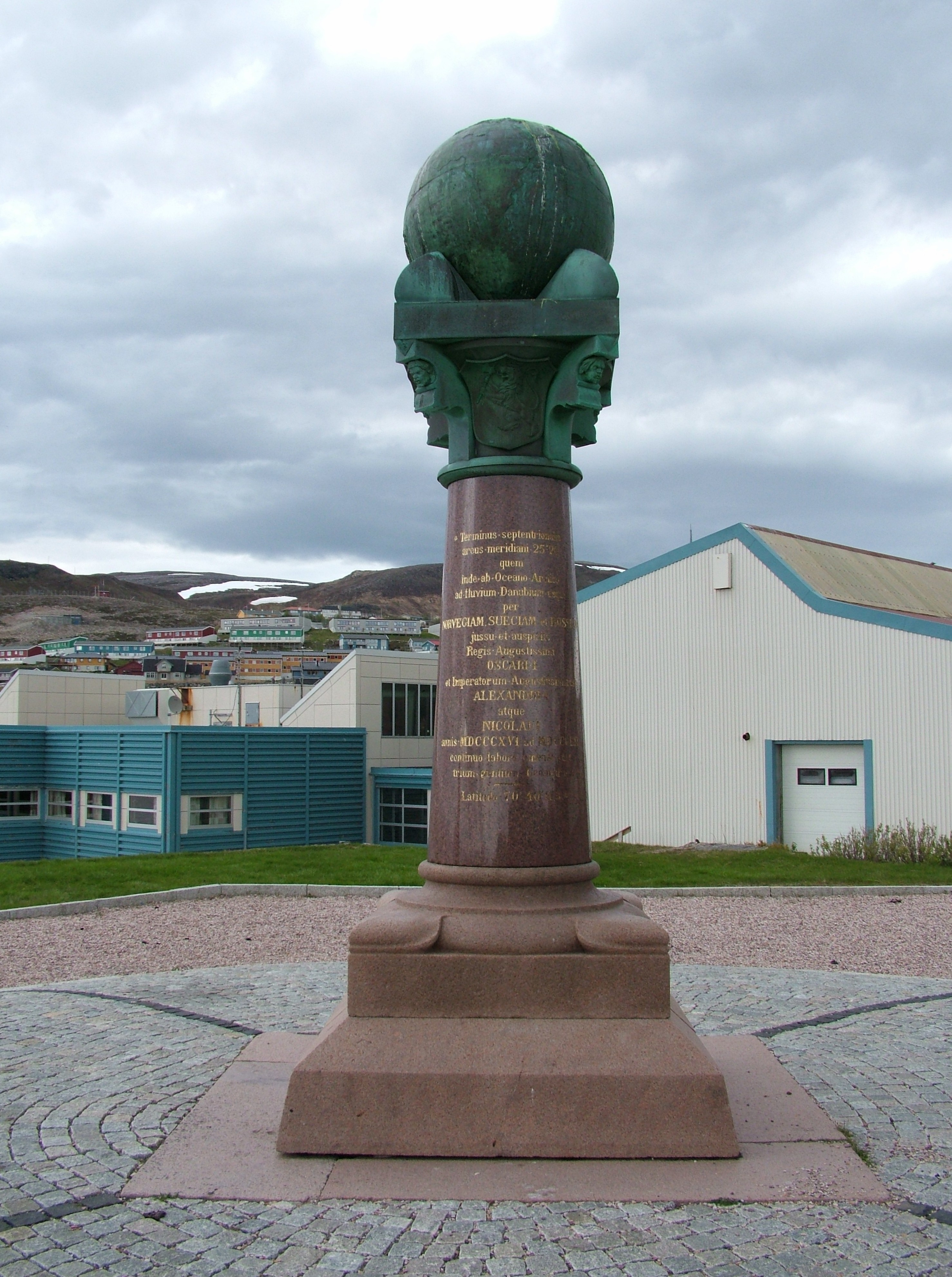
قوس جيوديسيا (2005)
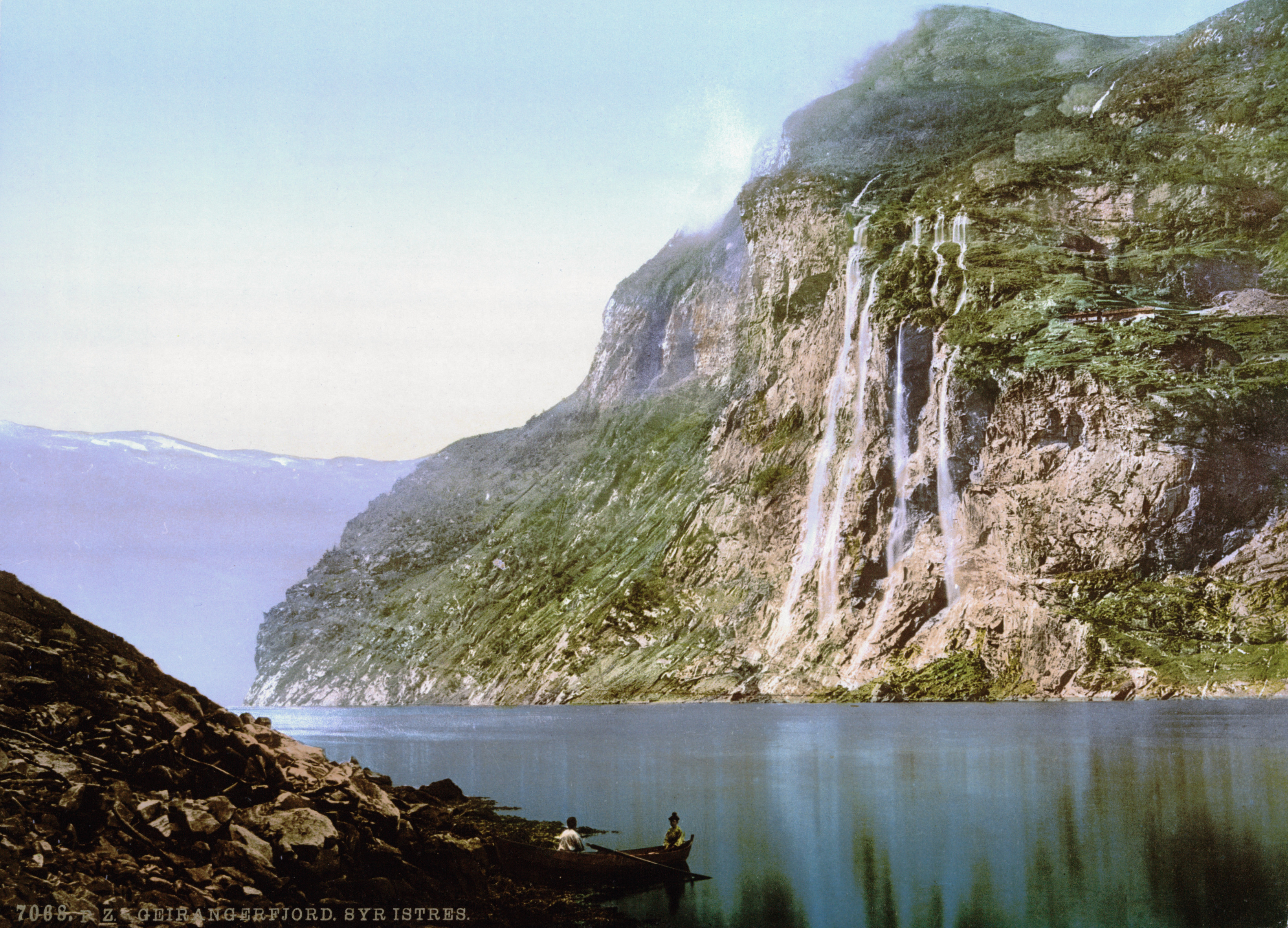
جيرنجرفيرد (2005)
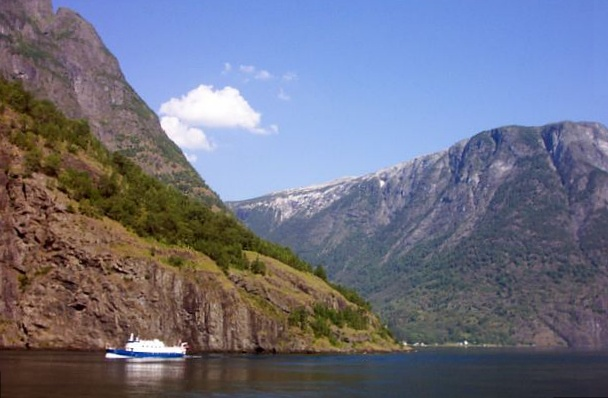
نايريفيورد[الإنجليزية] (2005)

## الرياضة

### الرياضات الشتوية

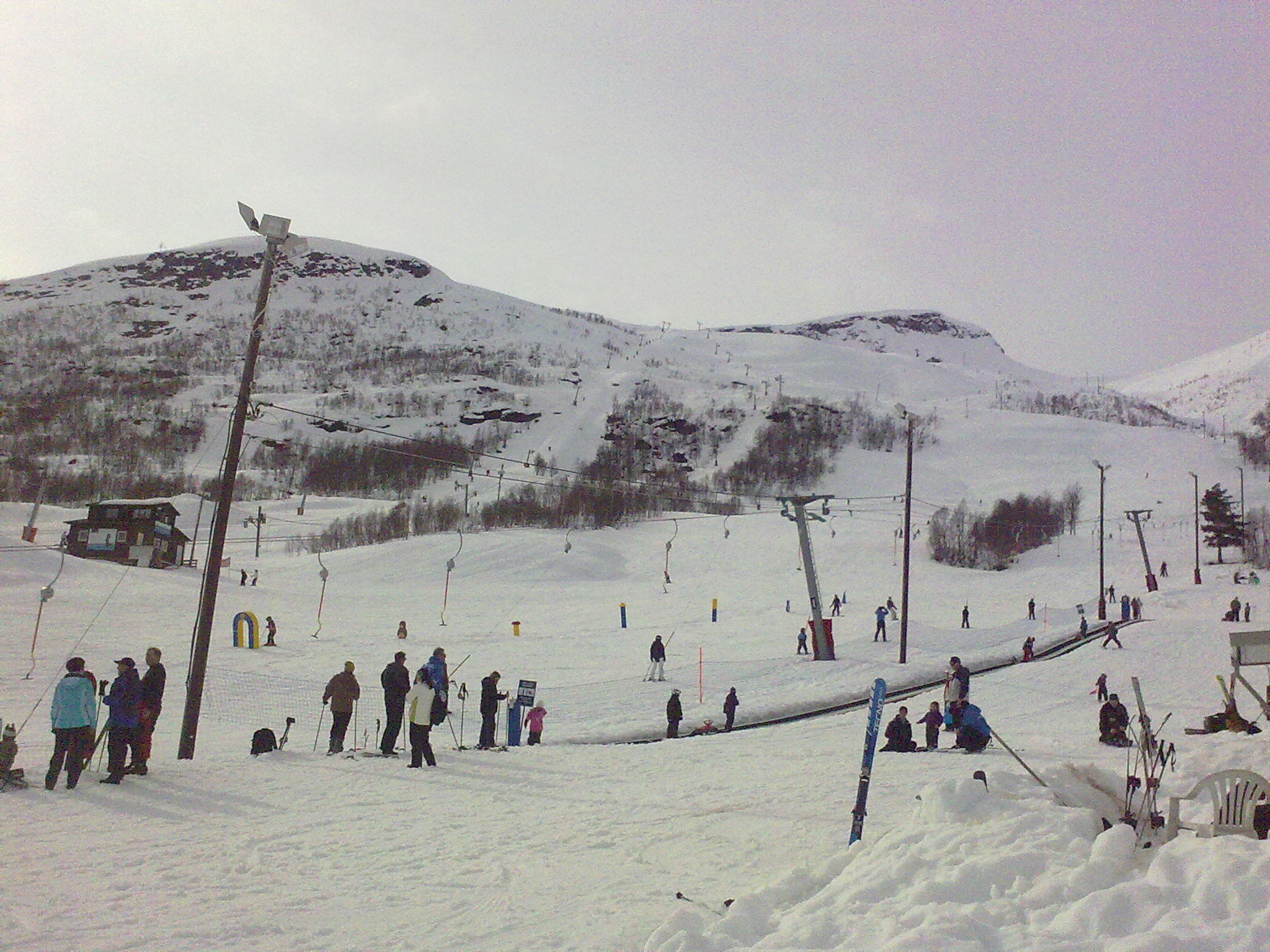
مرفق سترودلن للتزلج في النرويج.

تغطي الثلوج الكثيفة مختلف أنحاء النرويج كل شتاء، لذا كان من الطبيعي أن تنال الرياضات الشتوية المرتبطة بالثلج والجليد شعبيّة واسعة في البلاد. وفي مقدمة هذه الرياضات يأتي التزلج، الذي برز في هذه المنطقة من العالم منذ حوالي 4000 سنة، عندما لم يكن أمام السكان حل آخر سوى اللجوء إليه للتنقل من مكان لآخر.
يُعتبر «سوندر نورهايم» أبو التزلج النرويجي في الفترة المعاصرة، ذلك أنه صمم نوعًا من التزلّج يُعرف بتزلج «تلمارك»، وهو عبارة عن مزج لتقنيات التزلج العادي والقفزي والمتعرّج. وصل التزلّج من النرويج إلى الولايات المتحدة عام 1825 على يد المهاجرين النرويجيين، ومن هناك انتشر في مختلف أرجاء المعمورة. يُعتبر التزلّج رياضة مفضلة عند الكثير من الناس في النرويج، حيث يتراوح سن من يُمارسه بين سنتين وحتى 90 سنة، وفي البلاد العديد من مدارس ومؤسسات تعليم هذه الرياضة. أقامت مدينة تروندهايم بطولة العالم في الرياضات الشمالية عام 1996، وقد فاز فيها شخص ياباني بكأس التزلج.

### كرة اليد

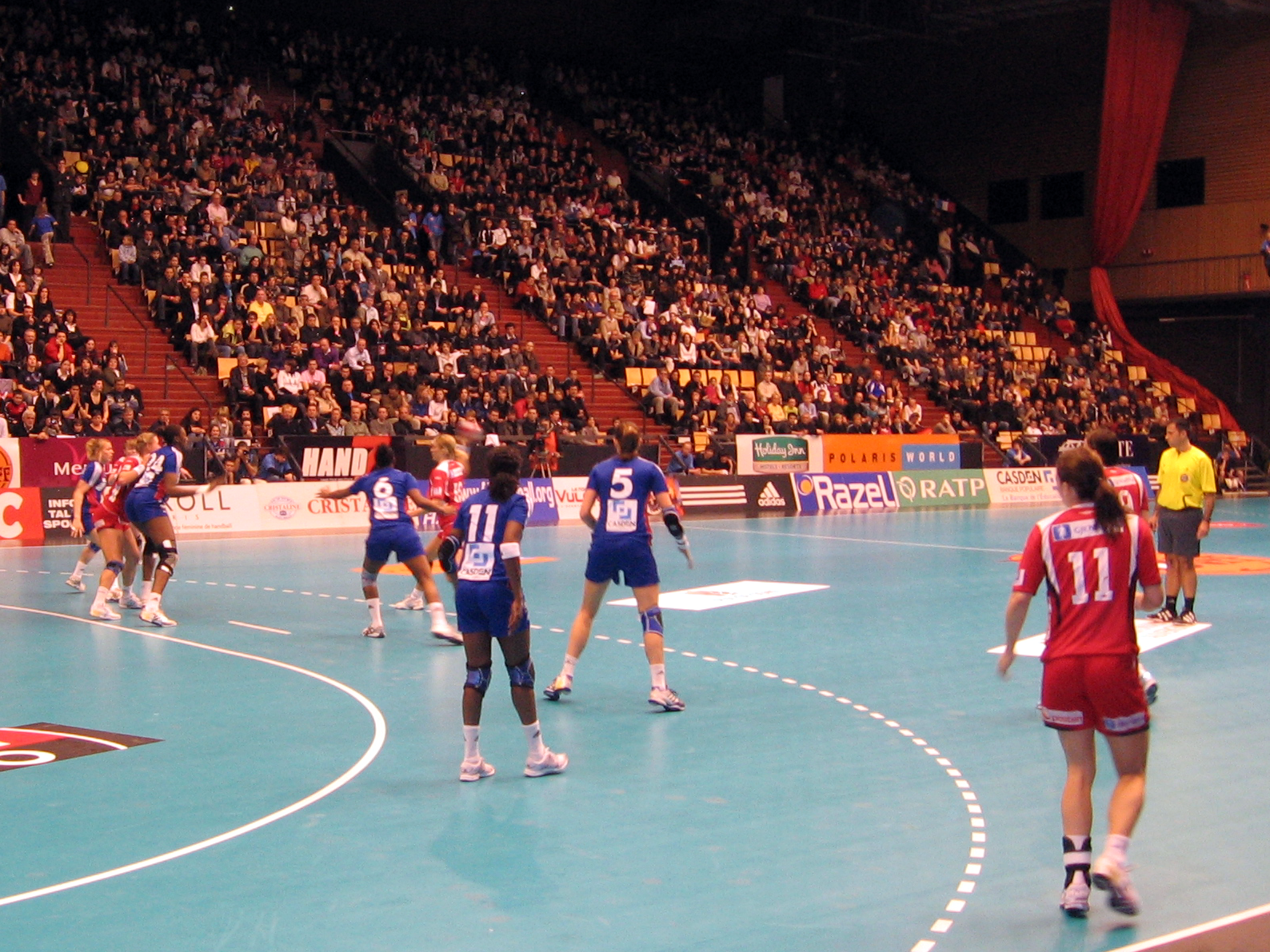
مباراة وديّة في كرة اليد بين فرنسا والنرويج.

توجد عدّة نوادي لكرة اليد تُقسم إلى فرق مختلفة، كل فرقة منها تضم فئة عمرية معينة، تتراوح بين 6 سنوات و 50 سنة. وتلعب هذه الفرق مبارياتها كل عطلة نهاية أسبوع، والبعض من فرق الرجال تواجه فرقًا أوروبية أخرى في بعض الأحيان، إلا أن الفرق النسائية هي التي ترفع اسم البلاد عاليًا بالنسبة لهذه الرياضة، بما أنها فازت بالبطولة الأوروبية عدد من المرّات.

### كرة القدم
كرة القدم هي أكثر رياضة شعبية في البلاد خصوصا في وسط الشباب. وهناك فريق يُمثل كل بلدة أو مدينة، كما في معظم أنحاء العالم، مثل فريق «روسنبورغ»، الذي اعتبر أفضل فريق في النرويج طيلة السنوات العشر المنصرمة، وقد انضم إلى الفرق الأوروبية الكبرى ليلعب في دوري أبطال أوروبا. وفي النرويج كذلك بضعة فرق نسائية تلعب كرة القدم. تأهلت النرويج ثلاث مرات من قبل لنهائيات كأس العالم.

## وصلات خارجية
- الموقع الرسمي لدائرة الهجرة في النرويج مع توفر بعض المعلومات بالعربية
- موقع الجالية الفلسطينية في النرويج موقع أخباري ويختص بأخبار النرويج والجالية الفلسطينية والبت المباشر لعدة محطات فضائية عربية وخدمات متعددة
- الموقع الرسمي لنقابة الصحفيين والاعلاميين العرب في النرويج يبث بثلاث لغات العربية والنرويجية والإنكليزية.
- مجلة صوت النرويج مجلة صوت النرويج : مخصص لأخبار النرويج والناطقين باللغة العربية والمقيمين فيها.
- القانون النرويجي جميع القوانين في النرويج
- موقع رسمي نرويجي
- النرويج 2007 ملف pdf باللغة العربية من وزارة الخارجية النرويجية
- احصائيات عن النرويج